# قائمة أعلام العراق
تتضمن هذه القائمة من العراقيين الأشخاص الذين ولدوا في العراق والأشخاص الذين هم من أصل عراقي، والذين يتميزون بشكل كبير في حياتهم و/أو عملهم.

## علماء الآثار
- دوني جورج يوخنا
- طه باقر

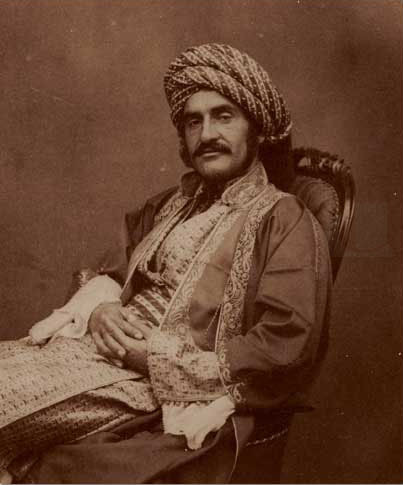
هرمزد رسام

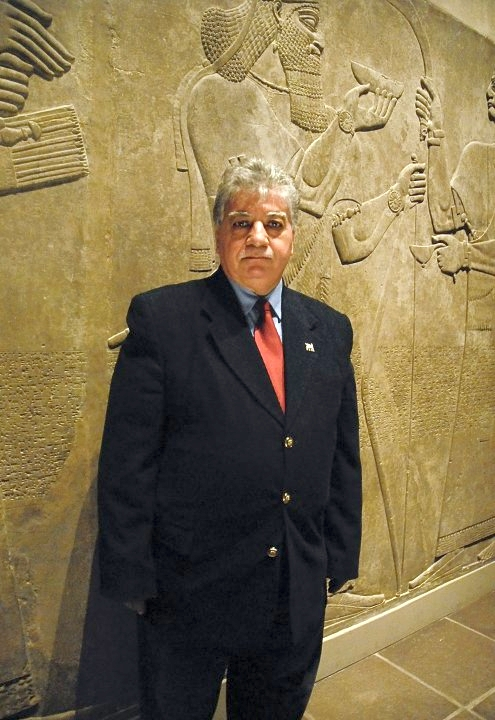
دوني جورج

- زينب البحراني (مواليد 1962)، أستاذة عراقية في فنون وآثار الشرق الأدنى القديم بجامعة كولومبيا
- هرمز رسام (1826 - 16 سبتمبر 1910)، عالم آشوري أصلي، ودبلوماسي بريطاني ومسافر قام بعدد من الاكتشافات المهمة، بما في ذلك الألواح الطينية التي تحتوي على ملحمة جلجامش، أقدم أدب في العالم.

## الفنانون
- وجدان علي، رسامة، ولدت في بغداد، العراق. وهي الزوجة السابقة للأمير علي بن نايف، أمير الأردن.
- محمد غني حكمت (1929 - 12 سبتمبر 2011)، نحات وفنان عراقي يُنسب إليه إنشاء بعضٍ من أرقى المنحوتات والنصب التذكارية في بغداد. من أشهر أعماله قوس النصر وتمثالين للملكة شهرزاد والملك شهريار، الواقعين في شارع أبي نواس.
- جنان العاني، فنانة
- زهرون عمارة، صائغ فضة مندائي مشهور عالميًا. من بين الشخصيات المعروفة بامتلاكها لأدواته الفضية: ستانلي مود، ونستون تشرشل، والعائلة المالكة في البحرين، والملك فاروق المصري، والعائلة المالكة العراقية، بما في ذلك الملك فيصل الأول والملك غازي، والعائلة المالكة البريطانية، بما في ذلك أمير ويلز الذي أصبح إدوارد الثامن.
- ليلى العطار، رسامة
- وسام البدري،[1] فنان ومصور صحفي عراقي أمريكي
- إسحاق يامين، رسام ونحات إسرائيلي، (ولد في العراق من أصل يهودي عراقي)
- سعاد العطار، رسامة
- جواد سليم (1919–1961) نحات عراقي ولد في أنقرة (تركيا) عام 1919، وهو من أشهر الفنانين العراقيين على مر العصور.
- عمران القيسي، فنان ومؤرخ
- سما رينا الشيبي، فنانة
- جبر علوان، فنان
- جاسم النجفي (مواليد 1950) (العربية: جاسم النجفي)، خطاط عراقي كبير ولد في النجف، العراق.
- خليل الزهاوي، خطاط
- هلا آيلا، فنانة عراقية أمريكية
- رعد غنطوس  [لغات أخرى]‏، مصمم داخلي
- هيف كهرمان، فنانة عراقية أمريكية
- فاروق كاسبوليس، فنان كندي من أصل عراقي
- توبا خضوري، فنانة
- نديم كوفي، فنان
- حسن المسعود، خطاط
- رشاد سليم، فنان عراقي ألماني
- تمارا سلمان، مديرة التصميم
- وفاء بلال، مواليد النجف، العراق عام 1966. فنان عراقي أمريكي، أستاذ سابق في كلية معهد شيكاغو للفنون، وهو حاليًا أستاذ مساعد في كلية تيش للفنون بجامعة نيويورك.

### شخصيات عسكرية من أصل عراقي

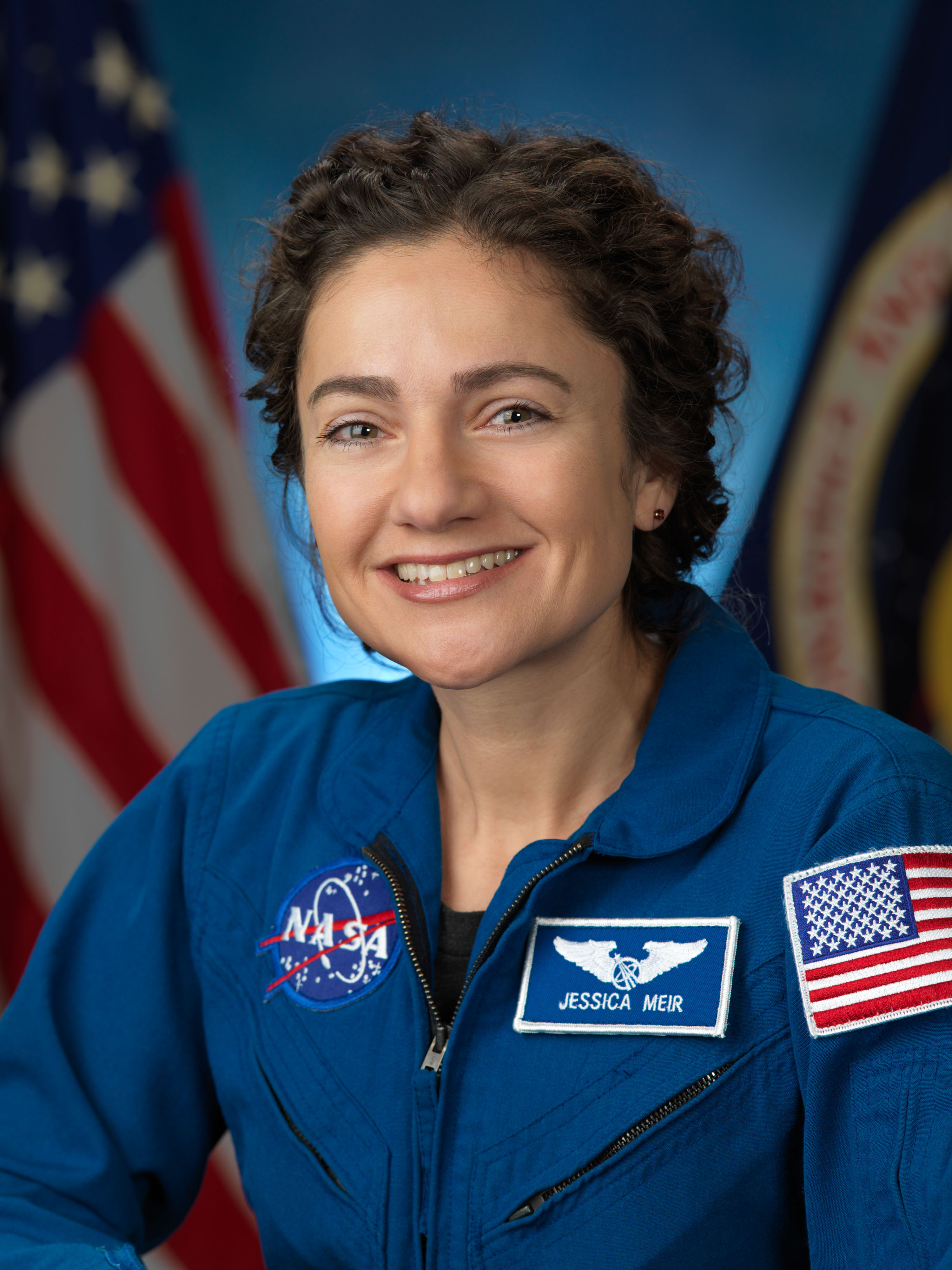
جيسيكا مائير

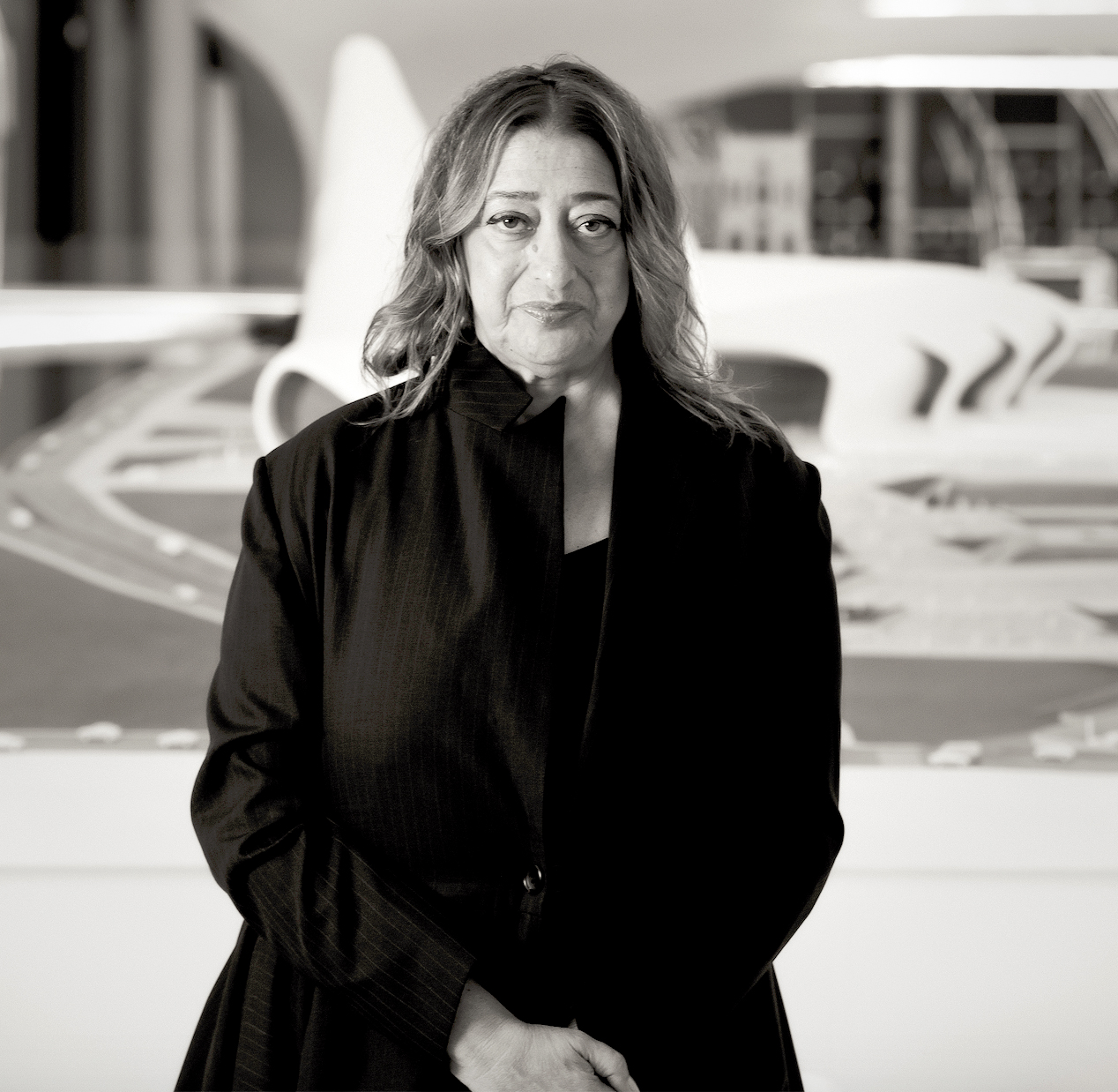
زها حديد

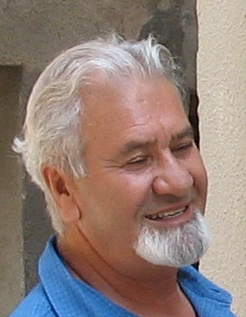
اسحق يمين

- أنيش كابور (مواليد 12 مارس 1954)، نحات هندي. وُلد في بومباي لأب هندوسي وأم يهودية هاجرت عائلتها من بغداد وهي في عمر بضعة أشهر.
- جيري جودا (مواليد 30 يوليو 1951)، فنان ومصمم بريطاني. قدّم جدّا جودا لأمه وأبيه من بغداد ليستقرا في الجالية اليهودية البغدادية المستقرة في الهند وبورما.

## المهندسين المعماريين
- هشام ن. أشكري

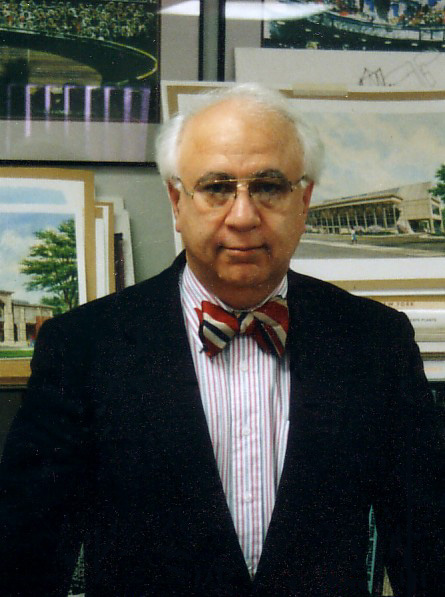
هشام ن. أشكوري

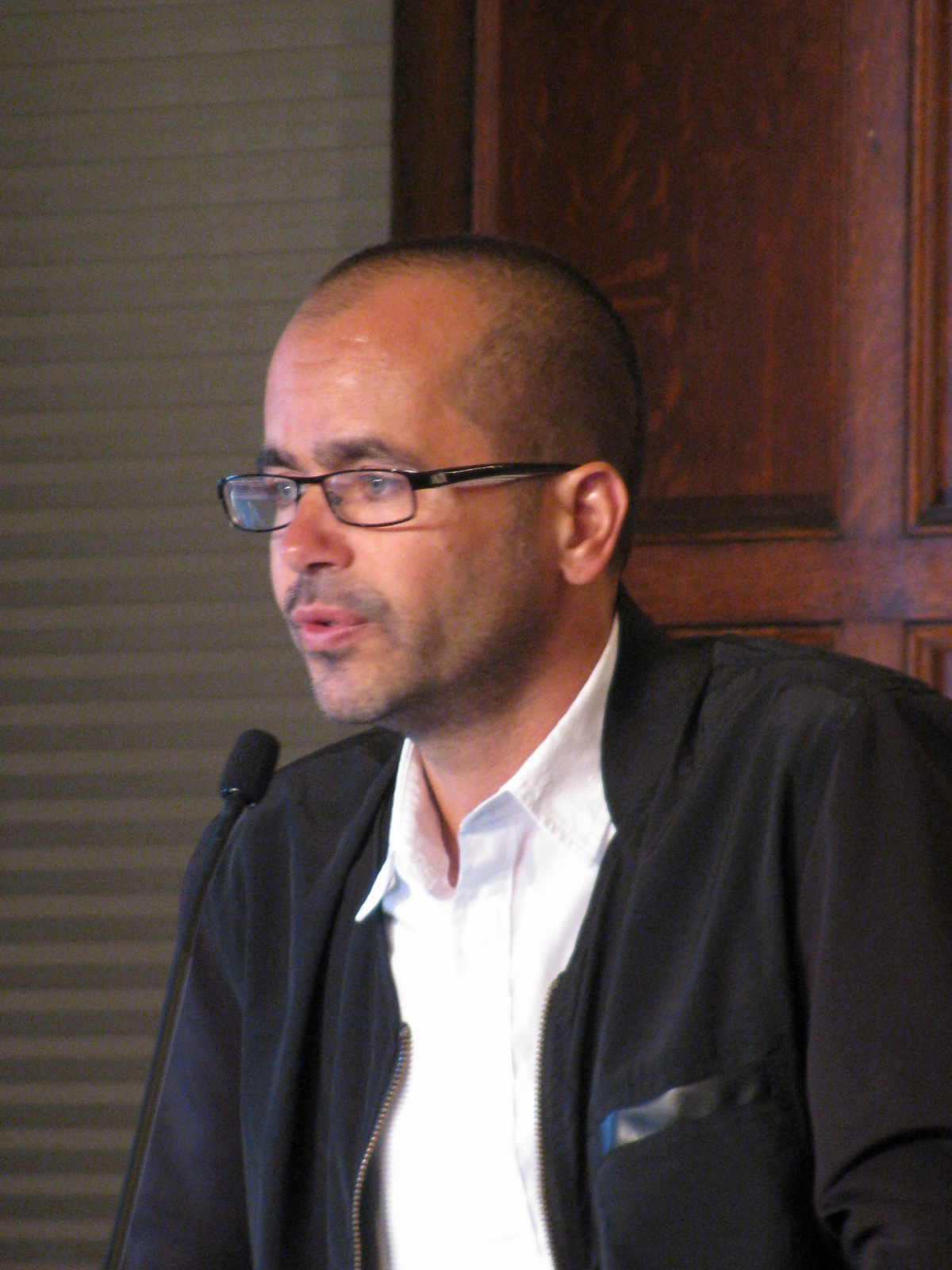
وفاء بلال

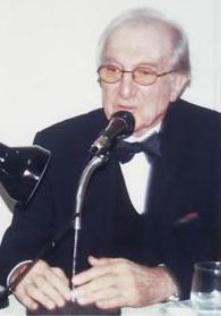
رفعت الجادرجي

- رفعة الجادرجي (1926–2020)، مهندس معماري ومؤلف عراقي
- زها حديد، إحدى أعظم المعماريات في القرنين العشرين والحادي والعشرين، وأول امرأة تحصل على جائزة بريتزكر للهندسة المعمارية (2004). ومن الجوائز الأخرى التي نالت عليها ميدالية توماس جيفرسون في الهندسة المعمارية (2007)، وجوائز بريت 2017 بعد وفاتها.
- حسين علي عباس حربة  [لغات أخرى]‏، مهندس معماري ومصمم عراقي
- جالة مخزومي (مواليد 1949)، مهندسة مناظر طبيعية وأكاديمية وناشطة
- كنعان مكية (مواليد 1949)، مهندس معماري وأكاديمي وناقد
- محمد مكية (1914–2015)، مهندس معماري ومخطط حضري ومؤلف
- شوان الهاشمي (1977)، مهندس معماري ومهندس داخلي ومستقبلي
- منهل الحبوبي (مواليد 1970)، مهندس معماري عراقي وأمين بغداد السابق
- باسل البياتي، مهندس معماري ومصمم

### مصممي الأزياء
- ميشا نونو  [لغات أخرى]‏، مصممة أزياء أمريكية، اشتهرت بخطها الذي يحمل اسمها من الملابس الجاهزة للسيدات
- فرح الحداد، عارضة أزياء عراقية المولد
- ريم الأسدي، مصممة أزياء بريطانية من أصل عراقي
- سليم الشمري
- هناء صادق
- أمير سلامة  [لغات أخرى]‏، مصمم أزياء ومنسق أزياء ومالك علامة أزياء الشاطئ الشهيرة روزا تشا في البرازيل
- زينة زكي، مصممة أزياء

## رجال الأعمال ورواد الأعمال
- أسيل عطار، سيدة أعمال عراقية ورئيسة تنفيذية سابقة
- نظمي أوجي، رجل أعمال بريطاني عراقي، مؤسس ورئيس مجلس إدارة شركة جنرال ميديترينيان هولدينغ  [لغات أخرى]‏ (GMH)، وهي تكتل يضم 120 شركة حول العالم. في قائمة صنداي تايمز للأثرياء لعام 2008،  [لغات أخرى]‏ احتل المركز السابع والعشرين، بثروة تُقدر بـ 2,150 مليون جنيه إسترليني.[2]
- زاديك بينو  [لغات أخرى]‏ (مواليد 1943)، رجل أعمال ملياردير إسرائيلي من أصل عراقي.[3]
- شلومو إلياهو  [لغات أخرى]‏ (مواليد 1936)، رجل أعمال إسرائيلي من مواليد بغداد، ملياردير، وعضو سابق في الكنيست
- كالوست كولبنكيان (23 مارس 1869 – 20 يوليو 1955)، رجل أعمال وإنسان خير أرمني.
- هدى قطان، عراقية أمريكية، مؤسسة ومديرة تنفيذية لشركة هدى بيوتي
- نمير قيردار، رجل أعمال من أصل عراقي (رئيس ومؤسس ومدير تنفيذي لشركة إنفستكورب)[4]
- خالد محمود، مدير مركز أبولو للتعليم والتدريب
- شريف حكمت النشاشيبي، المؤسس المشارك ورئيس منظمة مراقبة الإعلام العربي
- صموئيل نالو، رجل أعمال، وخاطف، ولص
- سليم زيلخة  [لغات أخرى]‏، رجل أعمال، مؤسس شركة Mothercare، إحدى أكبر سلاسل البيع بالتجزئة في المملكة المتحدة.
- عزرا زيلخا، ممول وفاعل خير
- بهاء عبد الهادي رجل أعمال عراقي ومؤسس بطاقة Qi Card، بطاقة الائتمان الوطنية للعراق والمعروفة أيضًا باسم البطاقة الذكية الدولية ISC.
- دادفان يوسف  [لغات أخرى]‏، مستثمر ورجل أعمال عراقي في العملات المشفرة، جعلته استثماراته المبكرة في البيتكوين مليونيرا

- ماركوس صموئيل، الفيكونت الأول بيرستيد (5 نوفمبر 1853 - 17 يناير 1927)، مؤسس شركة شل للنقل والتجارة، التي سُميت لاحقًا رويال داتش شل. وُلد صموئيل لعائلة يهودية بغدادية في وايت تشابل، لندن.
- صموئيل صموئيل (7 أبريل 1855 - 23 أكتوبر 1934)، رجل أعمال وسياسي من حزب المحافظين. كان عضوًا في مجلس العموم من عام 1913 إلى عام 1934. وُلد صموئيل لعائلة يهودية بغدادية. أسس شركة صموئيل صموئيل وشركاه في يوكوهاما، اليابان، بالشراكة مع شقيقه الأكبر ماركوس صموئيل.
- والتر صموئيل، الفيكونت الثاني بيرستيد، العقيد والتر هوراس صموئيل، الفيكونت الثاني بيرستيد، الحاصل على وسام الصليب العسكري (13 مارس 1882 - 8 نوفمبر 1948) كان نبيلًا بريطانيًا ورئيسًا سابقًا لشركة شل للنقل والتجارة. كان أيضًا جامعًا بارزًا للتحف الفنية ومُحسنًا. صموئيل هو ابن ماركوس صموئيل، الفيكونت الأول بيرستيد.
- ماركوس صموئيل، الفيكونت الثالث بيرستيد، الرائد ماركوس ريتشارد صموئيل، الفيكونت الثالث بيرستيد، الحاصل على وسام الصليب العسكري (1 يونيو 1909 - 15 أكتوبر 1986) كان نبيلًا بريطانيًا وعضوًا في مجلس إدارة العديد من الشركات، بما في ذلك بنك لويدز. صموئيل هو ابن والتر صموئيل، الفيكونت الثاني بيرستيد.
- بيتر صموئيل، الفيكونت الرابع بيرستيد، الرائد بيتر مونتيفيوري صموئيل، الفيكونت الرابع بيرستيد، الحاصل على وسام الصليب العسكري (9 ديسمبر 1911 - 9 يونيو 1996) كان نبيلًا بريطانيًا ونائب رئيس سابق لشركة شل للنقل والتجارة.
- ساسون ديفيد ساسون (1832-1867)، رجل أعمال ومصرفي وفاعل خير إنجليزي من أصل هندي.
- السير ساسون ديفيد، البارون الأول (11 ديسمبر 1849 - 27 سبتمبر 1926)، عضو في جالية يهود بغداد الذين عاشوا في بومباي. كان رجل أعمال بارزًا، وكان المروج الرئيسي لبنك الهند، الذي تأسس عام 1906.
- السير إدوارد ساسون، البارون الثاني، من كينسينغتون غور (20 يونيو 1856 - 24 مايو 1912)، رجل أعمال وسياسي بريطاني.
- السير بيرسيفال ديفيد، البارونيت الثاني (بومباي، 21 يوليو 1892 - 9 أكتوبر 1964)، جامعٌ بارزٌ للخزف الصيني. مؤسسة بيرسيفال ديفيد للفن الصيني هي مجموعةٌ من الخزف الصيني والقطع ذات الصلة في لندن، إنجلترا.
- نعيم دنغور، الحاصل على وسام الإمبراطورية البريطانية (وُلد في أبريل 1914)، لاجئٌ يهودي عراقيّ مُؤمَّن بريطانيًا، ومهندسٌ ورائد أعمالٍ ومُحسن.
- جاك دلال (2 أكتوبر 1923 - 28 أكتوبر 2012)، مستثمرٌ عقاريّ مقيمٌ في لندن، يُعرف باسم "بلاك جاك"، وتُقدَّر ثروته بـ 480 مليون جنيه إسترليني عام 2009.
- زاديك بينو، رجل أعمال إسرائيلي من أصل يهودي عراقي. صنّفته مجلة فوربس في المرتبة 24 بين أغنى رجال إسرائيل عام 2006. ألبرت عبد الله ديفيد ساسون، السير ألبرت عبد الله ديفيد ساسون، البارون الأول، الحاصل على وسام الإمبراطورية البريطانية ووسام نجمة الكومنولث (25 يوليو 1818 - 24 أكتوبر 1896)، كان رجل أعمال بريطانيًا هنديًا ومُحسنًا. وُلد السير ألبرت في 25 يوليو 1818 في بغداد.
- شاي أغاسي، مؤسس ورئيس مجلس إدارة شركة "بيتر بليس"
- نمير أ. قيردار، رجل أعمال وممول عراقي، يشغل منصب الرئيس التنفيذي والرئيس التنفيذي لشركة "إنفستكورب"، وهي مجموعة استثمارية في الأسهم الخاصة تعمل انطلاقًا من نيويورك ولندن والبحرين. يقيم قيردار حاليًا في لندن. وُلد قيردار لعائلة تركمانية في كركوك، العراق، لعائلة بارزة في المشهد السياسي خلال أواخر عهد الدولة العثمانية وفي العراق ما بين الحربين العالميتين.
- شلومو إلياهو (مواليد 18 يناير/كانون الثاني 1936 في بغداد، العراق)، رجل أعمال إسرائيلي، ملياردير، وسياسي سابق، شغل منصب عضو في الكنيست الإسرائيلي بين عامي 1978 و1981.
- سليم زيلخة (مواليد 1927)، رجل أعمال أسس شركة مذركير، إحدى أكبر سلاسل متاجر التجزئة في المملكة المتحدة. وُلد في بغداد لعائلة يهودية عراقية. وهو حاليًا شريك في ملكية شركة زيلخة للطاقة الحيوية، التي تمتلك أراضي زراعية وتنتج وقودًا حيويًا من الكريات في تكساس.
- بهاء الحريري، رجل أعمال. ابن رئيس الوزراء اللبناني الأسبق رفيق الحريري، وأم عراقية (نضال البستاني).
- صموئيل حايك، قطب عقارات إسرائيلي مليونير من أصل يهودي عراقي.
- بدر جعفر، رجل أعمال ومدير تنفيذي مقيم في الإمارات العربية المتحدة.
- فيكتور نصيف، رجل أعمال ونائب رئيس قسم جوانب أعمال التصميم في شركة نيسان ديزاين أمريكا. ينحدر من أصول مكسيكية ولبنانية وعراقية.
- فينسنت تشنغيز (مواليد أكتوبر 1956)، رجل أعمال إيراني بريطاني، وُلد في طهران لعائلة يهودية عراقية. وهو رئيس مجلس إدارة مجموعة كونسينساس للأعمال.
- روبرت تشنغيز، رجل أعمال بريطاني، وتاجر أوراق مالية، وشقيق فينسنت تشنغيز. وُلد في طهران لعائلة يهودية عراقية. وهو الرئيس المشارك لمجموعة روتش العقارية.
- غدير رزوقي، مليونير بريطاني من أبوين عراقيين. مؤسس مجموعة مجلة تي إن تي، التي لها مصالح في مجال المجلات والإعلام في المملكة المتحدة وأستراليا ونيوزيلندا وجنوب أفريقيا.
- كيفورك هوفنانيان (1923 - 24 سبتمبر 2009)، رجل أعمال أمريكي من أصل أرمني عراقي المولد، وباني منازل، ومؤسس شركة هوفنانيان إنتربرايزز عام 1959. وظل رئيسًا ومديرًا تنفيذيًا لها حتى تقاعده عام 1997.
- تشارلز ساتشي (مواليد 9 يونيو/حزيران 1943 في بغداد)، المؤسس المشارك لوكالة العلاقات العامة "إم آند سي ساتشي". يُعرف أيضًا بأنه جامع أعمال فنية ومالك معرض ساتشي.
- مايكل قدوري، صاحب السعادة. السير مايكل ديفيد قدوري، الحاصل على وسام الإمبراطورية البريطانية (مواليد 1941، هونغ كونغ)، رجل أعمال وفاعل خير.
- السير ألبرت عبد الله ديفيد ساسون، البارون الأول (25 يوليو/تموز 1818 - 24 أكتوبر/تشرين الأول 1896)، فاعل خير وتاجر بريطاني من أصل هندي، وُلد في بغداد.
- ديفيد وسايمون روبن، الرئيسان التنفيذيان المشتركان لشركة روبن براذرز، وهما رجلا أعمال ومحسنان بريطانيان معروفان.
- ديفيد ساسون، تاجر ومصرفي هندي؛ وُلد في بغداد في أكتوبر/تشرين الأول عام 1792؛ وتوفي في بومباي في 7 نوفمبر/تشرين الثاني عام 1864. كان والده تاجرًا ثريًا من بلاد ما بين النهرين، وشغل لسنوات عديدة منصب أمين صندوق حاكم بغداد التركي.
- مجيد جعفر، رجل أعمال من أصل عراقي والرئيس التنفيذي لشركة نفط الهلال.
- إدوارد إسحاق عزرا (3 يناير 1882 في شنغهاي - 15 ديسمبر 1921 في شنغهاي)، رجل أعمال يهودي ثري من عائلة يهودية بغدادية.
- لورانس قدوري، البارون قدوري (2 يونيو 1899 في هونغ كونغ - 25 أغسطس 1993 في هونغ كونغ)، صناعي وفندقي ومُحسن شهير. كانت عائلته في الأصل يهودًا عراقيين من بغداد، ثم هاجروا لاحقًا إلى بومباي (مومباي)، الهند في منتصف القرن الثامن عشر.
- إيلي قدوري، إليعازر سيلاس قدوري، المعروف باسم السير إيلي قدوري (1867 - 2 أغسطس 1944)، فاعل خير وعضو في عائلة ثرية ذات مصالح تجارية واسعة في الشرق الأقصى.
- إيليس قدوري (1865-1922)، رجل أعمال وفاعل خير من هونغ كونغ. كان عضوًا في عائلة قدوري البغدادية الثرية ذات المصالح التجارية الواسعة في الشرق الأقصى.
- سيلاس آرون هاردون (1851-1931)، رجل أعمال ثري وشخصية عامة معروفة في مدينة شنغهاي في أوائل القرن العشرين.

## الكوميديون
- بريان أواديس  [لغات أخرى]‏، المعروف أيضًا باسم FaZe Rug
- أحمد البشير
- ريمي مناسيفي  [لغات أخرى]‏، المعروف أيضًا باسم GoRemy

## المعلمون

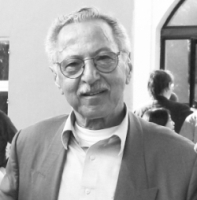
عبد الجيري

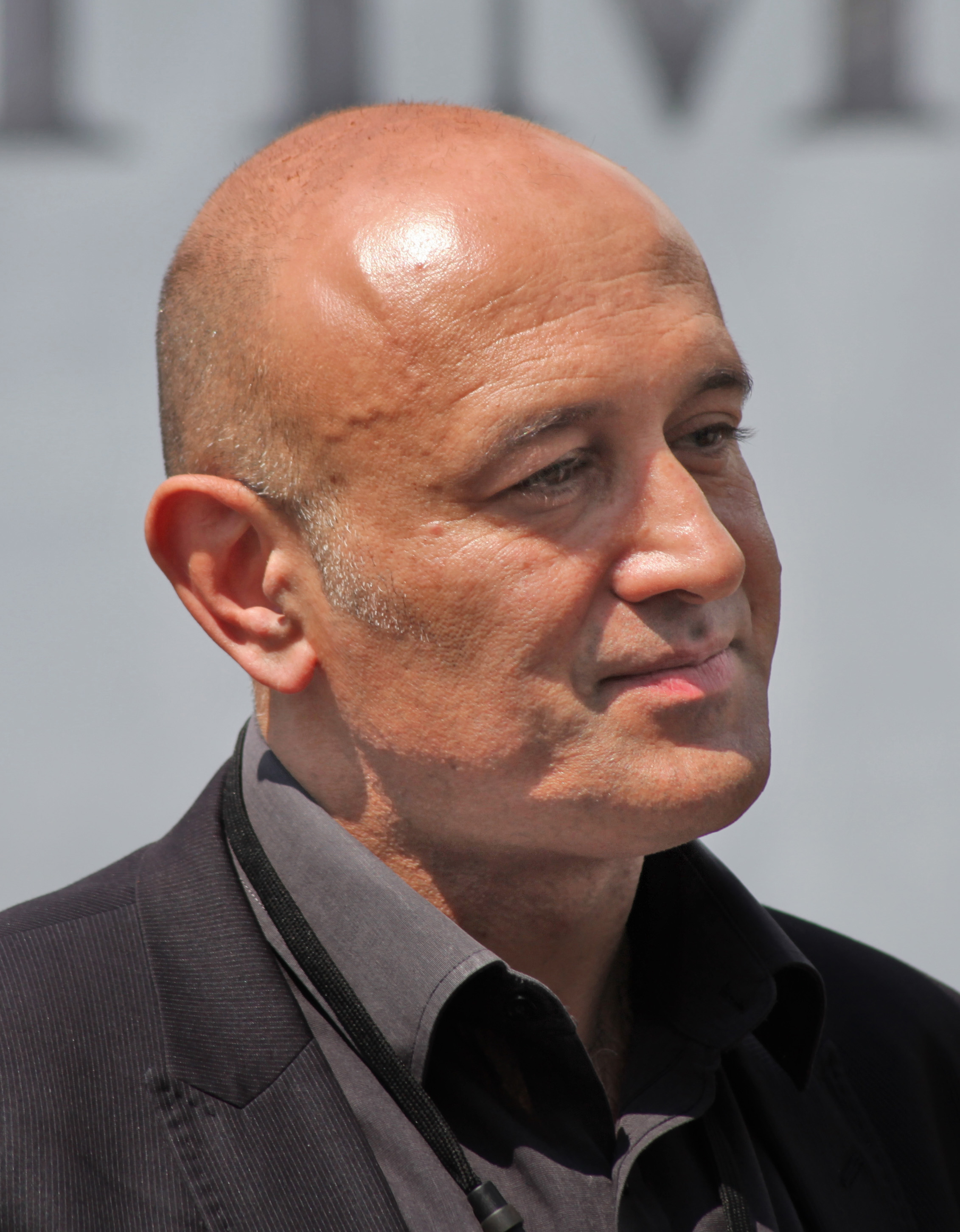
جيم الخليلي

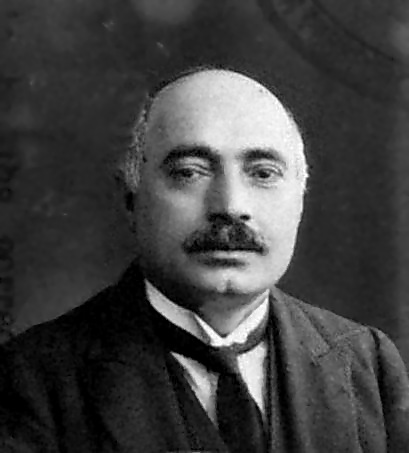
ألفونس مينجانا

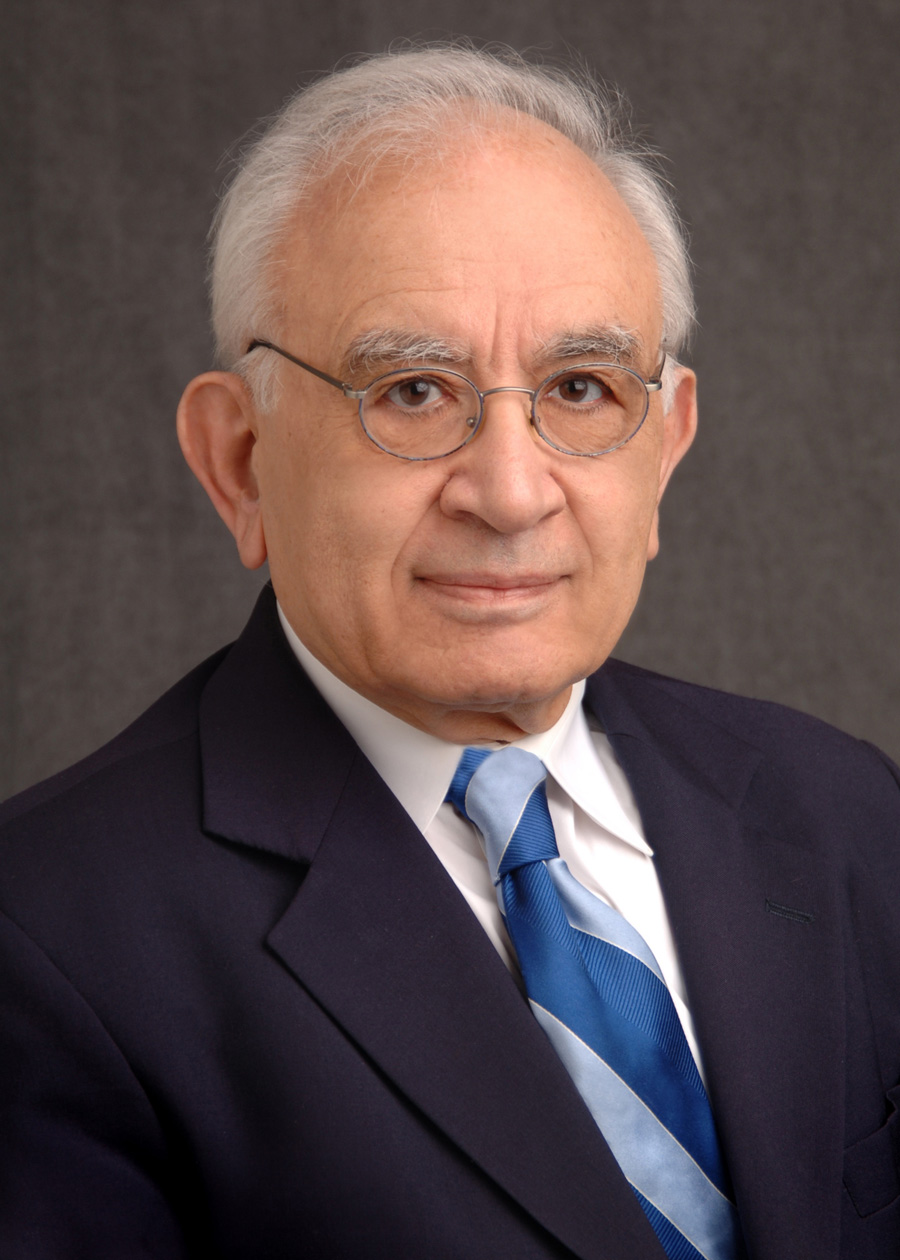
توماس ساتي

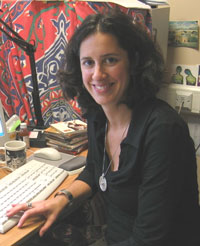
نادية صادق العلي

- سيرابيون الأصغر، مؤلف كتابٍ شهير في علم النباتات الطبية بعنوان "كتاب الأدوية البسيطة". يعود تاريخ الكتاب إلى القرن الثاني عشر أو الثالث عشر. يُطلق عليه "الأصغر" لتمييزه عن سرابيون الأكبر، المعروف أيضًا بيحيى بن سرافيون.
- سلمويه بن بنان (توفي سنة 840م) طبيب عربي مسيحي نسطوري ترجم أعمال جالينوس من اليونانية إلى العربية.
- يحيى بن سرافيون (القرن التاسع)، طبيب آشوري، معروف في أوروبا باسم يوهانس سيرابيون.
- يوحنا بن الفنكي، كاتب مسيحي آشوري نسطوري من أواخر القرن السابع الميلادي. عاش في عهد الخليفة الخامس من سلالة الأمويين عبد الملك. تُقدّم كتاباته روايةً شاهدةً على الفتوحات العربية في عصره، لكنها لا تُشير إلى وجود كتاب عربي مقدس بحلول نهاية القرن السابع الميلادي.
- يحيى بن عدي (893-974)، فيلسوفٌ لاهوتيٌّ ومترجمٌ مسيحيٌّ آشوريّ، وُلد في تكريت، شمال العراق. ترجم العديد من أعمال الفلسفة اليونانية إلى العربية، معظمها من نسخٍ موجودةٍ باللغة السريانية. دُفن في كنيسة القديس توما السريانية ببغداد.
- أبو بشر متى بن يونس (870-20 يونيو 940)، فيلسوف مسيحي لعب دورًا هامًا في نقل أعمال أرسطو إلى العالم الإسلامي. اشتهر بتأسيس مدرسة بغداد للفلاسفة الأرسطيين.
- سامي سعيد الأحمد (1930–2006)، مؤرخ وأستاذ في جامعة دنفر
- عبد الجبار حسون جيري (20 يوليو 1932)، عالم فيزياء ورياضيات عراقي أمريكي، اشتهر بمساهماته في نظرية المعلومات بشكل عام، وخاصة في فهم ظاهرة جيبس.
- محمد البعاج (مواليد البصرة العراق 5/12/2002) فيلسوف باحث في مجال الفيزياء الكونية والفلسفة.
- عمر فخري (ولد في بغداد، العراق، في 18 أكتوبر 1934)، بكالوريوس، ماجستير، دكتوراه. زميل الكلية الملكية للأطباء هو عالم طبي معروف بأبحاثه في العديد من المجالات.
- عادل شمو (مواليد بغداد، العراق، 1 أغسطس/آب 1941)، عالم كيمياء حيوية آشوري، مهتم بأخلاقيات الطب الحيوي والسياسة الخارجية. وهو أستاذ في قسم الكيمياء الحيوية والبيولوجيا الجزيئية بجامعة ماريلاند.
- علي الوردي (مواليد الكاظمية، بغداد، عام 1913). عالم اجتماع عراقي متخصص في التاريخ الاجتماعي. حصل على درجة الماجستير عام 1948 من جامعة تكساس في أوستن، والدكتوراه عام 1950 من الجامعة نفسها.
- هرمز أبونا (1940 – 19 نيسان 2009)، مدرس وكاتب ومؤرخ آشوري اشتهر بمنشوراته المتعلقة بتاريخ الآشوريين في شمال العراق.
- توماس ل. ساعاتي (مواليد 1926، الموصل، العراق)، أستاذ في جامعة بيتسبرغ، حيث يُدرّس في كلية جوزيف م. كاتز للدراسات العليا في إدارة الأعمال. وهو مخترع ومهندس ومُنظّر رئيسي لعملية التسلسل الهرمي التحليلي (AHP).
- إيمانويل كامبر  [لغات أخرى]‏، أستاذ الفيزياء الآشورية في جامعة غرب ميشيغان، وكان الأمين العام للاتحاد الآشوري العالمي. وُلد في قرية دربنديخان الآشورية الصغيرة في العراق.
- مجيد خدوري (27 سبتمبر 1909 - 25 يناير 2007)، عراقي المولد، مؤسس برنامج دراسات الشرق الأوسط في كلية بول هـ. نيتز للدراسات الدولية المتقدمة. عُرف دوليًا بأنه مرجع رائد في مجموعة واسعة من المواضيع الإسلامية والتاريخ الحديث وسياسات الشرق الأوسط. ألّف أكثر من 35 كتابًا باللغتين الإنجليزية والعربية، بالإضافة إلى مئات المقالات.
- حسين علي محفوظ، مؤلف في مجال اللغات السامية والدراسات التاريخية
- نعمان عبد الجادر، رئيس قسم الرياضيات المندائي في جامعة بغداد؛ شارك في تأسيس الجمعية العراقية للفيزياء والرياضيات؛ عميد كلية العلوم بالوكالة في جامعة بغداد؛ خريج جامعة ميشيغان (آن أربور) (1950).علي الوردي
- نادية صادق العلي، تربوية وكاتبة

علي الوردي

- شموئيل موريه (ولد في بغداد في 22 كانون الأول/ديسمبر 1932)، أستاذ فخري في قسم اللغة العربية وآدابها في الجامعة العبرية وحائز على جائزة إسرائيل في دراسات الشرق الأوسط في عام 1999.
- بهنام عفاص (مواليد 17 يوليو 1934)، كاتب وباحث عراقي-نيوزيلندي. تتركز دراساته بشكل رئيسي حول دور العلماء والمبشرين المسيحيين في العراق.
- آزاد بوني، دكتور في الطب، دكتور في الفلسفة، أستاذ عراقي في قسم علم الأعصاب، كلية الطب بجامعة هارفارد
- أمل الخضيري، أكاديمية ومحاضرة ومؤسسة ومديرة المركز الثقافي "البيت العراقي"
- ألفونس منغنا، عالم لاهوت آشوري ومؤرخ ومستشرق وكاهن سابق اشتهر بجمع وحفظ مجموعة مينجانا للمخطوطات الشرق أوسطية القديمة في برمنجهام.
- هند رسام كولهان، رئيسة قسم العلوم الاجتماعية والسلوكية في كلية ميرسي، نيويورك.
- كنعان مكية (مواليد 1949)، أكاديمي عراقي. أستاذ كرسي سيلفيا ك. هاسنفيلد للدراسات الإسلامية والشرق أوسطية في جامعة برانديز.عمر فخري

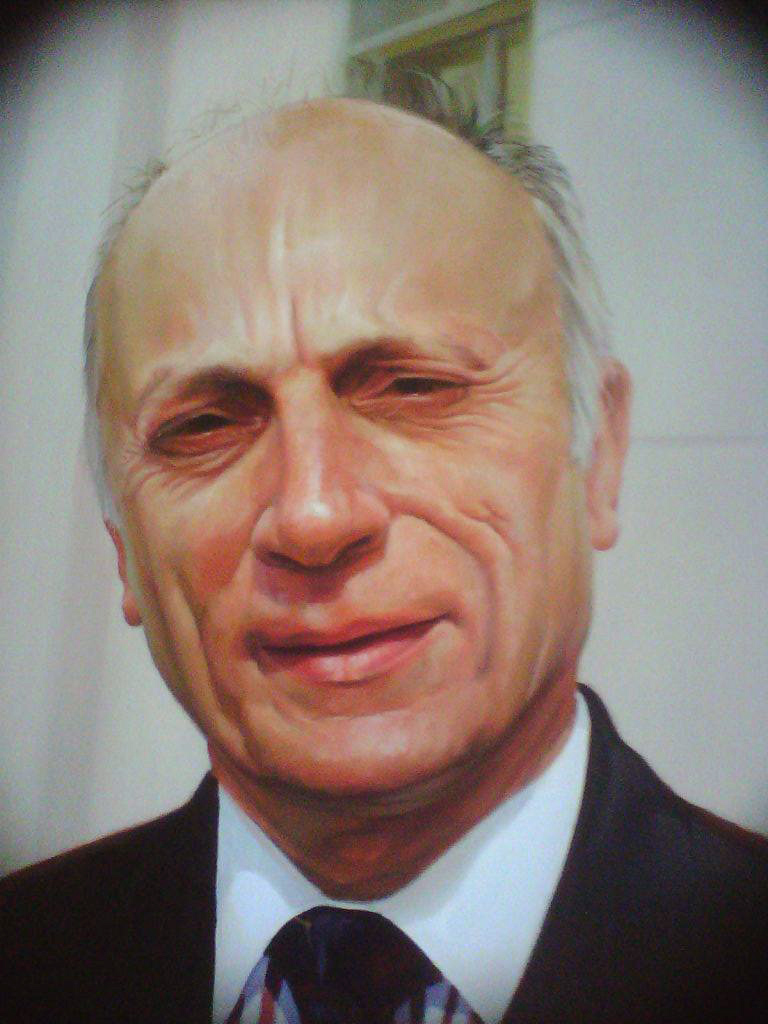
عمر فخري

- ندى شبوط، أستاذة تاريخ الفن، محاضرة
- آفي شلايم، مؤرخ وأستاذ فخري للعلاقات الدولية في جامعة أكسفورد

## المهندسون والعلماء
- عيسى كيليميتشي  [لغات أخرى]‏ (بالمنغولية: عيسى خيلميرتشي (عيسى المترجم))؛ عالم مسيحي آشوري نسطوري، ومسؤول في بلاط يوان في إمبراطورية قوبلاي خان المغولية في القرن الثالث عشر.
- أبو البركات البغدادي
- أبو الحسن الإقليدسي
- عبد العظيم السبتي، عالم فيزياء فلكية مندائي متخصص في علم المستعرات العظمى والذي أدخل علم الفلك إلى العراق عام 1970؛ خريج جامعة مانشستر (1970)؛ سمي الكوكب الصغير 10478 السبتي باسمه؛ أسس الجمعية الفلكية العراقية؛ قائد مشروع المرصد الفلكي الوطني العراقي.
- عبد الجبار عبد الله، فيزيائي نظرية الموجات المندائية، وعالم أرصاد جوية ديناميكية، ورئيس فخري لجامعة بغداد؛ خريج معهد ماساتشوستس للتكنولوجيا (1946)؛ رئيس قسم الفيزياء في جامعة بغداد؛ شارك في تأسيس الجمعية العراقية للفيزياء والرياضيات. شموئيل موريه
- أحمد بن يوسف، عالم رياضيات
- العباس بن سعيد الجوهري
- الكرجي
- الكندي
- السموأل المغربي

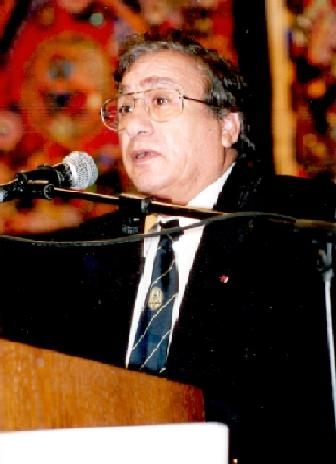
شموئيل موريه

- آرا درزي، بارون درزي من دينهام، آرا واركس دارزي، بارون دارزي من دينهام، KBE PC، (ولد في 7 مايو 1960)، أحد الجراحين الرائدين عالميًا في إمبريال كوليدج لندن، حيث يشغل كرسي بول هاملين للجراحة، متخصصًا في مجال الجراحة الأقل تدخلاً والجراحة بمساعدة الروبوت، حيث كان رائدًا في العديد من التقنيات والتكنولوجيات الجديدة.
- عزام علواش، مهندس هيدروليكي وناشط بيئي عراقي. حاز على جائزة غولدمان للبيئة عام 2013، تقديرًا لجهوده في إعادة تأهيل المستنقعات المالحة جنوب العراق، التي دُمرت في عهد صدام حسين.
- بيروسوس، كاتب بابلي من العصر الهلنستي، كاهن بل مردوخ وعالم فلك يكتب باللغة اليونانية، نشط في بداية القرن الثالث قبل الميلاد
- إخوان الصفا
- دلاور علاء الدين، الرئيس المؤسس لمعهد أبحاث الشرق الأوسط (MERI)؛ وزير التعليم العالي والبحث العلمي السابق في حكومة إقليم كردستان (2009-2012)؛ أستاذ الطب السابق في جامعة نوتنغهام، المملكة المتحدة (1992-2014)؛ ناشط في مجال حقوق الإنسان
- فخري البزاز، عالم بيئة نباتية
- فاروق القاسم، جيولوجي بترول نرويجي عراقي. لعب دورًا محوريًا في استغلال موارد النفط النرويجية ضمن مديرية البترول النرويجية.
- لحاظ الغزالي، عالم الوراثة
- غريغور غورزاديان، عالم فلك أرمني ورائد في علم الفلك الفضائي، ولد في 15 أكتوبر 1922 في بغداد لأبوين فرا من أرمينيا الغربية عام 1915.
- حنين بن إسحاق عالم وطبيب
- ابن الهيثم (الحسن/الحزن)
- ابن سعد البغدادي
- ابن طاهر البغدادي
- جعفر ضياء جعفر، عالم فيزياء نووية عراقي
- جيم الخليلي، عالم فيزياء نظرية بريطاني من أصل عراقي، ومؤلف ومتحدث علمي؛ وأستاذ الفيزياء النظرية ورئيس قسم المشاركة العامة في العلوم في جامعة سري.
- خضر الياس بوتريس، قائد البيئة العراقي
- خضر حمزة، عالم فيزياء نووية عراقي
- كيدينو
- نابو ريمانو
- سلوقس السلوقي
- سند بن علي
- سعاد ناجي العزاوي، أكاديمية وناشطة بيئية عراقية
- سودينيا، حكيم بابلي، ذكره كواحد من علماء الرياضيات والفلك الكلدانيين المشهورين من قبل كتاب رومان لاحقين مثل سترابو (جغرافيا 16: 1-6).
- شاؤول ساسون، مهندس يهودي عراقي، عمل في حكومة صدام حسين

## ممثلون ومخرجون سينمائيون
- منتظر عبد الرحمن، ممثل وفنان عراقي
- أمل سنان (مواليد 22 أكتوبر 1966)، ممثلة عراقية تركمانية اشتهرت بدور نادية في المسلسل العراقي نادية عام 1988.
- قاسم عبيد، مصور ومخرج سينمائي من أصل عراقي مقيم في لندن[5]
- محمد الدراجي
- قتيبة الجنابي
- نعمة الورد، ممثلة
- أحمد ياسين الدراجي، كاتب ومخرج من العراق مقيم في المملكة المتحدة، معروف بفيلم الحدائق المعلقة[6]
- نجيب الريحاني، ممثل
- عطية جبارة الدراجي، مخرج عراقي ولد في بغداد معروف بـ طريق مريم[7]
- عباس فاضل مخرج فيلم فجر العالم
- طارق هاشم  [لغات أخرى]‏
- هند كامل، ممثلة ومخرجة سينمائية عراقية معروفة تقيم حالياً في الأردن
- سعيد خليفة  [لغات أخرى]‏، ممثل
- فريد مجارى، صانع أفلام
- دينا الموسوي، ممثلة
- ميسون الباجه جي، مخرجة فيلم العودة إلى أرض العجائب
- بسام رضا، ممثل
- هونر سليم، مخرج سينمائي
- سعد سلمان، مخرج سينمائي معروف بفيلمه الوثائقي بغداد تشغيل/إيقاف
- سمير، مخرج سينمائي مقيم في سويسرا، معروف بفيلمه الوثائقي "انسوا بغداد"

### شخصيات تلفزيونية وإذاعية من أصل عراقي

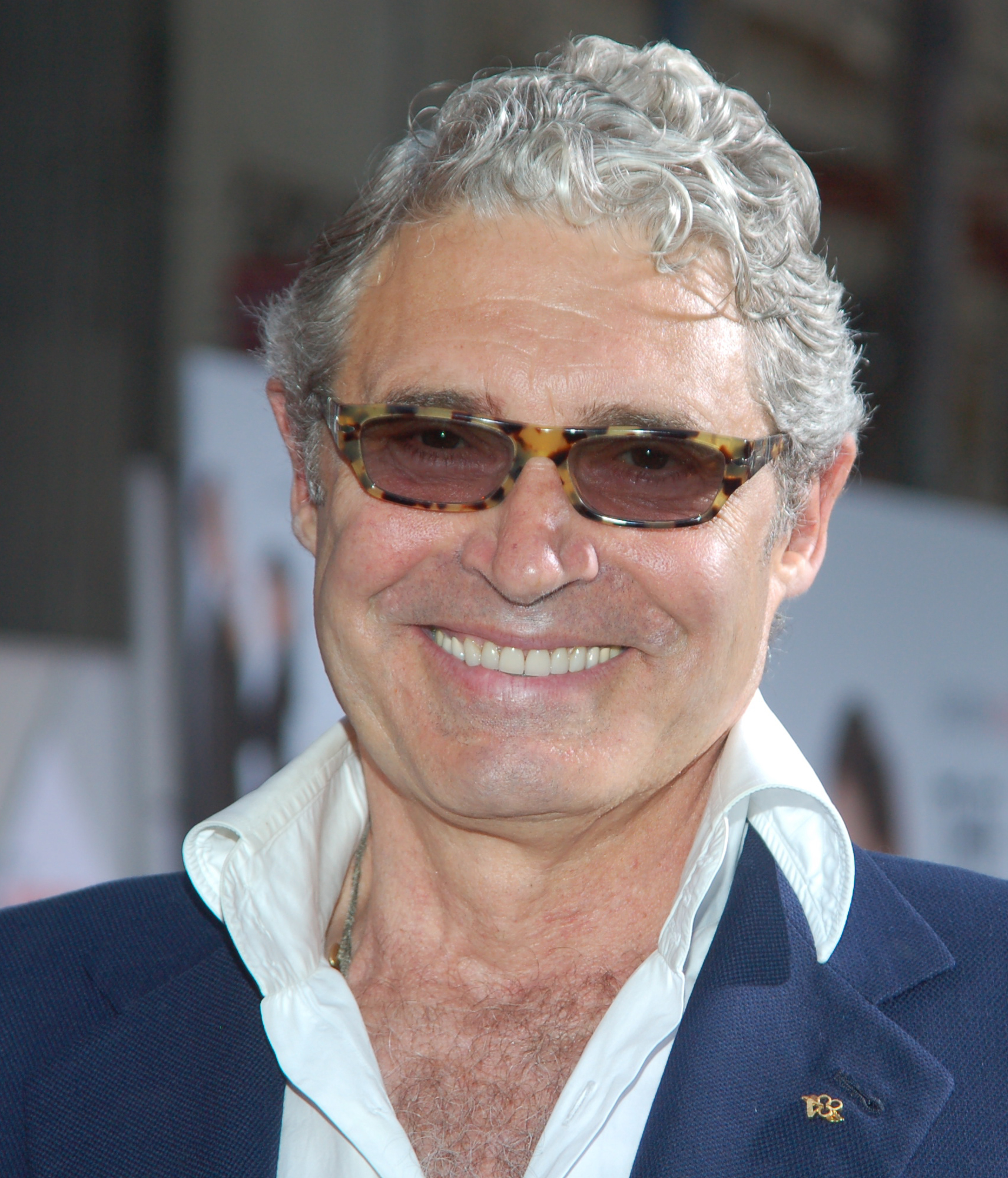
مايكل نوري

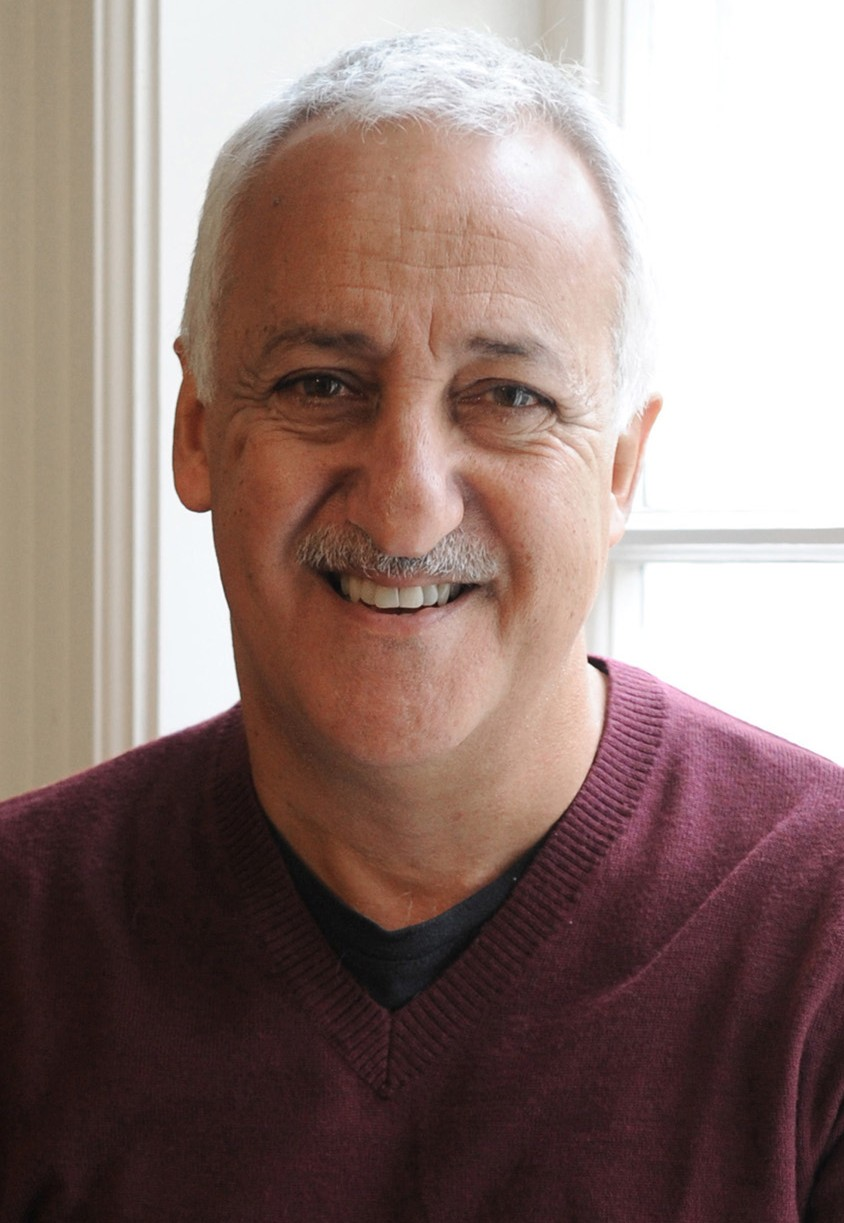
بريان جورج

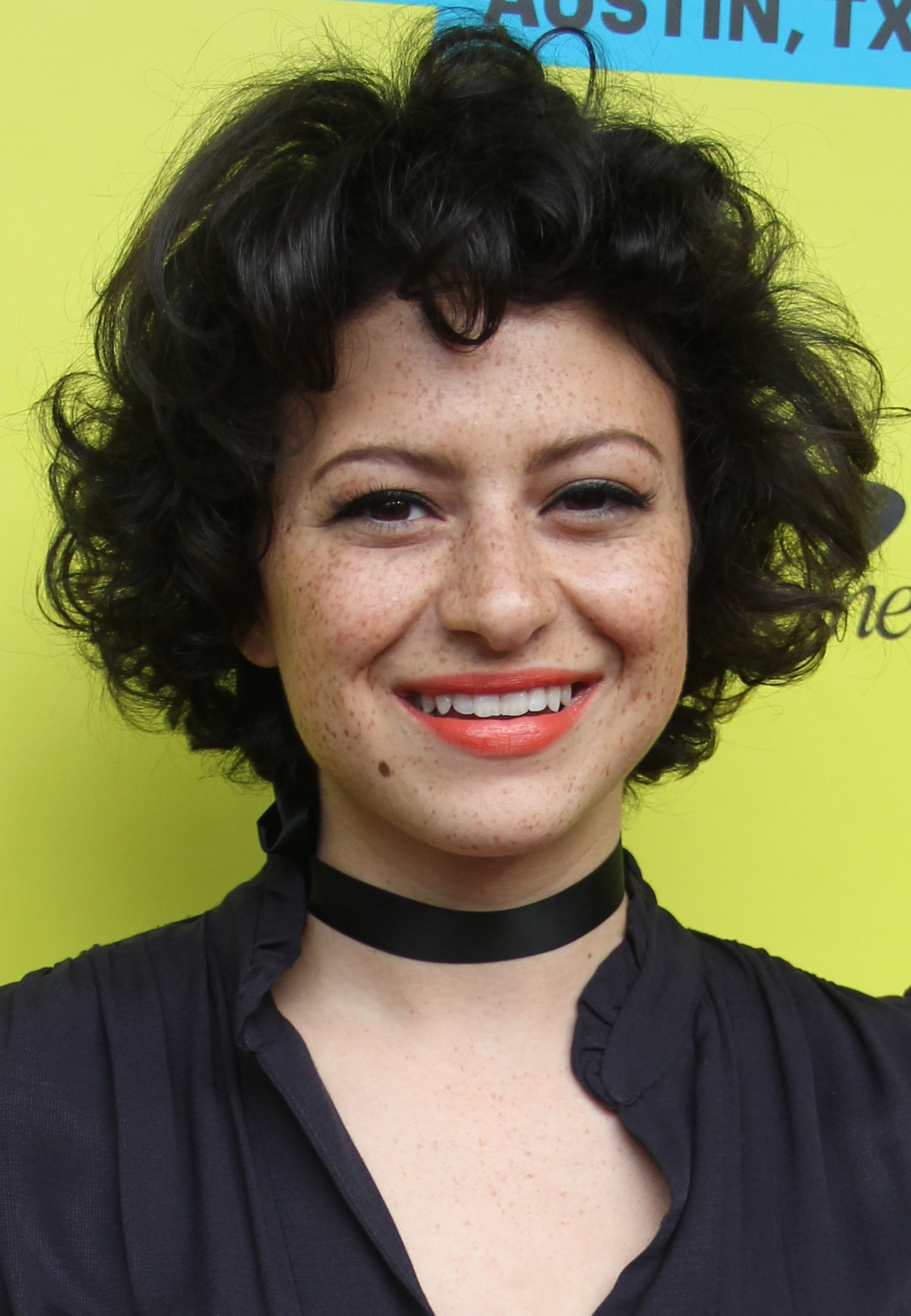
علياء شوكت

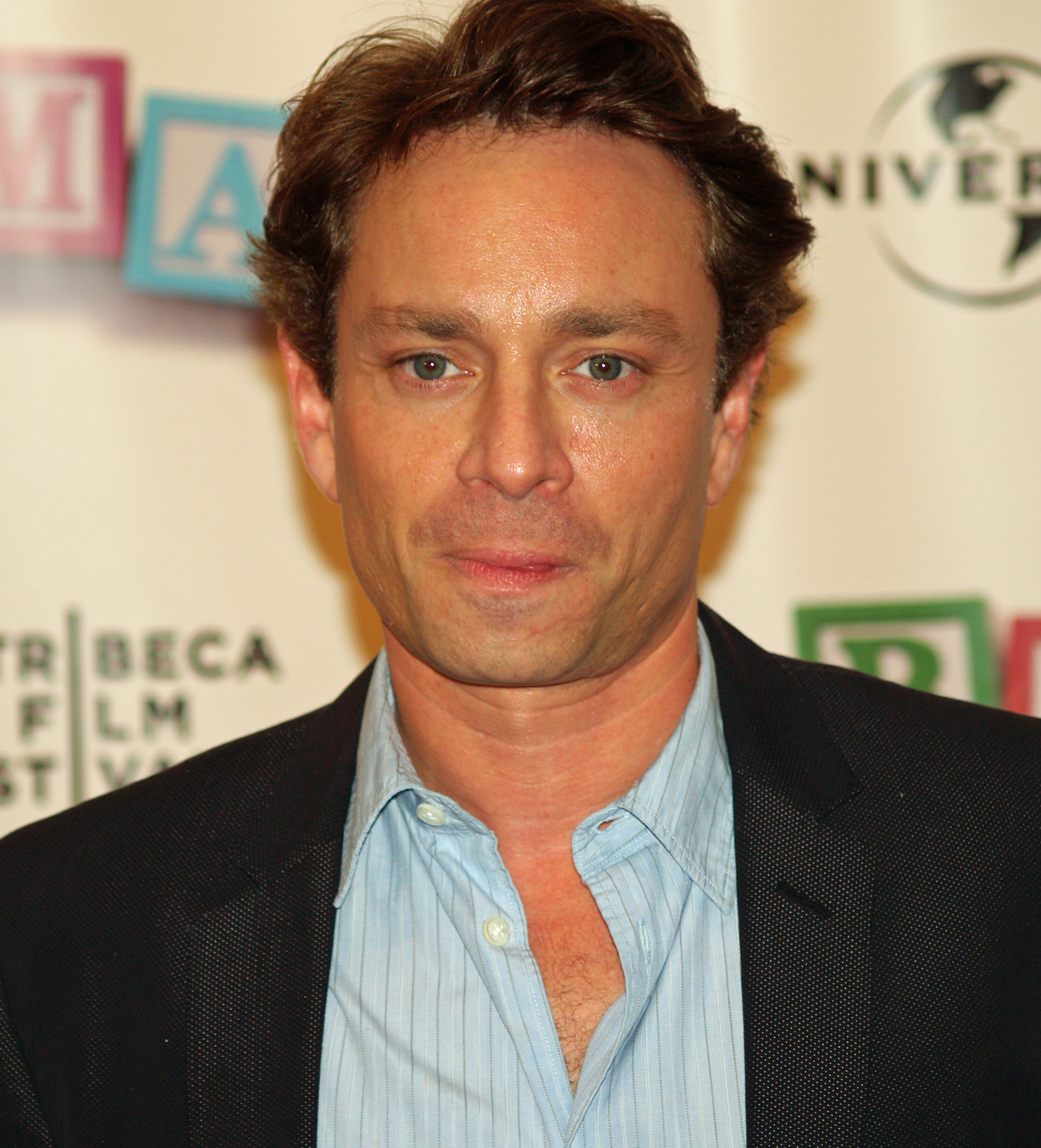
قطان في مهرجان تريبيكا السينمائي لعام 2008.

- إبراهيم الزبيدي، ممثل ومخرج وكاتب، وُلد في الكوت، العراق، عام 1978. درس في جامعة ولاية كاليفورنيا، نورثريدج، وتخصص في الإخراج الفني السينمائي والتلفزيوني.
- أندي سركيس (مواليد 20 أبريل 1964)، ممثل ومخرج ومؤلف سينمائي إنجليزي. والدته عراقية وإنجليزية، وكانت تُدرّس الأطفال ذوي الإعاقة. والده طبيب نسائي عراقي من أصل أرمني.
- ديفيد تشوكاشي (ولد باسم ديفيد تشوكاشي في 16 يناير 1968، في بليموث، ماساتشوستس)، ممثل سينمائي وتلفزيوني أمريكي. اشتهر بأدواره في مسلسلات "Witchblade" و"Baywatch" و"Beyond The Break". والده عراقي تركماني ووالدته فنلندية.
- مايكل نوري، ممثل سينمائي وتلفزيوني أمريكي. ربما اشتهر بدوره في فيلم "Flashdance" عام 1983، حيث جسد شخصية نيك هيرلي. وُلد نوري في واشنطن العاصمة، وهو ابن غلوريا (ني مونتغمري) وإدموند نوري. وُلد والده في بغداد عام 1918.
- روبي مايرز سولوشانا (सुलोचना) (1907-1983)، نجمة سينمائية هندية صامتة من أصل يهودي، تنحدر من جالية يهود بغداد في الهند. في أوج شهرتها، كانت من أعلى الممثلات أجرًا في عصرها.
- ليث عبد الأمير
- ساسون غاباي (مواليد 24 نوفمبر 1947)، ممثل إسرائيلي. وُلد غاباي في بغداد لعائلة يهودية عراقية. هاجر مع عائلته إلى إسرائيل خلال طفولته.
- أوري غافرييل (مواليد 3 أبريل 1955)، ممثل مسرحي وسينمائي وتلفزيوني إسرائيلي. وُلد أوري غافرييل عام 1955 في مخيم ماجديئيل المؤقت في إسرائيل، لأبوين يهود عراقيين هما بيرثا وغابرييل غافرييل. جو بالاس (مواليد 1966 في بغداد، العراق)، مخرج سينمائي عراقي كندي.
- دينا الموسوي، ممثلة من أصل بريطاني/عراقي.
- ميسون الباجه جي (مواليد 17 سبتمبر 1947)، مخرجة سينمائية ومونتيرة ومنتجة من أصل عراقي. تلقت تعليمها في العراق والولايات المتحدة وبريطانيا، وتتحدث الإنجليزية والعربية والفرنسية والإيطالية. وهي ابنة السياسي العراقي عدنان الباجه جي.
- أنجا الإرحيم، مخرجة أفلام (أب عراقي وأم دنماركية)
- جعفر عبد الحميد، مخرج أفلام عراقي بريطاني، مخرج فيلم "ميسوكافيه".
- فجر القيسي، ممثل عراقي كندي، يقيم حاليًا في الولايات المتحدة.
- دار سليم، ممثل دنماركي، ولد في بغداد، العراق عام 1977. لعب دور كوثو، أحد فرسان خال دروغو، في مسلسل "صراع العروش".
- لويس السامري، ممثل، شارك في بطولة فيلم "يونايتد 93" من إنتاج شركة يونيفرسال بيكتشرز.
- أسامة الشعيبي، مخرج فيلمي "محمد وجين" و"قنابل لطيفة"
- عامر علوان، مخرج سينمائي معروف بفيلمي "زمان" و"الرجل من القصب"
- جو بالاس، مخرج سينمائي
- كلوديا بصراوي، ممثلة وكاتبة ألمانية (أمها ألمانية وأبها عراقي)
- كارول بصري، مخرجة سينمائية
- زانا بريسكي، مخرجة فيلم "مولود في بيوت دعارة"
- سلمى جلبي، مخرجة سينمائية

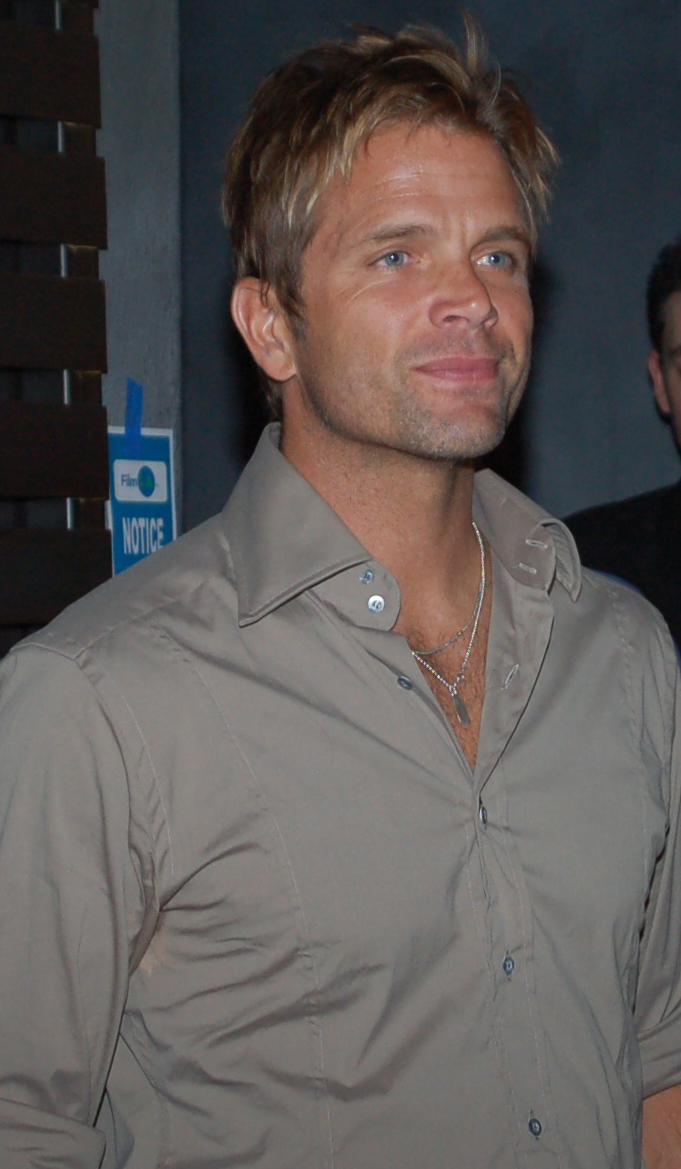
ديفيد تشوكاشي

- ديفيد تشوكاشيبرايان جورج، ممثل بريطاني-إسرائيلي، أشهر أدواره هو دور صاحب المطعم الباكستاني "بابو بهات" في مسلسل "ساينفيلد". (ولد لأبوين يهوديين من بغداد).
- شوشا غورين، ممثلة وكوميدية
- عشتار ياسين غوتيريز، مخرجة سينمائية (أب عراقي وأمها تشيلية)
- ياسمين حناني، ممثلة أمريكية ظهرت في الفيلمين الوثائقيين "أصوات العراق" و"وطني، وطني".
- دون هاني، ممثل (فاز بجائزة أفضل ممثل عن فيلم "الفوز بالسلام" (2005).
- بارين جادو، مخرجة أفلام عراقية أمريكية من أصل عراقي، وفيلم "جنة الراستا".
- نيكولاس كادي، ممثل، اشتهر بأفلام "البحث عن النار" و"القوات البحرية" و"جورج الأدغال".
- كريس قطان، كوميدي وممثل أمريكي، اشتهر بعمله في برنامج "ساترداي نايت لايف". (وُلد لأب يهودي عراقي وأم بوذية مجرية). آندي سيركيس

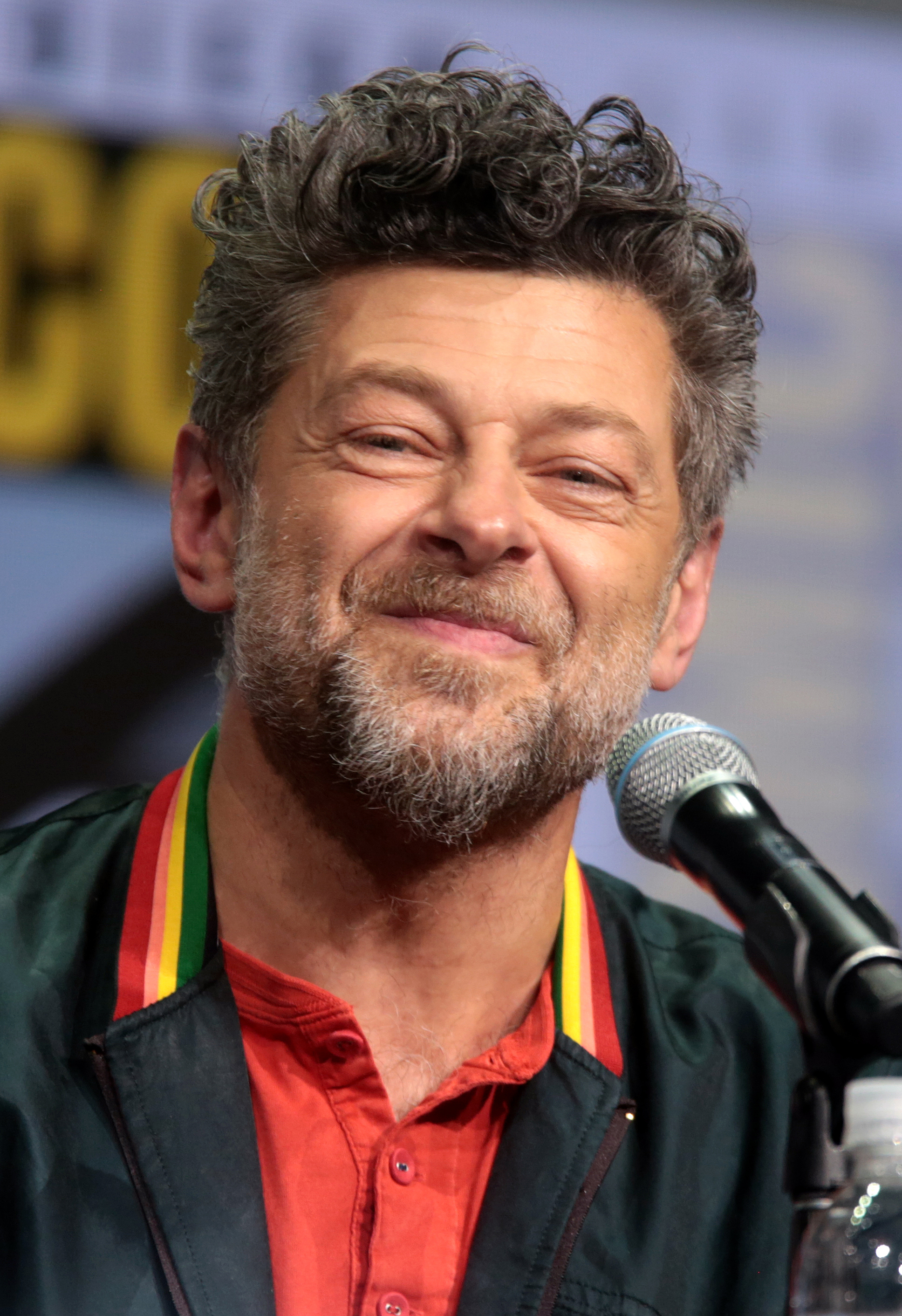
آندي سيركيس

- شارلوت لويس، ممثلة، اشتهرت بدورها الرئيسي في فيلم "الطفل الذهبي" إلى جانب إيدي مورفي.
- أنيسة مهدي، مخرجة أفلام حائزة على جائزة إيمي، صحفية، ومخرجة فيلم "داخل مكة".
- يغال ناعور، ممثل.
- راشد رضوان، مخرج أفلام إسباني.
- هيذر رافو، كاتبة مسرحية/ممثلة، اشتهرت بدورها في فيلم "تسعة أجزاء من الرغبة".
- ليات رون، ممثلة وراقصة.
- محمد سعيد (ممثل)، ممثل سويدي.
- أسامة سامي، ممثل.
- علياء شوكت، ممثلة أمريكية تُعرف باسم مايبي فونكي، شاركت في فيلم "التطوير الموقوف".
- نادرة (فرحات حزقيال نادرة (5 ديسمبر 1932 - 9 فبراير 2006)، المعروفة باسم نادرة، ممثلة في سينما بوليوود الهندية.
- إيمي فضلي (مواليد 30 يناير 1966، في جالفستون، تكساس)، عارضة أزياء وممثلة أمريكية، وحائزة على لقب بطلة أمريكا الوطنية للياقة البدنية عام 1996. والدها عراقي، ولد في بغداد، وهو جراح قلب وأوعية دموية، ووالدتها تشيكية، نحاتة ومربية خيول عربية.دون هاني

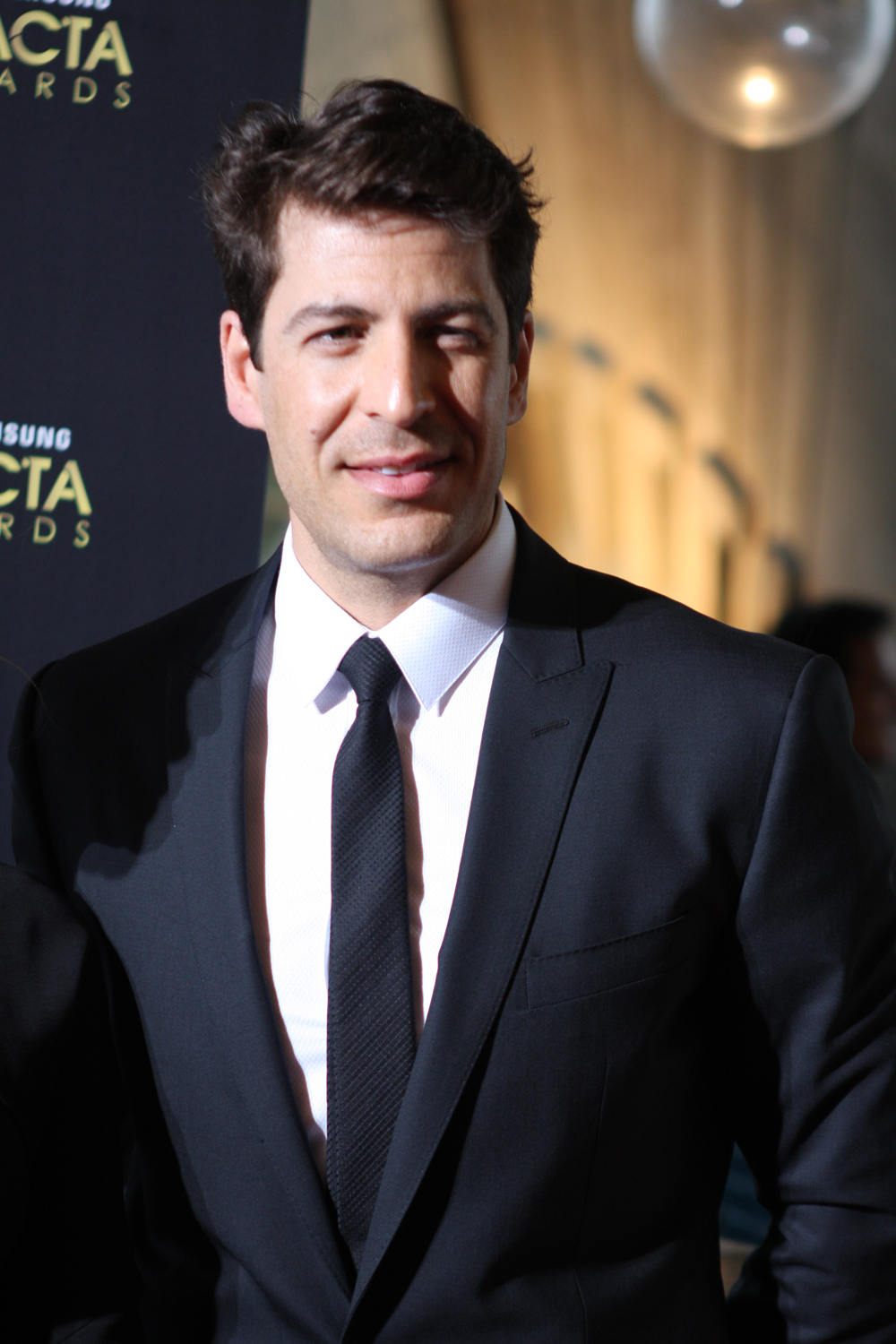
دون هاني

- رندة شهال صباغ، مخرجة سينمائية ومنتجة وكاتبة سيناريو لبنانية، من أم عراقية وأب لبناني.
- إبراهيم صوفر (1 أكتوبر 1896 - 21 يناير 1988)، ممثل مسرحي من أصل يهودي بورمي، أصبح ممثلًا مساعدًا معروفًا في السينما والتلفزيون في سنواته الأخيرة. وُلد في رانغون.
- سليم البصري (7 يوليو 1926، بغداد - 8 مايو 1997)، مخرج سينمائي عراقي.

## نشطاء حقوق الإنسان
- أمير عاشور، ناشط في مجال حقوق مجتمع الميم.
- وداد عقراوي، كاتبة دنماركية، طبيبة، مدافعة عن السلام وحقوق الإنسان والعدالة والمساواة، مؤسسة مشاركة لمنظمة الدفاع الدولية  [لغات أخرى]‏.
- زينب سلبي (مواليد 1969)، مؤلفة عراقية أمريكية، وناشطة في مجال حقوق المرأة، ومخرجة أفلام، ورائدة أعمال إنسانية واجتماعية، وهي مؤسسة والرئيسة التنفيذية السابقة (1993-2011) لمنظمة النساء من أجل المرأة الدولية ومقرها واشنطن.
- منجد المدرس (مواليد 1972)، كاتب أسترالي من أصل عراقي، سفير أستراليا للصليب الأحمر، ناشط في مجال حقوق الإنسان واللاجئين. يقيم في سيدني، أستراليا.
- دلال خيرو (مواليد عام 1997 تقريبًا)، كاتبة عراقية ألمانية وناشطة في مجال حقوق المرأة.
- صفاء السراي (مواليد 1993)، ناشط في مجال حقوق الإنسان، يعرف بأنه أيقونة الانتفاضة العراقية.
- ورود زهير (مواليد 1987)، ناشطة نسوية عراقية وناشطة في مجال حقوق المرأة وخبيرة في علم الأحياء.

## الصحفيون
- علاء المرجاني (مواليد 1967)، مصور صحفي من النجف، عمل لدى وكالة أسوشيتد برس ويعمل حالياً مع وكالة رويترز. صفا خلوصي

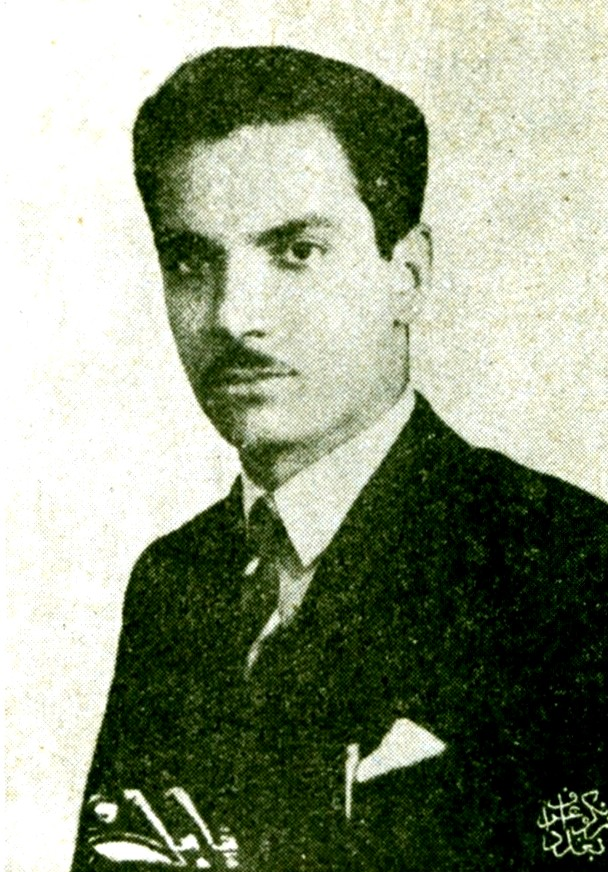
صفا خلوصي

- مريم نرمة (1890-1972)، صحفية عراقية كتبت عن حقوق المرأة والمجتمع. ويُعتبرها الكثيرون أول امرأة تكتب في مجلة عامة. كما أسست مجلتها الخاصة "الفتاة العربية" عام 1937.
- صفاء خلوصي (1917-1995)، مؤرخ وروائي وشاعر وصحفي ومذيع عراقي. اشتهر بجهوده في الوساطة بين الثقافتين العربية والإنجليزية، وبدراساته للأدب العراقي الحديث.
- طلال الحاج، صحفي عراقي. يشغل حاليًا منصب رئيس مكتب قناة العربية الإخبارية في نيويورك/الأمم المتحدة.
- فاضل العزاوي، كاتب وصحفي ومترجم
- زهير الجزائري، صحفي
- أطوار بهجت، صحفية ومراسلة قُتلت في العراق
- رؤوف حسن، صحفي وكاتب
- بلال حسين، مصور صحفي
- سلام باكس، مدون ومترجم وصحفي
- طاهر ثابت، صحفي
- غيث عبد الأحد، صحفي عراقي غير مدمج

### صحفيون من أصل عراقي
- لورين علي، مراسلة ومحررة وكاتبة ثقافية في العديد من المنشورات، بما في ذلك نيوزويك. وُلدت علي لأب عراقي أمريكي هاجر من بغداد إلى لوس أنجلوس في خمسينيات القرن الماضي. والدتها من أصل فرنسي كندي. دنيا حيالي
- ليلى باركلي، صحفية وقاصة أمريكية

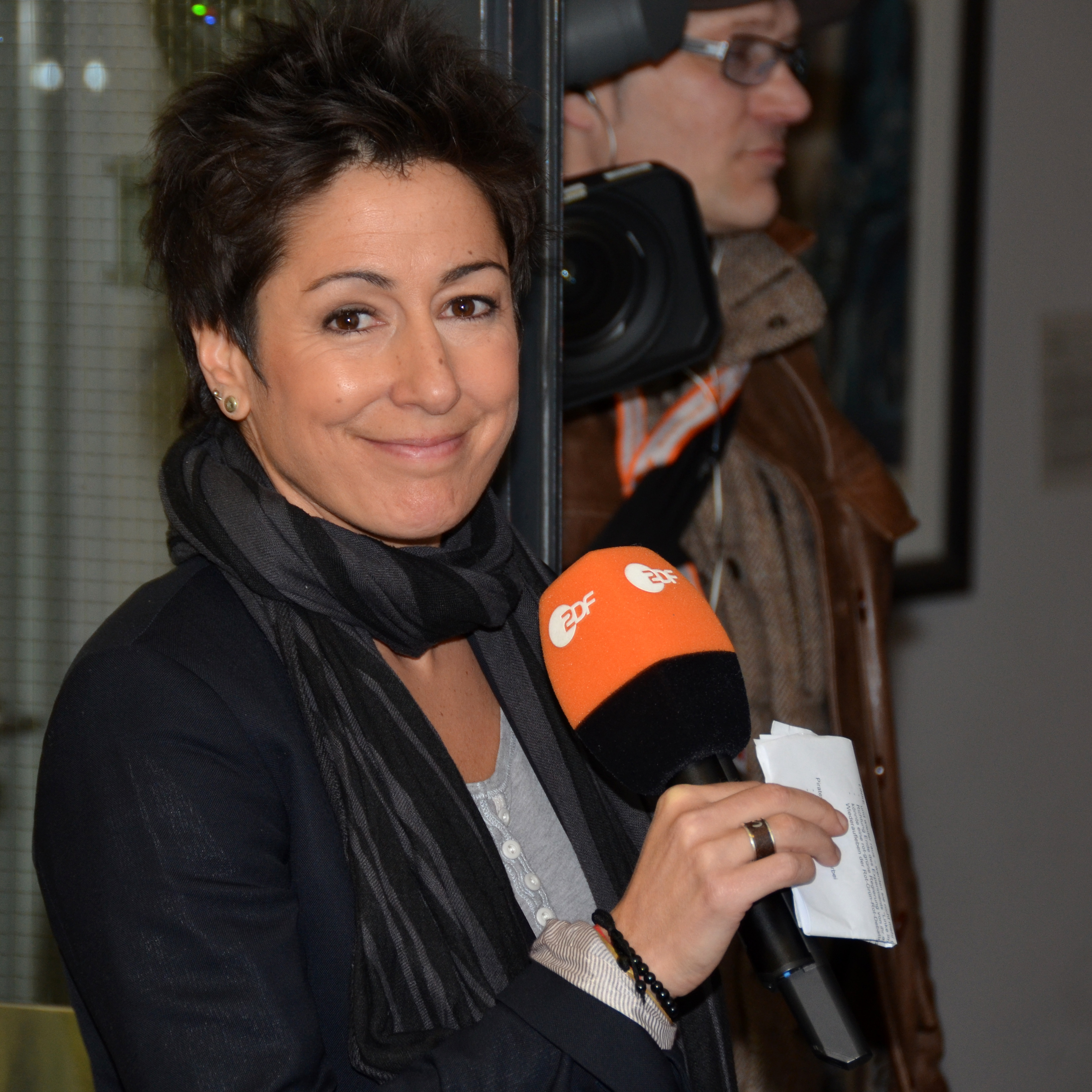
دنيا حيالي

- نينا بيرلي، كاتبة وصحفية أمريكية. كتبت بيرلي عن زياراتها للعراق، موطن والدتها، في طفولتها وفي مسيرتها الصحفية.
- دنيا حيالي، صحفية ومقدمة برامج تلفزيونية ألمانية
- سلام كرم، صحفي سويدي، كاتب في صحيفة سفينسكا داغبلادت وفي البرنامج الإذاعي Godmorgon, världen!.
- فرح نوش، مصورة صحفية
- ميشيل نوري، صحفية وكاتبة، من منشوراتها "فتاة بغداد"
- دانيال بيرل (1963-2002)، صحفي أمريكي، اختطف وقُتل في كراتشي، باكستان. (ولد لأم يهودية عراقية).
- تيم جودا، مراسل مجلة الإيكونوميست ومؤلف
- شريف حكمت النشاشيبي، صحفي مقيم في لندن، ومحلل في الشؤون العربية، ومؤسس مشارك ورئيس مجلس إدارة "مراقبة الإعلام العربي"، وهي منظمة إعلامية ترصد التغطية الإعلامية البريطانية للعالم العربي وتستجيب لها. وُلد النشاشيبي في الكويت لأب مسلم فلسطيني-أردني-لبناني وأم مسيحية عراقية-سورية.

## الملوك والحكام

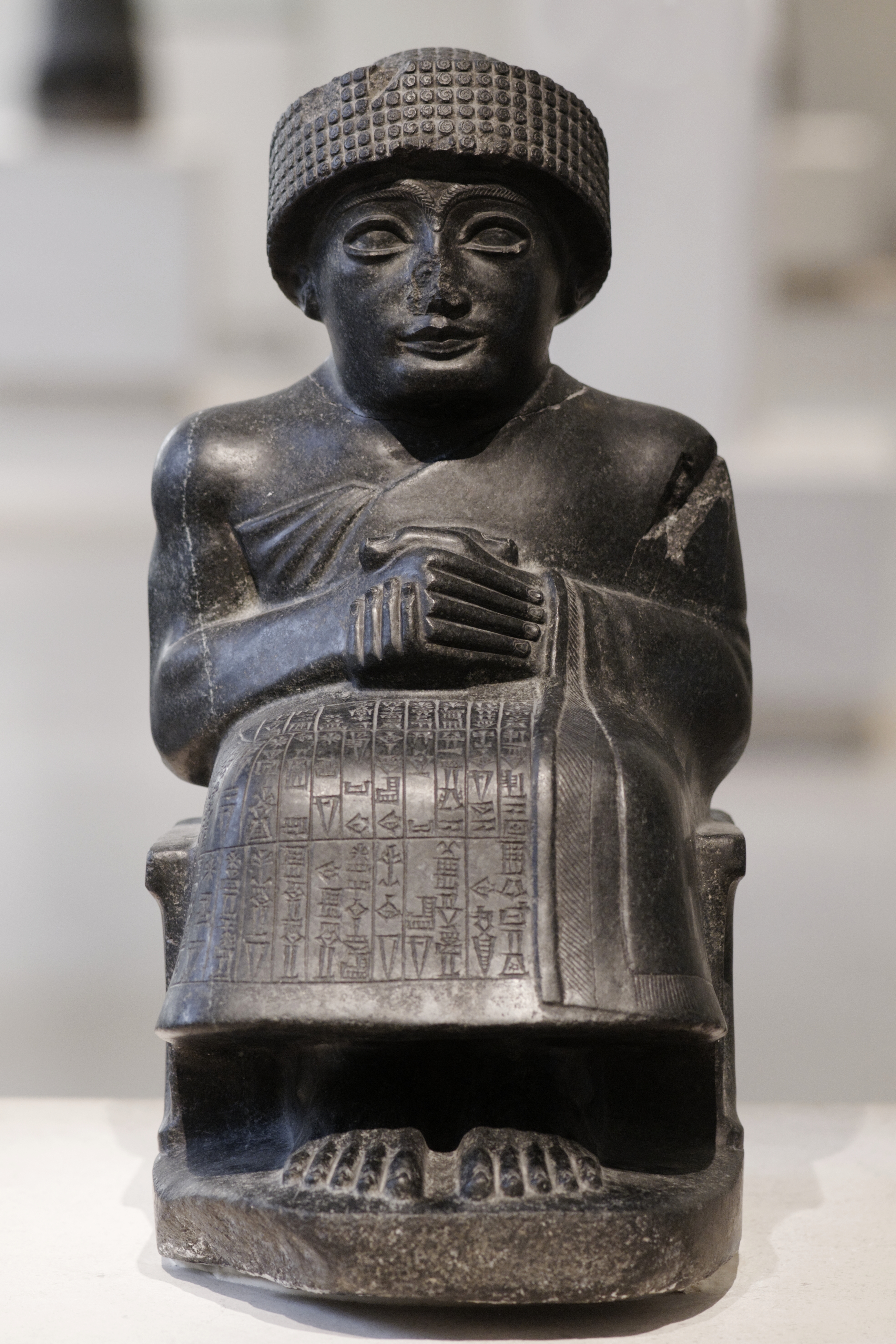
Statue of Gudea

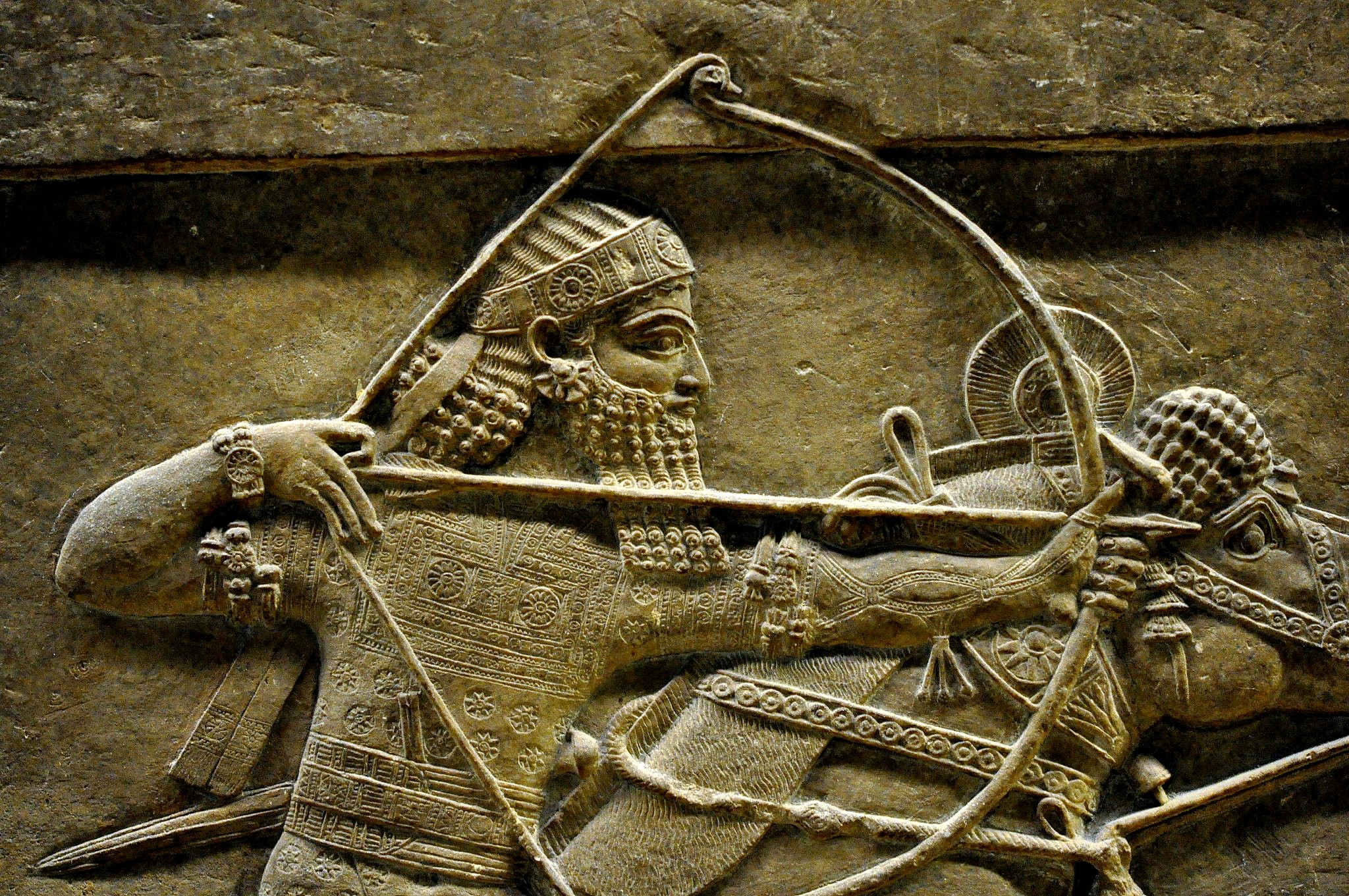
Ashurbanipal

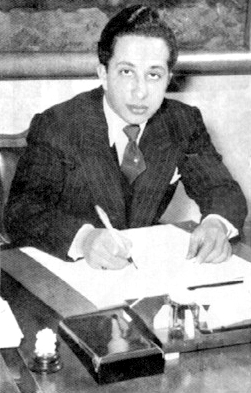
Faisal II of Iraq

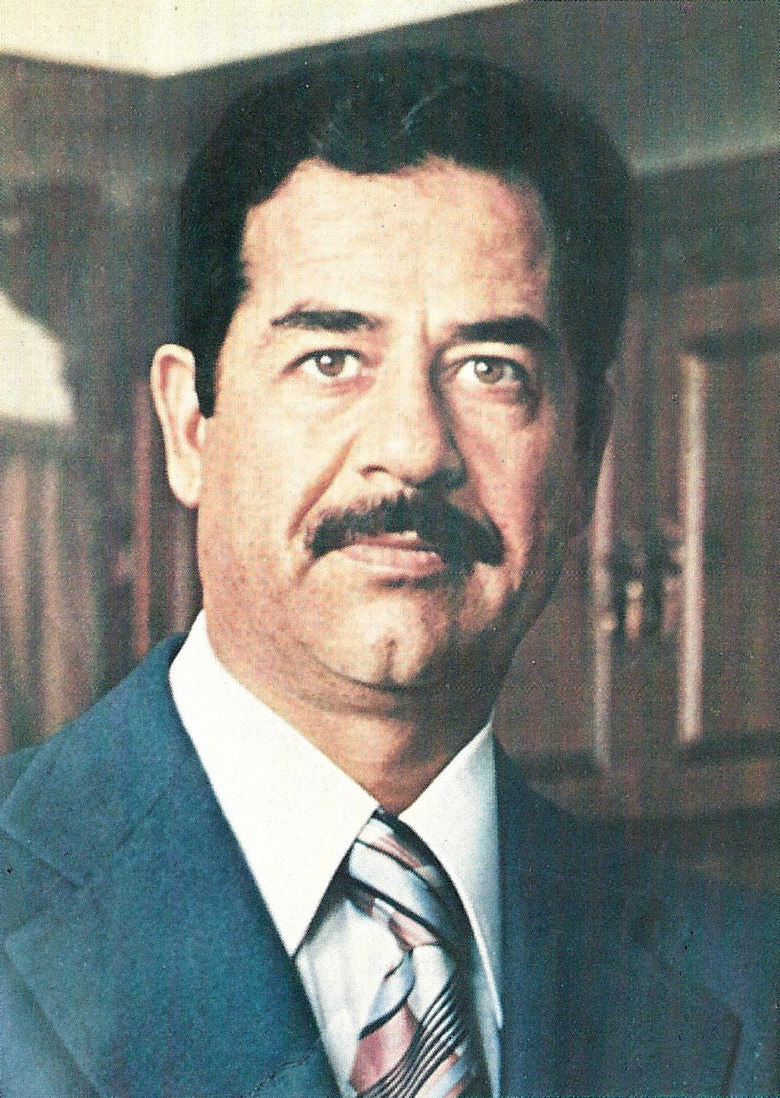
Saddam Hussain

- لوغال-زاغي-سي، آخر ملوك السومريين قبل سقوط سومر وقيام الإمبراطورية الأكدية. حكم بين حوالي 2358 و2334 قبل الميلاد.
- سرجون الأكدي، مؤسس الإمبراطورية الأكدية وأول حكامها، حكم حوالي 2334-2279 قبل الميلاد.
- نارام-سين: ملك أكدي حكم الإمبراطورية الأكادية بين حوالي 2255-2218 قبل الميلاد.
- كوديا، ملك لجش، الذي حكم من حوالي 2080 إلى 2060 قبل الميلاد أو من حوالي 2144 إلى حوالي 2124 قبل الميلاد. شهد عهده عصرًا ذهبيًا لجش، وعُثر على قطع أثرية من عصره في العديد من دول الشرق الأوسط.
- حمورابي، ملك بابل، حكم الإمبراطورية البابلية القديمة من حوالي 1792 إلى حوالي 1750 قبل الميلاد. اشتهر بقانون حمورابي، وهو من أوائل القوانين المحفوظة جيدًا في التاريخ.
- أداد نيراري الثاني، أول ملك آشوري في الإمبراطورية الآشورية الحديثة. حكم من 911 إلى 891 قبل الميلاد.
- تغلث فلاصر الثالث، ملك آشوري، يُنسب إليه توسيع الإمبراطورية الآشورية الحديثة ومضاعفة حجمها، حكم من 745 إلى 727 قبل الميلاد.
- سرجون الثاني، ملك آشوري للإمبراطورية البابلية الحديثة من 722 إلى 705 قبل الميلاد. وهو مؤسس السلالة السرجونية.
- سنحاريب، ملك آشوري حكم الإمبراطورية البابلية الحديثة (705-681 قبل الميلاد). اشتهر بذكره في الكتاب المقدس العبري، وبتدمير بابل.
- أسرحدون، ملك آشوري حكم الإمبراطورية الآشورية الحديثة (681-669 قبل الميلاد)، واشتهر بغزواته لمصر.
- آشور بانيبال، ملك آشوري حكم الإمبراطورية الآشورية الحديثة من عام 669 إلى 631 قبل الميلاد. اشتهر برعايته للفنون والأدب، وبناء مكتبة آشور بانيبال، ونقوشه الشهيرة لصيد الأسود التي زيّنت قصره في نينوى.
- نبوبولاصر: ملك بابل ومؤسس الإمبراطورية البابلية الحديثة (626-605 قبل الميلاد).
- نبوخذنصر الثاني، ثاني ملوك الإمبراطورية البابلية الحديثة (605-562 قبل الميلاد). اشتهر بدوره في التاريخ اليهودي وبناء حدائق بابل المعلقة.
- سنطروق الأول، ملك مملكة الحضر، حكم حوالي 140-180 ميلاديًا.
- سنطروق الثاني، آخر ملوك مملكة الحضر، حكم حوالي 205-٢٤٠/٢٤١ ميلاديًا. خلال حكمه، أصبحت الحضر دولة تابعة للرومان في البداية، ثم سقطت في أيدي الساسانيين.
- أبو جعفر المنصور، ثاني الخلفاء العباسيين، الذي نقل عاصمة العباسيين إلى بغداد، وحكم من عام 754 ميلاديًا إلى 775 ميلاديًا.
- هارون الرشيد، خامس الخلفاء العباسيين، حكم بين عامي 786 و809 ميلاديًا. اشتهر بتأسيسه العصر الذهبي الإسلامي وبناء بيت الحكمة.
- المستعصم بالله، آخر خليفة عباسي حكم بغداد. حكم من عام ١٢٤٢ إلى ١٢٥٨ ميلادي، وانتهى حكمه بغزو المغول لبغداد.
- فيصل الأول ملك العراق (٢٠ مايو ١٨٨٥ - ٨ سبتمبر ١٩٣٣)، ملك المملكة العربية السورية عام ١٩٢٠، وملك العراق من ٢٣ أغسطس ١٩٢١ إلى ١٩٣٣. كان أحد أفراد الأسرة الهاشمية الحاكمة.
- غازي العراقي (2 مايو 1912 - 4 أبريل 1939)، ملك المملكة العراقية الهاشمية من عام 1933 إلى عام 1939، بعد أن كان وليًا لعهد المملكة السورية لفترة وجيزة عام 1920. وُلد في مكة المكرمة (المملكة العربية السعودية حاليًا)، وهو الابن الوحيد للملك فيصل الأول، أول ملك للعراق.
- فيصل الثاني العراقي (2 مايو 1935 - 14 يوليو 1958)، آخر ملوك العراق. حكم من 4 أبريل 1939 حتى يوليو 1958، حيث قُتل مع عدد كبير من أفراد عائلته خلال ثورة 14 يوليو.
- عبد الكريم قاسم، ضابط عسكري وقائد عراقي، تولى السلطة عام ١٩٥٨ بعد الإطاحة بالنظام الملكي، وشغل منصب رئيس وزراء العراق حتى ثورة رمضان عام ١٩٦٣، حيث أُطيح به وأُعدم.
- أحمد حسن البكر، سياسي عراقي شغل منصبي رئيس العراق ورئيس الوزراء بين عامي ١٩٦٨ و١٩٧٩. وكان عضوًا قياديًا في حزب البعث.
- صدام حسين، سياسي عراقي شغل منصبي رئيس العراق ورئيس الوزراء بين عامي 1979 و2003. وكان زعيمًا لحزب البعث، وأُطيح به عام 2003 إثر الغزو الأمريكي للعراق، وأُعدم عام 2006.

## أفراد العائلة المالكة الآخرون

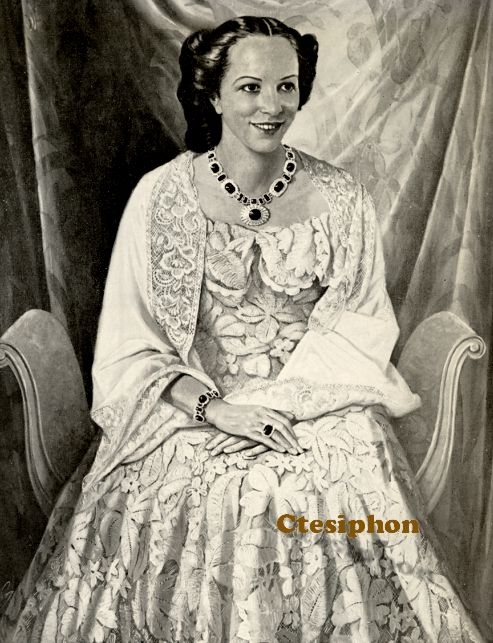
علياء بنت علي ملكة العراق

- نقية، ملكة آشورية، زوجة الملك سنحاريب وأم الملك أسرحدون. عاشت حوالي 728-669 قبل الميلاد، وتُعرف بأنها إحدى أقوى نساء الإمبراطورية الآشورية الحديثة.
- عبد الإله (14 نوفمبر 1913 - 14 يوليو 1958)، ابن عم وصهر الملك غازي ملك مملكة العراق.
- حزيمة بنت ناصر (1884-1935)، أميرة عربية، شريفة مكة. تزوجت الملك فيصل الأول، نجل شريف مكة، وأصبحت ملكة العراق من عام 1921 إلى عام 1933.
- عالية بنت علي (1911 - 21 ديسمبر 1950)، أميرة عربية وملكة عراقية. كانت زوجة الملك غازي ملك العراق، وأم الملك فيصل الثاني ملك العراق. كانت آخر ملكات العراق.

## الشخصيات العسكرية

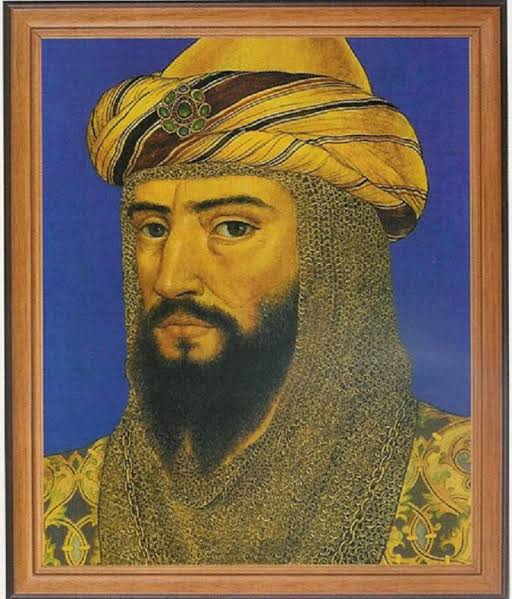
صلاح الدين

- صلاح الدين الأيوبي، عسكري مسلم، اشتهر بقيادة جيوش المسلمين ضد الجيش الصليبي خلال الحملة الصليبية الثالثة. وُلد في مدينة تكريت حوالي عام 1137. أسس الدولة الأيوبية، وحكم كسلطان في كل من مصر وسوريا.
- محمود شوكت باشا (1856-1913) وزير الحرب العثماني من عام 1911 إلى عام 1913 والصدر الأعظم عام 1913. ولد في بغداد عام 1856
- خليل الدباغ (1916–1969) ضابط عسكري عراقي.
- طالب شغاتي (مواليد: 1950) ضابط عسكري عراقي متقاعد.
- حميد رجا شلاح (مواليد 1950) قائد متقاعد في القوة الجوية العراقية.
- عبد الستار العبوسي (1930–1970)، ضابط عسكري عراقي
- صلاح الدين الصباغ (1889–1945)، ضابط في الجيش العراقي
- هاكوب هاكوبيان، أحد مؤسسي والزعيم الرئيسي للجيش الأرمني السري لتحرير أرمينيا (ASALA).
- توما توماس، المعروف أيضًا باسمه الحربي أبو جوزيف، سياسي آشوري وزعيم الميليشيات المناهضة للحكومة (الأنصار) في شمال العراق خلال الستينيات والسبعينيات.
- سلطان هاشم أحمد الطائي، قائد عسكري عراقي شغل منصب وزير الدفاع العراقي بين عامي 1995 و2003.
- أراس حبيب
- حسين كامل المجيد
- بكر صدقي
- إيلياهو البصراوي[الإنجليزية]، طبيب يهودي وضابط عسكري

### شخصيات عسكرية من أصل عراقي

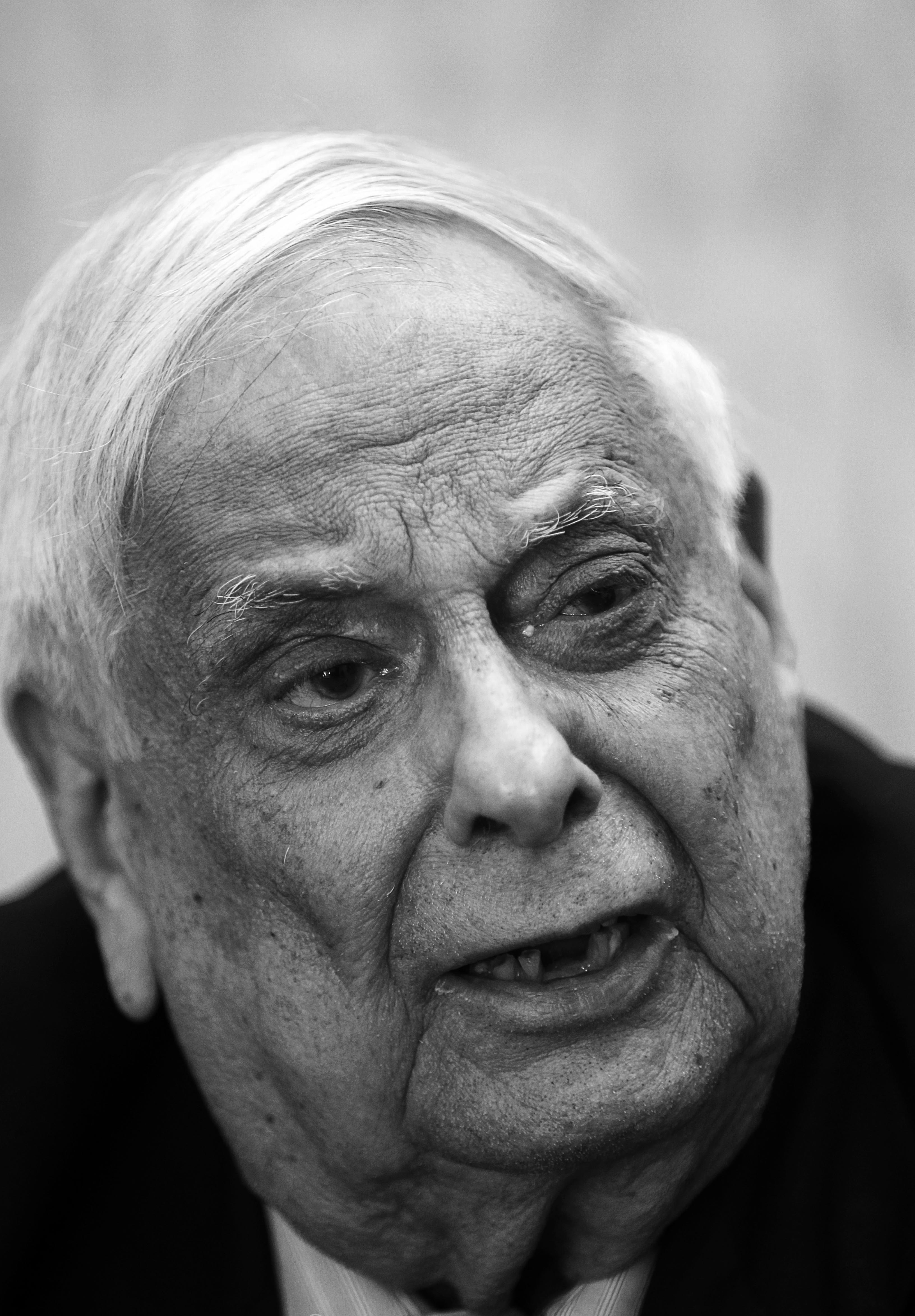
جيه إف آر جاكوب

- ج. ف. ر. جاكوب (مواليد 1923)، فريق متقاعد في الجيش الهندي. اشتهر بدوره في انتصار الهند في الحرب الهندية الباكستانية عام 1971 وتحرير بنغلاديش. كما شارك في الحرب العالمية الثانية والحرب الهندية الباكستانية عام 1965. شغل لاحقًا منصب حاكم ولايتي غوا والبنجاب الهنديتين. كانت عائلته من يهود بغداد، أصلهم من العراق، واستقروا في كلكتا في منتصف القرن الثامن عشر.
- سيبيل ساسون، ماركيزة تشولمونديلي (30 يناير 1894، لندن - 26 ديسمبر 1989، تشيشاير)، رئيسة أركان مديرة الخدمة البحرية الملكية النسائية، مقر الخدمة البحرية الملكية النسائية، الأميرالية (إتش إم إس بيمبروك الثالثة) من 12 نوفمبر 1939 حتى 1946. في 9 فبراير 1945، عُيّنت مشرفةً على الخدمة البحرية الملكية النسائية، وفي العام التالي مُنحت وسام الإمبراطورية البريطانية (CBE). تنتمي إلى عائلتي ساسون وروتشيلد البارزتين.سيبيل ساسون، ماركيزة تشولمونديلي

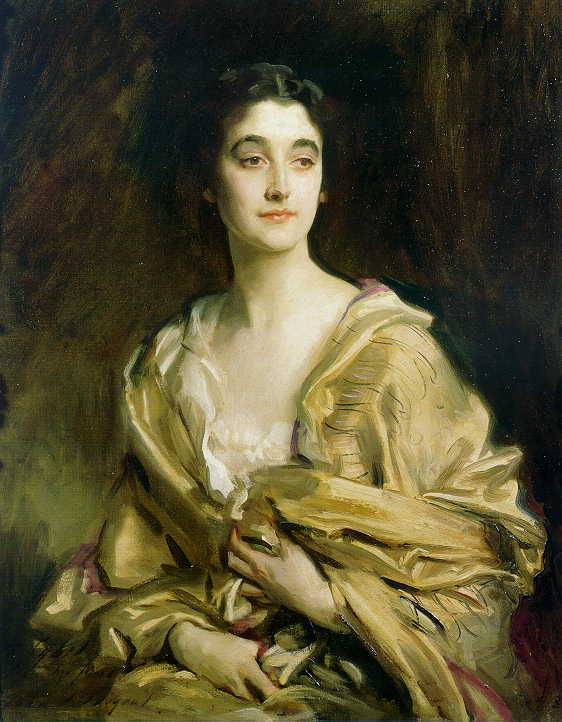
سيبيل ساسون، ماركيزة تشولمونديلي

## متفرقات

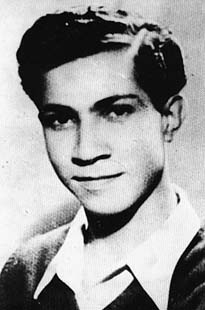
موشيه بارزاني

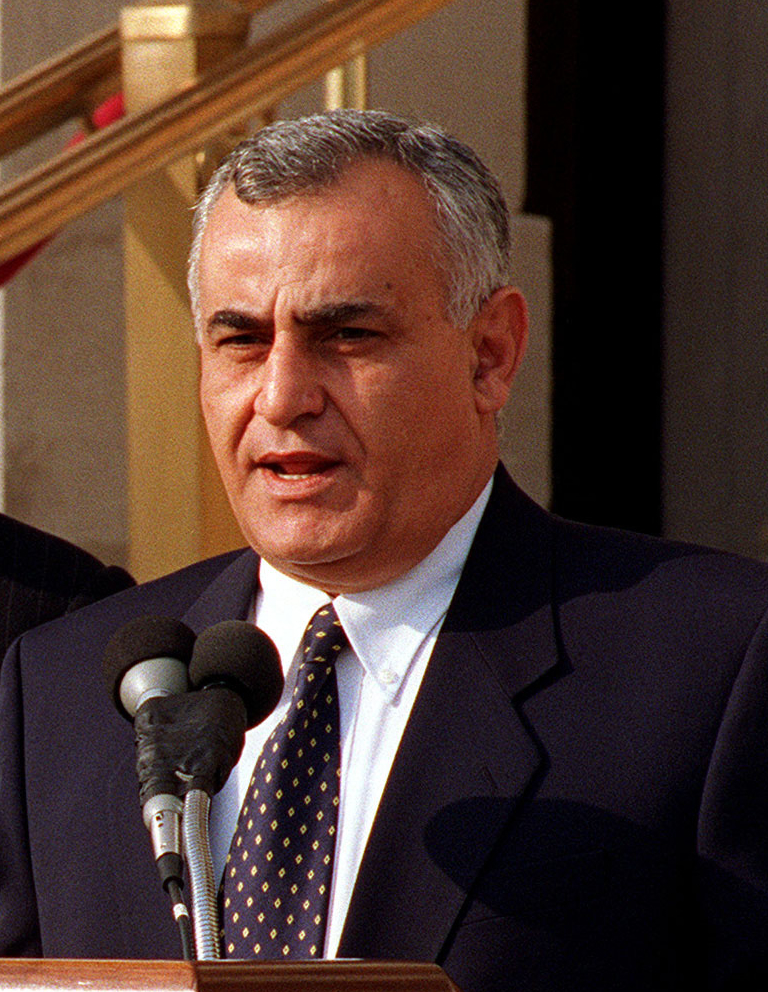
إسحاق مردخاي

- ماريا تيريزا أسمر، المعروفة بأميرة بابل في أوروبا، وُلدت عام 1804 في تل كب بالعراق، وتوفيت في فرنسا قبل الحرب الفرنسية البروسية، وهي مؤلفة كتاب "مذكرات أميرة بابلية"، المكون من مجلدين و720 صفحة. كُتب هذا الكتاب في أوائل القرن التاسع عشر، واصفًا رحلاتها عبر تركيا وسوريا ولبنان وإسرائيل، ونظام الحريم المُستخدم في تركيا.[8]
- دان حالوتس، جنرال في سلاح الجو الإسرائيلي
- إبراهيم محمد خليل، عميل القاعدة في ألمانيا
- مانيسا طرزاني، طرزان مانيسا، الاسم المستعار لأحمد بديوي (1899 سامراء، العراق - 31 مايو 1963 في مانيسا، تركيا). عاش أربعين عامًا على جبل سبيل المطلة على مانيسا، ويُعتبر أول عالم بيئة تركي.
- موشيه ليفي (1936 – 8 يناير 2008)، رئيس الأركان الثاني عشر لقوات الدفاع الإسرائيلية، وأول رئيس أركان من أصل عراقي.
- زي إم كين (من مواليد 8 أكتوبر 1982) لأب عراقي وأم إنجليزية، ورئيس تحرير مدونة The Next Web، وهي مدونة ضمن أفضل 50 مدونة في العالم حسب تصنيف Technorati.
- مراد منشيان[الإنجليزية] (1936–2016)، باحث كيميائي، صحفي، مترجم، وباحث.
- موشيه بارزاني (14 يونيو 1926 - 21 أبريل 1947)، يهودي كردي عراقي وعضو في منظمة ليحي (مقاتلو حرية إسرائيل، والمعروفة أيضًا باسم "عصابة شتيرن").
- إسحاق مردخاي، جنرال إسرائيلي ووزير الدفاع ووزير النقل لاحقًا.
- مؤيد نور الدين، جيولوجي
- ابن رجب، عالم
- تابان شوريش، كردي عراقي، مؤسس جمعية زهرة اللوتس الخيرية
- كورتيس سليوا، ناشط أمريكي في مكافحة الجريمة، ومؤسس ومدير تنفيذي لمنظمة الملائكة الحارسة، ومضيف برنامج حواري إذاعي وشخصية إعلامية.
- نادية سليمان، نادية دينيس دود سليمان (ولدت باسم ناتالي دينيس سليمان في 11 يوليو 1975)، والمعروفة باسم أم الثمانية في وسائل الإعلام، هي امرأة أمريكية لفتت الانتباه الدولي عندما أنجبت ثمانية توائم في يناير 2009. عرّف والد سليمان، إدوارد دود سليمان، نفسه بأنه رجل عسكري عراقي سابق وقال إنه سيعود إلى موطنه العراق كمترجم وسائق من أجل دعم ابنته وأطفالها الأربعة عشر ماليًا.

## عارضات أزياء وملكة جمال العراق ومسابقة ملكة جمال من أصل عراقي
- كلوديا حنا، عارضة أزياء ومغنية آشورية
- تارة فارس، عارضة أزياء ووصيفة أولى لملكة جمال العراق 2014
- براميلا (إستر فيكتوريا أبراهام)، ممثلة هندية، الفائزة بمسابقة ملكة جمال الهند الأولى في عام 1947
- سومي علي، ممثلة بوليوود السابقة وعارضة أزياء وصحفية (أم عراقية وأب باكستاني)
- إمي فضلي، عارضة أزياء وممثلة وحائزة على لقب "بطلة أمريكا الوطنية للياقة البدنية لعام 1996" (أب عراقي وأم تشيكية)
- فيولا حقي، عارضة الأزياء الهولندية العراقية
- سارة عيدان (مواليد 1990)، متسابقة ملكة جمال الكون العراقية وهدف لتهديدات بالقتل بعد التقاط صور مع متسابقات إسرائيليات.
- رينيه دنكور

## الموسيقيين

منير بشير

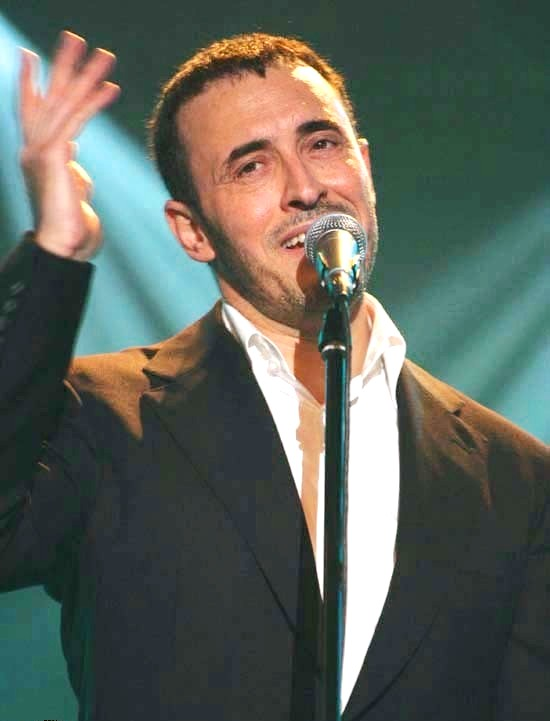
كاظم الساهر

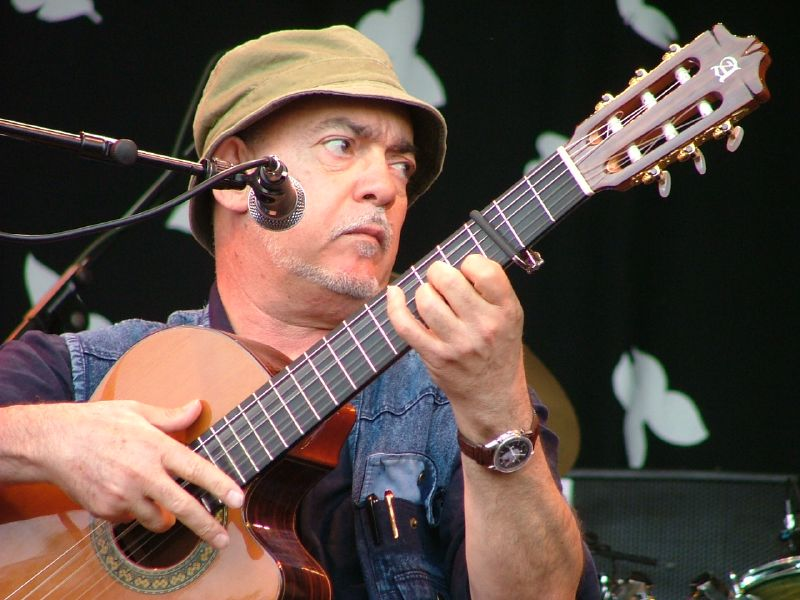
إلهام المدفعي

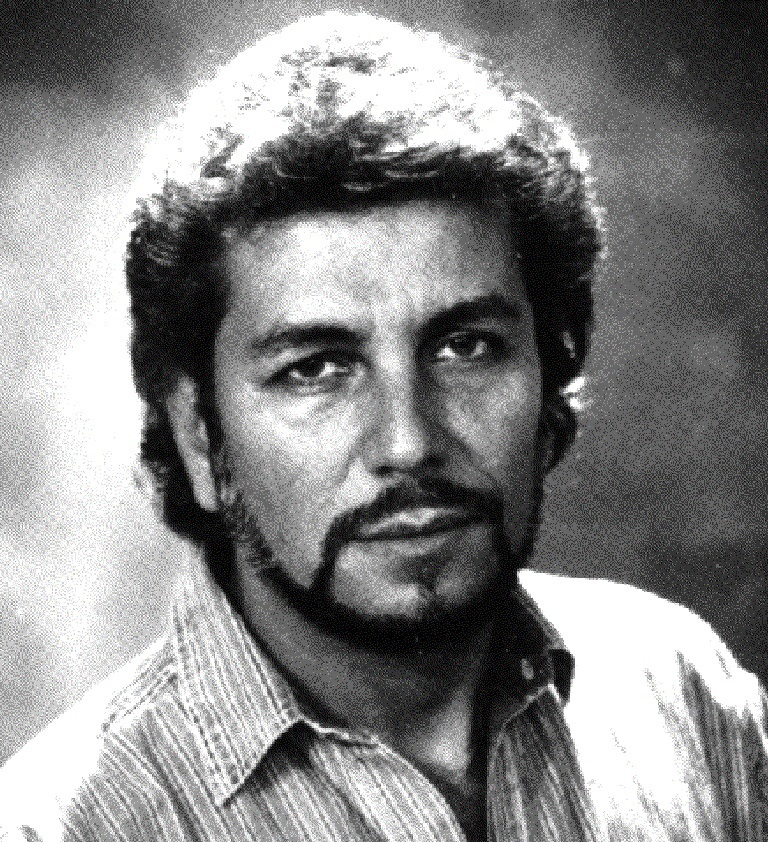
آشور بيت سركيس

- مصطفى العبدالله، موسيقي ومنتج عراقي
- دلشاد سعيد، عازف كمان معاصر كردي عراقي من مواليد دهوك، يقيم حالياً في النمسا حيث يعلم الموسيقى والكمان.

- أنور عبد الوهاب (1946–)، مغني عراقي.
- إلهام المدفعي، عازف جيتار ومغني وملحن عراقي. لقد أدى دمج المدفعي بين أنماط الجيتار الغربية والموسيقى العراقية التقليدية إلى جعله مؤديًا شعبيًا في بلده الأصلي وفي جميع أنحاء الشرق الأوسط.
- رضا العبدالله، مغني عراقي. مواليد بغداد، العراق عام 1966.
- أكراسيكاودا، فرقة ثراش ميتال عراقية تأسست عام 2001. الأعضاء هم فيصل طلال، توني عزيز، فراس اللطيف، مروان رياض وجيمس الأنصاري (آشوري)
- ناظم الغزالي، أحد أشهر المطربين في تاريخ العراق ولا تزال أغانيه مسموعة لدى الكثيرين في العالم العربي.
- رحيم الحاج، عازف وملحن عود عراقي أمريكي.
- باسم الكربلائي
- حسام الرسام
- كاظم الساهر، أحد أنجح المطربين العرب في العالم العربي
- آشور بيت سركيس، مغني آشوري
- جميل بشير
- منير بشير
- زكريا عبد الله، نجم موسيقى البوب الكردي العراقي.
- سيتا هاكوبيان، مغنية عراقية أرمنية مشهورة
- كلوديا حنا، مغنية وعارضة أزياء
- شذى حسون الفائزة بستار أكاديمي 4
- بشار لؤلؤة[الإنجليزية]، قائد الأوركسترا
- ماجد المهندس، مغني عراقي، وُلد في بغداد، العراق، وانتقل بعد ولادته للعيش في الكويت، محافظة الجهراء. عاش هناك حتى الغزو العراقي للكويت، ودرس الهندسة، ومن هنا جاء لقب ماجد "المهندس".
- أحمد مختار
- بياتريس أوهانسيان (1927-2008)، عازفة بيانو عراقية، اشتهرت بكونها أول عازفة بيانو حفلات عراقية وأول مؤلفة موسيقية.[9] (ولدت في بغداد، من أصل أرمني).
- سليمة باشا (1904-1974)، مغنية يهودية عراقية معروفة، تُعرف بأشهر المغنيات منذ أوائل ثلاثينيات القرن العشرين. تزوجت من المغني والممثل العراقي ناظم الغزالي.
- حنا بطرس (1896-1958)، ملحن وباحث آشوري عراقي، كتب العديد من الكتب والرسائل حول الموسيقى الشرقية والمقامات العراقية والترانيم السريانية.
- جنان سوا، مغنية عراقية آشورية
- ليندا جورج، مغنية عراقية آشورية
- آشور بيت سركيس (مغني آشوري عراقي)
- نصير شمة، موسيقي وعازف عود عراقي مشهور.
- سلمان شكر[الإنجليزية]
- موتيز، منتج موسيقى إلكترونية ودي جي
- سحر طه، مغنية وفنانة[10]
- زيدون تريكو (1961–)، عازف عود مندائي وملحن وشاعر
- فرقة فتيان غير معروفة لأحد
- هيثم يوسف، مغني عراقي شعبي
- منصور زلزل
- زرياب
- تارا جاف، موسيقية كردية عراقية. أسست فرقة "زيبانغ"، وهي فرقة لسرد القصص تُركز على قصص من بلاد ما بين النهرين القديمة.
- محمد القبانجي، المقامي العراقي الشهيردارين
- يوسف عمر، المقامي العراقي الشهير

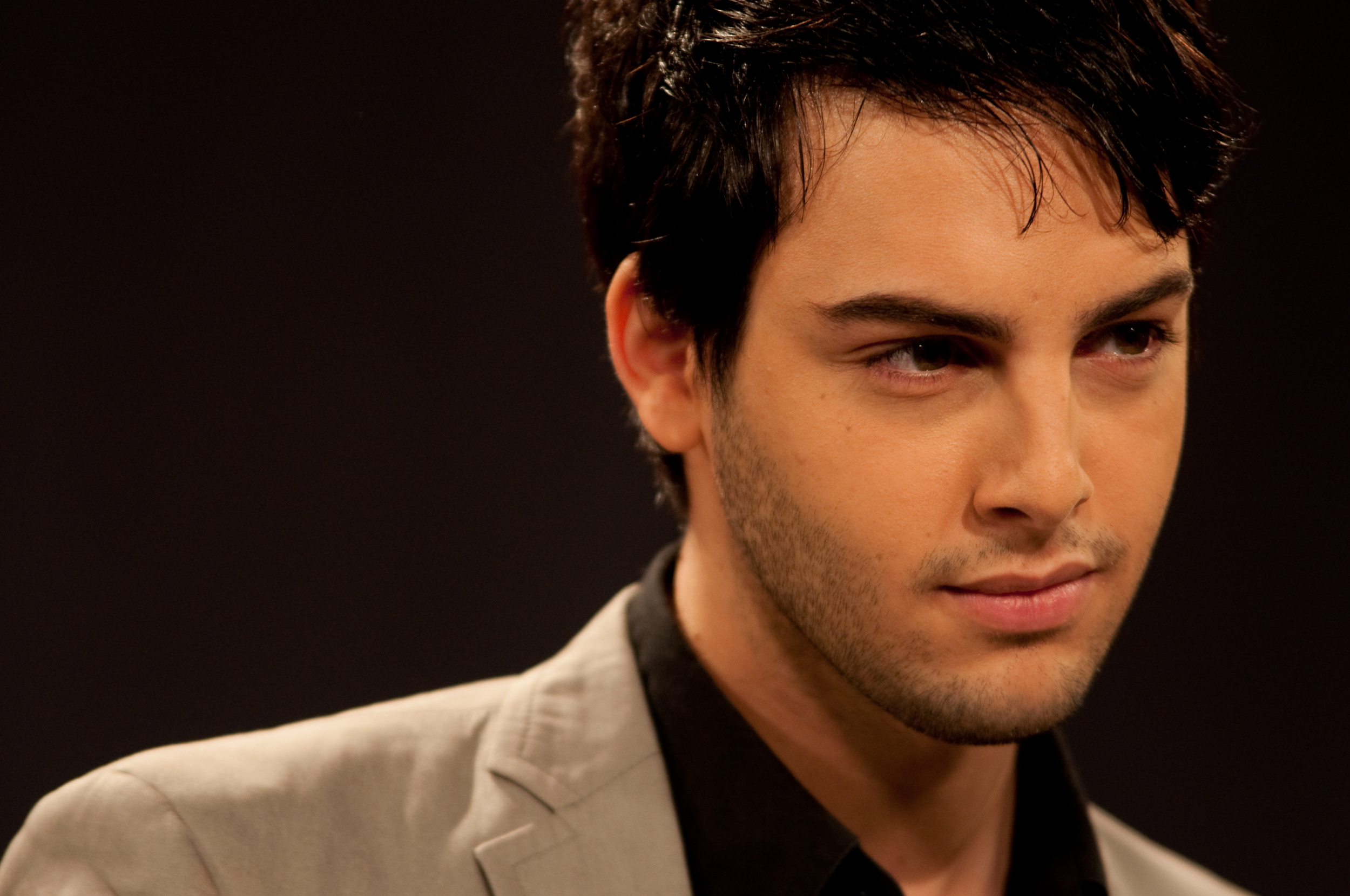
دارين

- مائدة نزهت، مغنية عراقية، نشطت في الفترة ما بين خمسينيات وثمانينيات القرن الماضي من خلال عملها في الإذاعة والتلفزيون ومع فرقة الموسيقى التراثية العراقية.

### موسيقيون من أصل عراقي

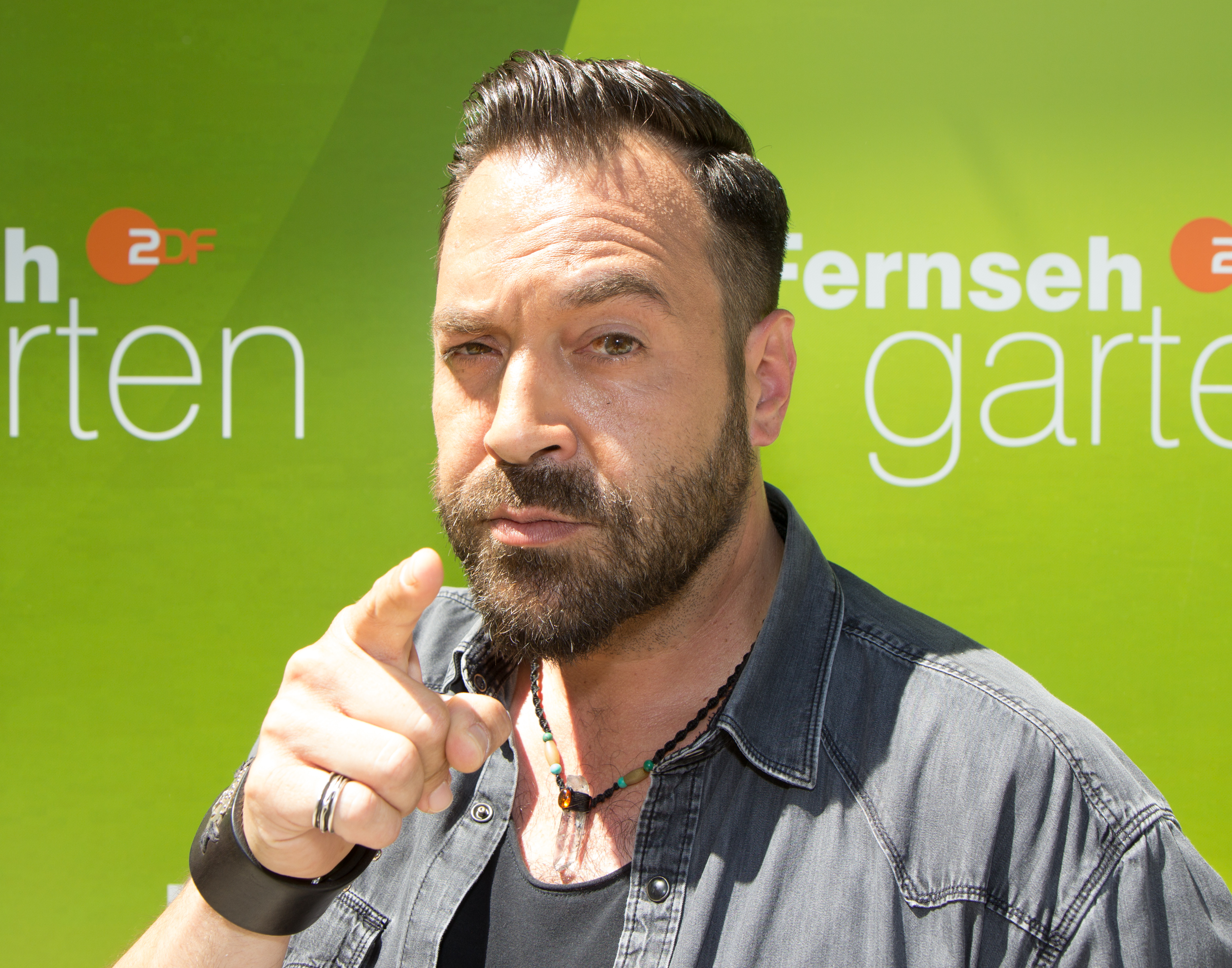
ليث الدين

- موشيه بيريتز (مواليد 10 مايو 1983)، مغني وكاتب أغاني وملحن إسرائيلي من أصول شرقية. وهو حاليًا عضو لجنة تحكيم في الموسم الأول من برنامج "ذا إكس فاكتور" الإسرائيلي. وُلد لأب مغربي وأم عراقية.
- رامي فورتيس[الإنجليزية] (مواليد 7 يوليو 1954)، أو ببساطة فورتيس، مغني روك إسرائيلي. وُلد في تل أبيب. فورتيس من أصول يهودية إيطالية ويهودية عراقية. رضا العبدالله

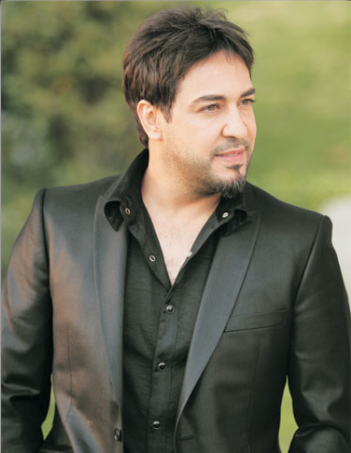
رضا العبدالله

- ليور نركيس (مواليد 8 نوفمبر/تشرين الثاني 1976، في حولون، إسرائيل)، مغني إسرائيلي. وُلد لعائلة يهودية عراقية وصربية مختلطة.
- يائير دلال، موسيقي إسرائيلي من أصل يهودي عراقي
- إليوت يامين[الإنجليزية]، إفرايم إليوت يامين (مواليد 20 يوليو 1978)، مغني أمريكي اشتهر بأغنيته الناجحة "انتظرك" وحقق المركز الثالث في الموسم الخامس من برنامج أمريكان آيدول. وُلد يامين في لوس أنجلوس، كاليفورنيا، لأب يهودي إسرائيلي من أصل عراقي، شاؤول يامين، وأم أمريكية من أصل يهودي، كلوديت غولدبرغ يامين.
- ستاسي سولومون (مواليد 4 أكتوبر 1989)، مغنية ومقدمة برامج تلفزيونية ونجمة تلفزيون الواقع إنجليزية. وُلدت سولومون في داغينهام، شرق لندن، وهي ابنة فيونا (ني ناش)، ممرضة، وديفيد سولومون، مصور فوتوغرافي. ينحدر والدها من عائلة يهودية هاجرت إلى إنجلترا من العراق وبولندا. نورا فوز الجابري

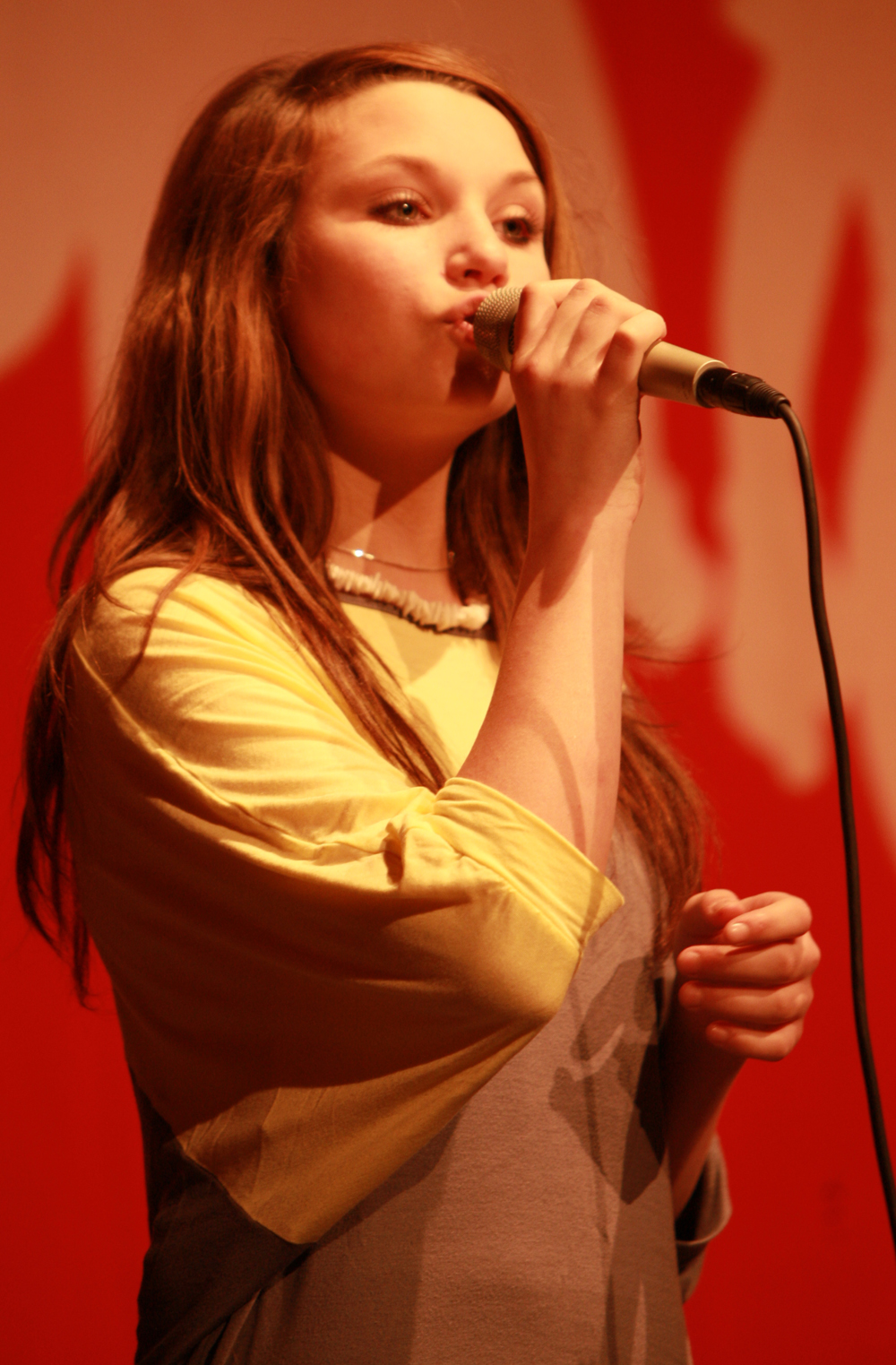
نورا فوز الجابري

- عمر بشير (موسيقي) (مواليد 1970)، موسيقي عراقي مجري. كان والده، منير بشير، يُعتبر الأستاذ الأعظم في نظام المقامات العربية.
- روبن غوش (ولد عام 1939 في بغداد، العراق)، موسيقي وملحن موسيقي من بنغلاديش
- برايان إلياس (ولد في 30 أغسطس 1948، بومباي، مومباي، الهند)، ملحن بريطاني
- حنان العطار، مغنية أوبرا سوبرانو أمريكية
- ليث الدين، موسيقي بوب ألماني
- فريدة محمد علي، مغنية
- نورا فوز الجابري، مغنية طفلة نرويجية
- صالح وداوود الكويتي
- إنبار باكال، مغني وكاتب أغاني إسرائيلي من أصل عراقي ويمني مختلط روني دالومي
- برونو كولايس، ملحن
- أمير الصفار
- منير بشير، موسيقي
- جوليانا جندو، مغنية
- آشور بيت سركيس، مغني
- لوكي، مغني راب بريطاني عراقي
- نارسي، مغني راب عراقي كندي

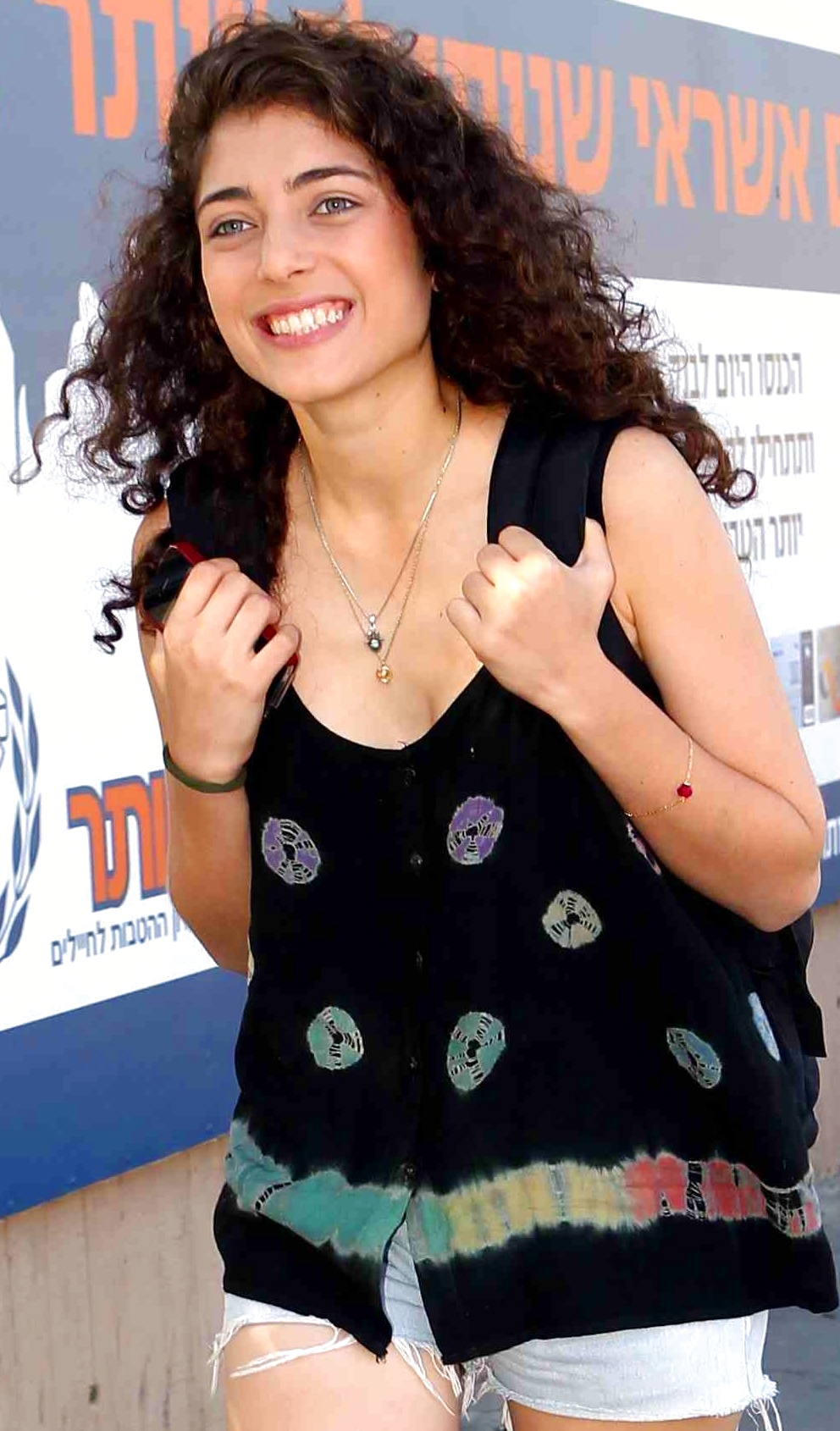
روني دالومي

- عايدة نديم، موسيقية عراقية دنماركية
- إسما ريدزيبوفا[الإنجليزية]، مغنية رومانية مقدونية، وكاتبة أغاني، وإنسانية؛ كان جدها يهوديًا عراقيًا
- شلومو، فنان بيت بوكس بشري وعضو فرقة الهيب هوب البريطانية Foreign Beggars
- تيمز، مغني راب عراقي أمريكي ستيسي سليمان

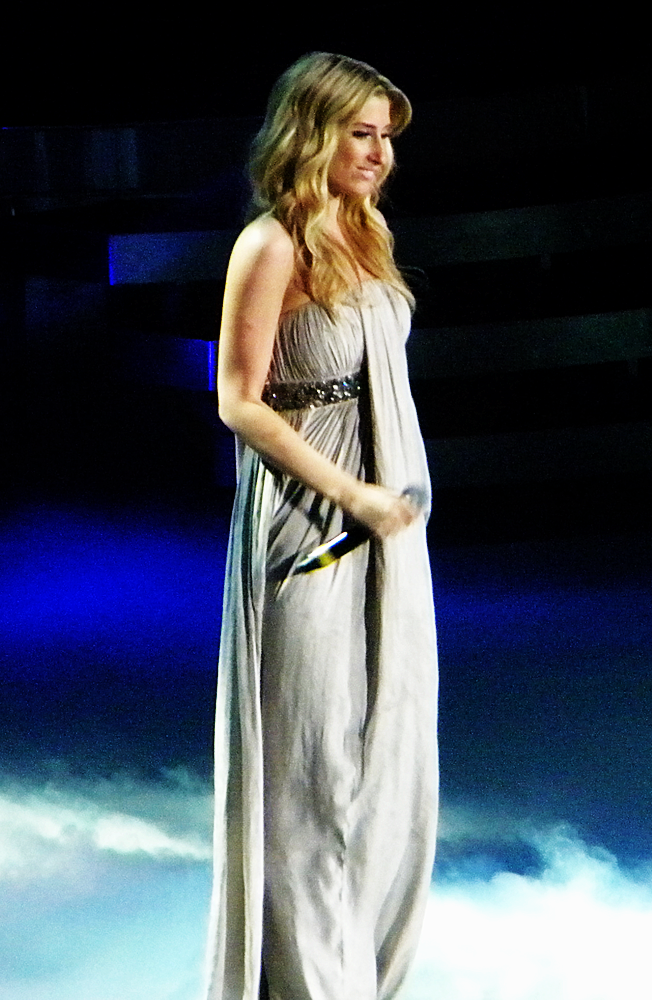
ستيسي سليمان

- نوفل الوهاب، موسيقي ومغني راب، أسس فرقة أيوة ، ظهر في فيلم الديكتاتور (موسيقى تصويرية)[الإنجليزية]
- الفنان وميض الوهاب أسس فرقة أيوة
- إليوت يامين[الإنجليزية]
- دارون ملكيان (ولد في 18 يوليو 1975)، مغني وكاتب أغاني أرمني أمريكي.
- روني دالومي (ولدت في 15 سبتمبر 1991)، مغنية إسرائيلية، فازت بالنهائي في مسابقة كوخاف نولاد 7 في أغسطس 2009
- دارين أو دارين زانيار (ولد في 2 يونيو 1987 في ستوكهولم بالسويد)، والمعروف باسم دارين، وهو مغني وكاتب أغاني بوب سويدي كردي من أصل كردي عراقي.

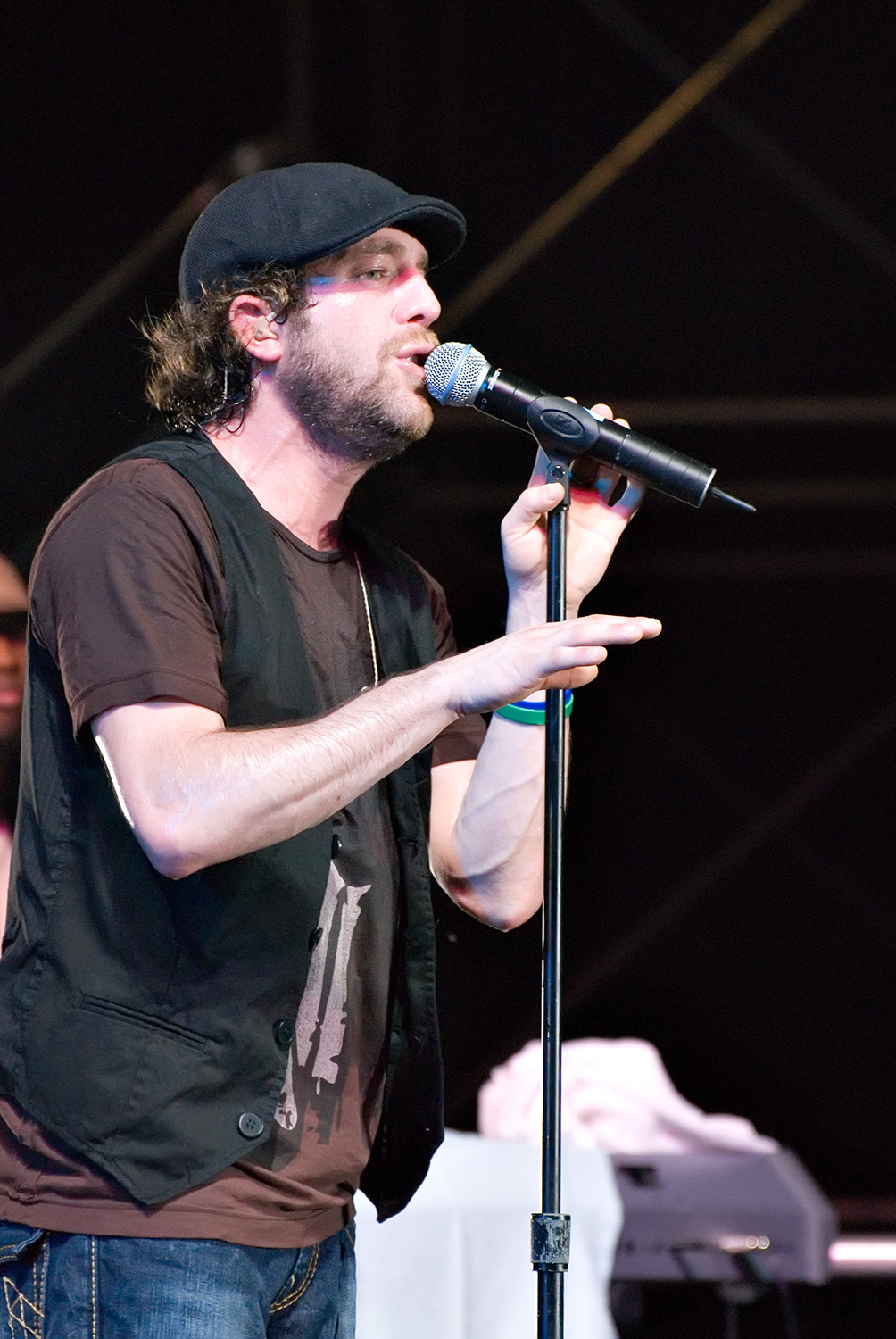
إليوت يامين

- إليوت يامين[الإنجليزية]لوريس أوهانيس تشوبانيان (ولد في 17 أبريل 1933، لوالدين أرمينيين في الموصل، العراق)، هو ملحن موسيقى كلاسيكية أمريكي من أصل أرمني.
- خيام اللامي[الإنجليزية]

## البطاركة
- إغناطيوس بطرس الرابع (1798 - 1895) البطريرك رقم 116 للكنيسة السريانية الأرثوذكسية من عام 1872 إلى عام 1895
- إغناطيوس أفرام الأول (1887 - 1957) البطريرك رقم 120 للكنيسة السريانية الأرثوذكسية من عام 1933 إلى عام 1957
- إغناطيوس يعقوب الثالث (1913 - 1980) البطريرك الحادي والعشرون بعد المائة للكنيسة السريانية الأرثوذكسية من عام 1957 إلى عام 1980
- إغناطيوس زكا الأول (1931 - 2014) البطريرك رقم 122 للكنيسة السريانية الأرثوذكسية من عام 1980 إلى عام 2014
- إغناطيوس أنطونيوس الأول السمهري (1801 - 1864) بطريرك الكنيسة السريانية الكاثوليكية من عام 1853 إلى عام 1864

## الأطباء والجراحون
- عبد اللطيف البغدادي
- عبد الأحد عبد النور، طبيب، إنساني، انتخب لعضوية مجلس النواب العراقي في عامي 1937 و1947.[11]
- حنا خياط
- منجد المدرس، جراح عظام أسترالي من أصل عراقي، رائد في مجال تقنية الأطراف الروبوتية لمبتوري الأطراف
- بختيشوع، طبيب آشوري
- إساجيل-كين-أبلي، عالم بابلي، أو كبير العلماء، مؤلف كتاب التشخيص، ساكيكو (SA.GIG)
- ابن هبل
- حنين بن إسحاق (حنين بر إسحاق)، طبيب آشوري
- الكندي
- يوحنا بن ماسويه (يوحنا بت مسويه)، طبيب آشوري
- ابن كمونة سعد بن منصور (عز الدولة) ابن كمونة (ت. 1284)، طبيب وفيلسوف وناقد إسلامي يهودي من القرن الثالث عشر عاش تحت حكم المغول في بغداد

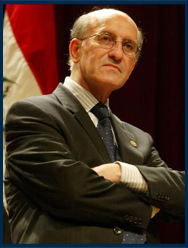
سنان الشبيبي

- إلياهو بصراوي  [لغات أخرى]‏، طبيب عسكري

## السياسيون
- ثابت عبد النور، سياسي عراقي، عضو مجلس النواب العراقي عامي ١٩٢٥ و١٩٣٠، دبلوماسي.
- مثال الألوسي (مواليد ١٩٥٣)، سياسي وبرلماني عراقي.
- سنان الشبيبي، اقتصادي عراقي شغل منصب محافظ البنك المركزي العراقي من سبتمبر ٢٠٠٣ إلى أكتوبر ٢٠١٢.
- نوري السعيد (١٨٨٨ - ١٥ يوليو ١٩٥٨)، سياسي عراقي خلال فترة الانتداب البريطاني وعهد المملكة العراقية. شغل مناصب وزارية مهمة مختلفة، وتولى رئاسة وزراء العراق لسبع فترات.
- الشريف علي بن الحسين، وُلد عام ١٩٥٦ في بغداد، العراق. وهو حاليًا زعيم الحزب السياسي الملكي الدستوري العراقي، ويدّعي أنه الوريث الشرعي لمنصب ملك العراق، استنادًا إلى صلته بالملك الراحل فيصل الثاني. عبد الرحمن البزاز (١٩١٣-١٩٧٣)، سياسي ومصلح وكاتب. كان قوميًا عربيًا، وشغل منصب عميد كلية الحقوق ببغداد، ثم رئيسًا لوزراء العراق.
- وُلد أرشد العمري في الموصل، العراق، في 8 أبريل/نيسان 1888. وكان رئيس وزراء العراق الثامن والعشرين والحادي والأربعين.أرشد العمري

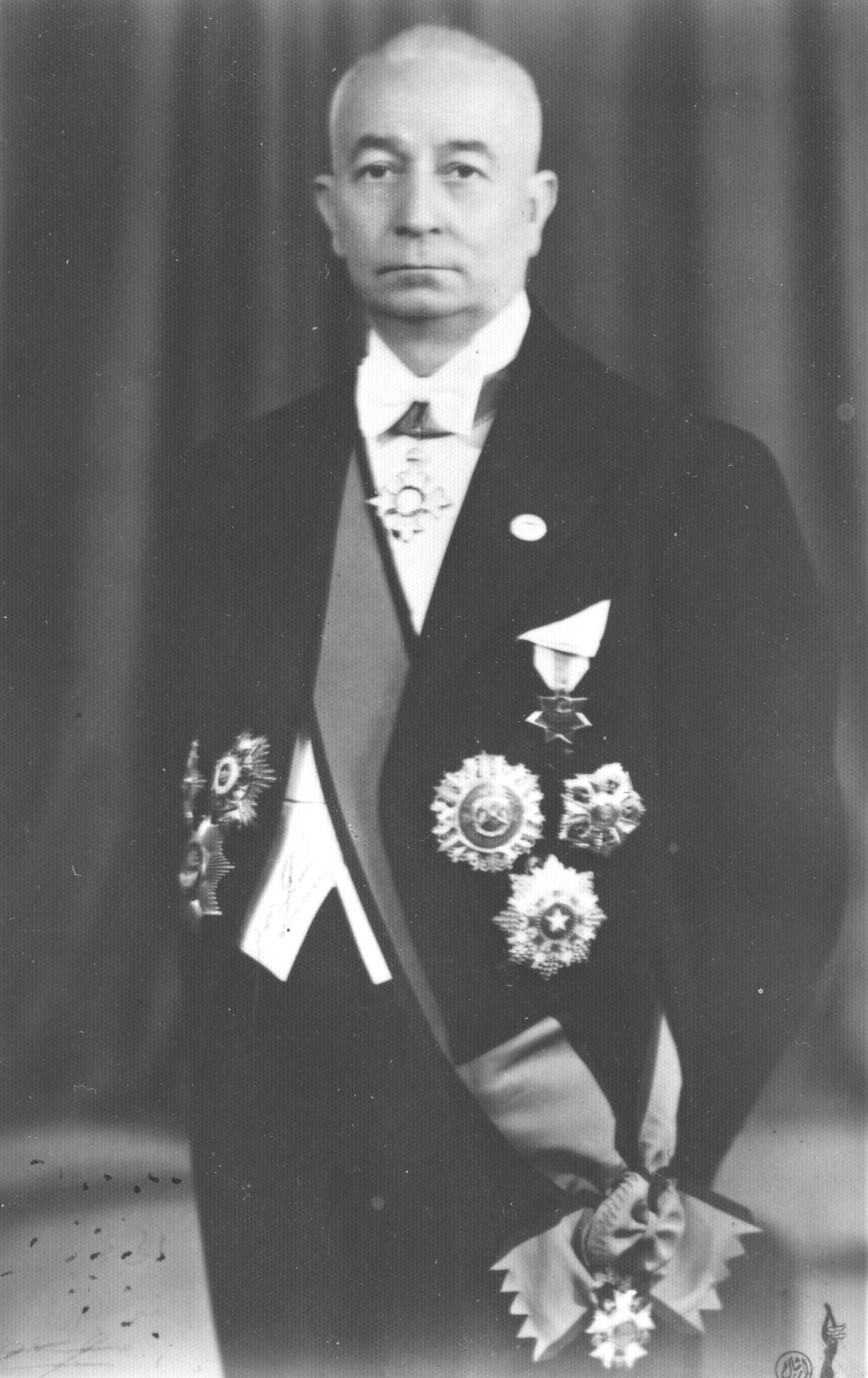
أرشد العمري

- ناجي السويدي (1882-1942)، سياسي عراقي شغل منصب رئيس الوزراء من نوفمبر/تشرين الثاني 1929 إلى مارس/آذار 1930.
- طالب النقيب، سياسي عراقي معروف، أصبح أول وزير داخلية في العراق (1920-1921).
- أحمد عبد الرزاق العامر (1914-1996)، محامٍ، ورئيس بلدية، وعضو في البرلمان (1948-1958).
- خضير عباس، سياسي عراقي شغل منصب وزير الصحة في مجلس الحكم الانتقالي العراقي، الذي شُكّل بعد الغزو الأمريكي للعراق عام ٢٠٠٣.
- محمد فاضل الجمالي، سياسي عراقي شغل منصب رئيس وزراء العراق من عام ١٩٥٣ إلى عام ١٩٥٤، ووزيرًا للخارجية من عام ١٩٤٦ إلى عام ١٩٤٨.
- عزت إبراهيم الدوري، سياسي عراقي وجنرال عسكري. شغل منصب نائب رئيس العراق من عام ١٩٧٩ إلى عام ٢٠٠٣.
- حيدر العبادي، سياسي عراقي شغل منصب رئيس الوزراء من عام ٢٠١٤ إلى عام ٢٠١٨.
- عادل عبد المهدي، سياسي عراقي شغل منصب رئيس الوزراء بين عامي ٢٠١٨ و٢٠٢٠ بعد موجة من الاحتجاجات. كما شغل مناصب نائب الرئيس (٢٠٠٥-٢٠١١)، ووزير المالية (٢٠٠٤-٢٠٠٥)، ووزير النفط (٢٠١٤-٢٠١٦).
- علي جودت الأيوبي سياسي عراقي شغل منصب رئيس الوزراء من عام 1934 إلى عام 1935، ومن عام 1949 إلى عام 1950، وفي النصف الأخير من عام 1957.
- محمد الدوري، دبلوماسي عراقي شغل منصب ممثل العراق لدى الأمم المتحدة بين عامي ٢٠٠١ و٢٠٠٣.
- إياد علاوي، سياسي عراقي شغل منصب رئيس وزراء العراق في الحكومة العراقية المؤقتة بين عامي ٢٠٠٤ و٢٠٠٥، ونائبًا للرئيس بين عامي ٢٠١٤ و٢٠١٥، ثم بين عامي ٢٠١٦ و٢٠١٨.
- علاء الدين عبد الصاحب العلوان، سياسي عراقي شغل منصب وزير الصحة في الحكومة العراقية المؤقتة.
- جعفر العسكري (١٨٨٥-١٩٣٦)، سياسي عراقي شغل منصب رئيس وزراء العراق مرتين: من ٢٢ نوفمبر ١٩٢٣ إلى ٣ أغسطس ١٩٢٤؛ ومن ٢١ نوفمبر ١٩٢٦ إلى ٣١ ديسمبر ١٩٢٧.
- نوري البدران، سياسي عراقي شغل منصب وزير الداخلية في الحكومة العراقية المؤقتة.
- أحمد البراك، سياسي ومحامٍ عراقي، عمل عضوًا في مجلس الحكم العراقي المؤقت.
- عبد الرحمن البزاز، سياسي وأكاديمي عراقي، شغل منصب رئيس وزراء العراق بين عامي ١٩٦٥ و١٩٦٦. كما شغل منصب عميد كلية الحقوق في بغداد قبل توليه منصبه السياسي.
- نصير الجادرجي، سياسي عراقي، عمل عضوًا في مجلس الحكم العراقي المؤقت.
- كامل مبدّر الكيلاني، وزير المالية في مجلس الحكم العراقي المؤقت.
- علي فائق الغضبان، وزير الشباب والرياضة في مجلس الحكم الانتقالي العراقي.
- محمد شاكر الغنام، سياسي عراقي وعضو قيادي في الحزب الإسلامي العراقي.
- مهدي الحافظ، وزير التخطيط في مجلس الحكم الانتقالي العراقي.
- علي الحيدري، سياسي عراقي شغل منصب محافظ بغداد بين عامي ٢٠٠٤ و٢٠٠٥.
- عبد العزيز الحكيم، سياسي عراقي وزعيم ديني من عائلة الحكيم، شغل منصب رئيس مجلس الحكم الانتقالي في العراق.
- عبد الرزاق الهاشمي، سياسي ودبلوماسي عراقي، شغل منصب وزير التعليم العالي، ومستشارًا أول لصدام حسين.
- عقيلة الهاشمي، سياسية عراقية، شغلت منصب عضو في مجلس الحكم الانتقالي العراقي، ولم تقضِ فيه سوى بضعة أشهر، ثم اغتيلت في سبتمبر/أيلول 2003.[12]
- ياسين الهاشمي، سياسي عراقي وضابط عسكري، شغل منصب رئيس وزراء العراق مرتين بين عامي 1924 و1925، و1935 و1936.
- طه الهاشمي، سياسي عراقي، شغل منصب رئيس وزراء العراق بين 3 فبراير/شباط 1941 و2 مايو/أيار 1941.
- حاجم الحسني، سياسي عراقي، شغل منصب رئيس الجمعية الوطنية العراقية.
- إبراهيم الجعفري، سياسي عراقي، شغل منصب رئيس وزراء العراق في الحكومة الانتقالية العراقية بين عامي 2005 و2006.
- مفيد محمد جواد الجزائري، وزير الثقافة في مجلس الحكم العراقي المؤقت.
- رشيد عالي الكيلاني، سياسي عراقي شغل منصب رئيس وزراء العراق من مارس إلى نوفمبر 1933، ومن مارس 1940 إلى فبراير 1941، ومن أبريل إلى مايو 1941.
- عبد الرحمن الحيدري الكيلاني، سياسي عراقي لعب دورًا بارزًا في كل من العهدين العثماني والبريطاني من تاريخ العراق، وكان أول رئيس وزراء لمملكة العراق من عام 1920 إلى عام 1922.[13]
- سلامة الخفاجي، سياسي وأكاديمي عراقي خدم في مجلس الحكم العراقي المؤقت.
- رجا حبيب الخزاعي، سياسي وطبيب عراقي خدم في مجلس الحكم العراقي المؤقت.
- باسكال إيشو وردة، سياسي عراقي آشوري شغل منصب وزير الهجرة واللاجئين بين عامي 2004 و2005.
- هدى صالح مهدي عماش، سياسية وأكاديمية عراقية، شغلت منصب عضو في مجلس قيادة الثورة. بصفتها عضوًا بارزًا في حزب البعث، كانت المرأة الوحيدة المدرجة على قائمة المطلوبين العراقيين، مع أنها أُطلق سراحها دون توجيه أي اتهامات لها عام ٢٠٠٥ بعد اعتقالها عام ٢٠٠٣.
- علي عبد الأمير علاوي، سياسي وكاتب عراقي شغل عدة مناصب حكومية رفيعة، منها نائب رئيس الوزراء (٢٠٢٠-٢٠٢٢)، ووزير المالية (٢٠٠٣-٢٠٠٤)، ووزير الدفاع (أبريل-يونيو ٢٠٠٤).
- علي حسن المجيد، سياسي وضابط عسكري عراقي شغل عدة مناصب حكومية رفيعة، منها مدير الأمن العام (١٩٨٤-١٩٨٧)، ووزير الدفاع (١٩٩١-١٩٩٥)، ووزير الداخلية (مارس-أبريل ١٩٩١).
- سامي عزة المجيد، سياسي عراقي شغل منصب وزير العمل والشؤون الاجتماعية في مجلس الحكم الانتقالي العراقي.
- نوري المالكي، سياسي عراقي شغل منصب رئيس وزراء العراق بين عامي ٢٠٠٦ و٢٠١٤، ونائبًا للرئيس بين عامي ٢٠١٤ و٢٠١٨. وهو أيضًا رئيس حزب الدعوة الإسلامية منذ عام ٢٠٠٧.
- نزيهة الدليمي، سياسية عراقية وناشطة نسوية، شغلت منصب وزيرة البلديات في حكومة عام ١٩٥٩. اشتهرت بكونها أول امرأة عراقية تتولى منصب الوزير.
- جميل المدفعي، سياسي عراقي وثوري، شغل منصب رئيس الوزراء في خمس حكومات منفصلة بين عامي ١٩٣٣ و١٩٥٣.
- عبد الكريم محمود المحمداوي، سياسي عراقي شغل منصب عضو في مجلس الحكم الانتقالي العراقي.
- رشيد الرفاعي، سياسي ودبلوماسي عراقي، شغل عدة مناصب وزارية في وزارات مختلفة بين عامي ١٩٦٨ و١٩٧٥، ثم شغل منصب سفير العراق في بلجيكا والصين واليابان.
- موفق الربيعي، سياسي وبرلماني عراقي شغل منصب مستشار الأمن الوطني بين عامي ٢٠٠٥ و٢٠٠٩.
- مقتدى الصدر، سياسي وزعيم ديني عراقي. وهو أحد أفراد عائلة الصدر، رجل الدين الشيعي البارز، وزعيم التيار الصدري، الذي يضم عددًا من النواب والوزراء. كما قاد مقتدى العديد من الميليشيات على مر السنين، مثل جيش المهدي وسرايا السلام.
- محمد سعيد الصحاف، سياسي ودبلوماسي عراقي، شغل منصب وزير الخارجية (١٩٩٢-٢٠٠١)، ووزير الإعلام من عام ٢٠٠١ حتى غزو العراق عام ٢٠٠٣.
- أيهم السامرائي، سياسي عراقي شغل منصب وزير الكهرباء بين عامي ٢٠٠٣ و٢٠٠٥.
- حسين الشهرستاني، سياسي عراقي شغل مناصب وزير النفط (٢٠٠٦-٢٠١٠)، ووزير التعليم العالي (٢٠١٤-٢٠١٦)، ونائب رئيس الوزراء (٢٠١٠-٢٠١٤).

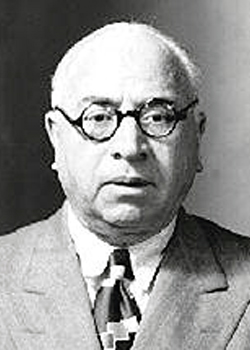
توفيق السويدي

- توفيق السويديهاشم عبد الرحمن الشبلي، سياسي عراقي شغل منصب وزير العدل بين عامي ٢٠٠٦ و٢٠٠٧.
- عبد المحسن السعدون (١٨٧٩-١٣ نوفمبر ١٩٢٩)، سياسي عراقي شغل منصب رئيس وزراء العراق لأربع فترات منفصلة بين عامي ١٩٢٢ و١٩٢٩.
- توفيق السويدي (١٨٩٢ - ١٥ أكتوبر ١٩٦٨)، سياسي عراقي شغل منصب رئيس وزراء العراق لثلاث فترات امتدت من عام ١٩٢٩ إلى عام ١٩٥٠.
- رافع دحام التكريتي، رئيس جهاز المخابرات العراقي.
- برزان إبراهيم التكريتي، سياسي عراقي شغل منصب رئيس جهاز المخابرات العراقي في حكومة صدام حسين.
- سبعاوي إبراهيم التكريتي، سياسي عراقي شغل منصب مدير مديرية الأمن العام من عام ١٩٩١ إلى عام ١٩٩٦، ومستشارًا رئاسيًا لصدام حسين.
- وطبان إبراهيم التكريتي، سياسي عراقي شغل منصب وزير الداخلية بين عامي ١٩٩١ و١٩٩٥.
- محمد بحر العلوم، سياسي وشخصية عراقية بارزة، وزعيم ديني، شغل منصب رئيس مجلس الحكم العراقي عام ٢٠٠٣.
- إبراهيم محمد بحر العلوم، سياسي وأكاديمي عراقي، شغل منصب وزير النفط مرتين (٢٠٠٣-٢٠٠٥).
- غازي مشعل عجيل الياور، سياسي عراقي، شغل منصب نائب الرئيس في الحكومة الانتقالية العراقية عام ٢٠٠٦.
- دارا نور الزين، سياسي وقاضٍ كردي عراقي، شغل منصب وزير العدل بين عامي ٢٠٠٨ و٢٠١٠.
- عبد الرحمن عارف، سياسي وضابط عسكري عراقي، شغل منصب رئيس العراق بين عامي ١٩٦٦ و١٩٦٨.
- عبد السلام عارف، سياسي وضابط عسكري عراقي، شغل منصب رئيس العراق من عام ١٩٦٣ حتى وفاته في حادث تحطم طائرة عام ١٩٦٨.
- محمد نجيب الربيعي، سياسي وضابط عسكري عراقي، شغل منصب رئيس العراق بين عامي ١٩٥٨ و١٩٦٣. كان أحد قادة ثورة ١٤ يوليو.
- نوري السعيد، سياسي عراقي، شغل منصب رئيس وزراء العراق لثماني فترات بين عام ١٩٣٠ ووفاته عام ١٩٥٨. أُلقي القبض عليه وأُعدم عندما أطاحت ثورة ١٤ يوليو بالنظام الملكي.
- زياد عبد الرزاق محمد أسود، سياسي وأكاديمي عراقي شغل منصب وزير التعليم العالي في مجلس الحكم الانتقالي العراقي.
- طارق عزيز، ميخائيل يوحنا، المعمد باسم مانويل كريستو؛ من مواليد 28 أبريل/نيسان 1936، كان وزير خارجية العراق (1983-1991) ونائب رئيس الوزراء (1979-2003) ومستشارًا مقربًا للرئيس السابق صدام حسين. وهو في الواقع آشوري، وينتمي إلى الكنيسة الكلدانية الكاثوليكية.
- صلاح الدين بهاء الدين، سياسي كردي عراقي شغل منصب عضو في مجلس الحكم الانتقالي العراقي بين عامي 2003 و2004. وهو أيضًا أحد مؤسسي الاتحاد الإسلامي الكردستاني وأمينه العام.
- مسعود بارزاني، سياسي كردي عراقي شغل منصب رئيس إقليم كردستان العراق من عام ٢٠٠٥ إلى عام ٢٠١٧.
- نسرين مصطفى صديق برواري، سياسية كردية عراقية شغلت منصب وزيرة البلديات والأشغال العامة بين عامي ٢٠٠٣ و٢٠٠٦.
- أحمد الجلبي (١٩٤٤-٢٠١٥)، سياسي عراقي شغل منصب وزير النفط المؤقت في العراق عام ١٩٤٤. يُعرف بأنه مؤسس المؤتمر الوطني العراقي، وهو ائتلاف عراقي شُكّل لمعارضة حكومة صدام حسين، ولعب دورًا في صياغة السياسة الأمريكية تجاه العراق بين حرب الخليج الأولى وغزو العراق عام ٢٠٠٣.
- سندول جبوك، سياسي تركماني عراقي شغل منصبًا في مجلس الحكم الانتقالي العراقي.
- ساسون حسقيل، سياسي وبرلماني عراقي شغل منصب أول وزير مالية في المملكة العراقية. ويُعتبر من أكثر السياسيين تأثيرًا في العهد الملكي في تاريخ العراق، إذ وضع العديد من القوانين والهياكل المالية في ذلك الوقت.
- علي فاضل، سياسي ورياضي عراقي شغل منصب محافظ بغداد بين ديسمبر 2004 ويناير 2005.
- محسن عبد الحميد، سياسي وعالم دين عراقي شغل منصب عضو ورئيس (لمدة شهر) لمجلس الحكم الانتقالي العراقي.
- حاتم كامل، نائب محافظ بغداد الذي اغتيل عام 2004.
- عبد الرحمن صديق كريم، سياسي كردي عراقي شغل منصب وزير البيئة في مجلس الحكم الانتقالي العراقي.
- لمياء عبد خدواوي، سياسية وبرلمانية عراقية. شغلت منصب عضو في البرلمان العراقي بين يناير 2004 واغتيالها في 27 أبريل 2005.
- محمد جاسم خضير، سياسي عراقي شغل منصب وزير الهجرة والمهجرين في مجلس الحكم الانتقالي العراقي.
- وائل عبد اللطيف، سياسي عراقي شغل منصب وزير شؤون المحافظات في الحكومة العراقية المؤقتة.
- سمير شاكر محمود، سياسي ودبلوماسي عراقي شغل منصب عضو مجلس الحكم الانتقالي العراقي (2003-2004)، وممثل العراق لدى الأمم المتحدة (2004-2006)، وسفير العراق لدى الولايات المتحدة (2006-2011).
- عبد الوهاب مرجان، سياسي عراقي شغل منصب رئيس وزراء العراق من ديسمبر 1957 إلى مارس 1958.
- حامد مجيد موسى، سياسي ودبلوماسي عراقي شغل منصب عضو مجلس الحكم الانتقالي العراقي وأمين عام الحزب الشيوعي العراقي بين عامي ١٩٩٣ و٢٠١٦.
- رشاد مندان عمر، سياسي تركماني عراقي شغل منصب وزير العلوم والتكنولوجيا في مجلس الحكم الانتقالي العراقي والحكومة العراقية المؤقتة، من عام ٢٠٠٣ إلى عام ٢٠٠٥.
- محمود عثمان، سياسي عراقي شغل منصب عضو مجلس الحكم الانتقالي العراقي، وكان مؤسس الحزب الاشتراكي الكردستاني.
- عدنان الباجه جي، سياسي ودبلوماسي عراقي شغل منصب وزير الخارجية (١٩٦٥-١٩٦٧)، وممثل العراق لدى الأمم المتحدة (١٩٥٩-١٩٦٥ و١٩٦٧-١٩٦٩).
- بهنام زيا بوليس، سياسي عراقي آشوري شغل منصب وزير النقل في مجلس الحكم الانتقالي العراقي.
- محمد توفيق رحيم
- عبد الأمير عبود رحيمة، سياسي عراقي شغل منصب وزير الزراعة في مجلس الحكم الانتقالي العراقي.
- طه ياسين رمضان، سياسي وضابط عسكري عراقي شغل منصب نائب رئيس العراق من عام ١٩٩١ إلى عام ٢٠٠٣. بعد غزو العراق عام ٢٠٠٣، أُلقي القبض عليه، ثم حوكم وأُعدم عام ٢٠٠٧.
- عبد اللطيف رشيد، سياسي عراقي شغل منصب وزير الموارد المائية بين عامي ٢٠٠٣ و٢٠١٠، ويشغل حاليًا منصب رئيس جمهورية العراق منذ عام ٢٠٢٢.
- ناجي صبري، سياسي عراقي شغل منصب وزير الخارجية بين عامي ٢٠٠١ و٢٠٠٣.
- برهم صالح، سياسي كردي عراقي شغل منصب رئيس جمهورية العراق بين عامي ٢٠١٨ و٢٠٢٢، ورئيس وزراء إقليم كردستان بين عامي ٢٠٠٩ و٢٠١٢.
- عز الدين سليم، سياسي وكاتب عراقي شغل منصب رئيس مجلس الحكم العراقي عام ٢٠٠٤. اغتيل بعد فترة وجيزة من تركه منصبه.
- ديفيد ساسون، سياسي عراقي شغل منصب أمين صندوق بغداد في العهد العثماني من عام ١٨١٧ إلى عام ١٨٢٩.
- طالب شبيب، سياسي ودبلوماسي عراقي وعضو بارز في حزب البعث العربي الاشتراكي الأوائل.
- ناجي شوكت، سياسي عراقي شغل منصب رئيس وزراء العراق بين عامي 1932 و1933 في عهد الملك فيصل الأول.
- بيان باقر صولاغ، سياسي عراقي شغل عدة مناصب حكومية بارزة منها: وزير النقل (2014-2016)، وزير المالية (2006-2010)، وزير الداخلية (2005-2006). كما شغل منصبًا قياديًا في جماعة بدر المسلحة.
- حكمت سليمان، سياسي عراقي شغل منصب رئيس وزراء العراق بين أكتوبر 1936 وأغسطس 1937 في عهد الملك غازي الأول.
- جلال طالباني، سياسي كردي عراقي شغل منصب رئيس العراق بين عامي 2005 و2014. وكان أيضًا مؤسس وزعيم الاتحاد الوطني الكردستاني.
- عبد الباسط تركي، سياسي عراقي شغل منصب وزير حقوق الإنسان في مجلس الحكم الانتقالي العراقي.
- هيثم رشيد وهيب
- هوشيار زيباري، سياسي كردي عراقي شغل عدة مناصب سياسية، منها نائب رئيس الوزراء (سبتمبر 2014 - أكتوبر 2014)، ووزير المالية (2014-2016)، ووزير الخارجية (2003-2014).
- محمد أمزة الزبيدي، سياسي وضابط عسكري عراقي شغل منصب رئيس وزراء العراق بين عامي 1991 و1993.
- جلال الدباغ، سياسي وصحفي كردي عراقي، زعيم الحزب الشيوعي في إقليم كردستان. اشتهر بترجمة البيان الشيوعي إلى اللغة الكردية عام ١٩٦٧.
- أيهم السامرائي، سياسي عراقي شغل منصب وزير الكهرباء من أغسطس ٢٠٠٣ إلى مايو ٢٠٠٥.إيزابيل دينجيزيان

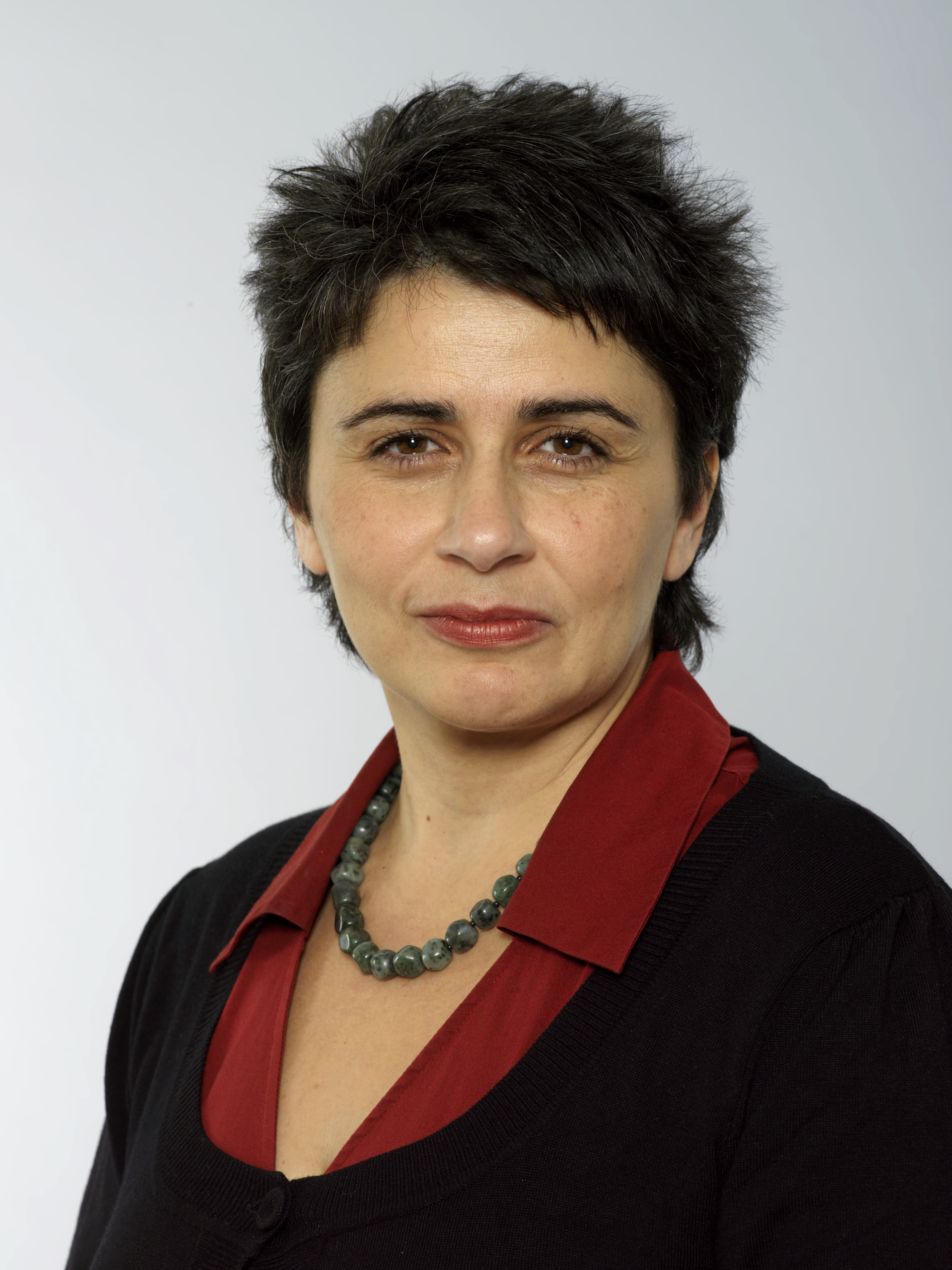
إيزابيل دينجيزيان

- رند الرحيم فرانكي (مواليد ١٩٤٩)، ناشطة سياسية عراقية. شغلت منصب سفيرة العراق لدى الولايات المتحدة. تُعتبر علمانية تسعى لتمكين العراق من الانتقال إلى نموذج ديمقراطي ليبرالي.
- حنان الفتلاوي، سياسية وبرلمانية عراقية. هي مؤسسة وزعيمة حركة إرادة.
- إبراهيم حسقيل سليم عشير (١٩٤٠)، كيميائي عراقي، مثّل العراق في البعثات التجارية الدولية.
- ناجي سلمان صالح (١٩٢٠-٢٠١٥)، ممثل يهودي في حكومة صدام حسين.

### سياسيون من أصل عراقي

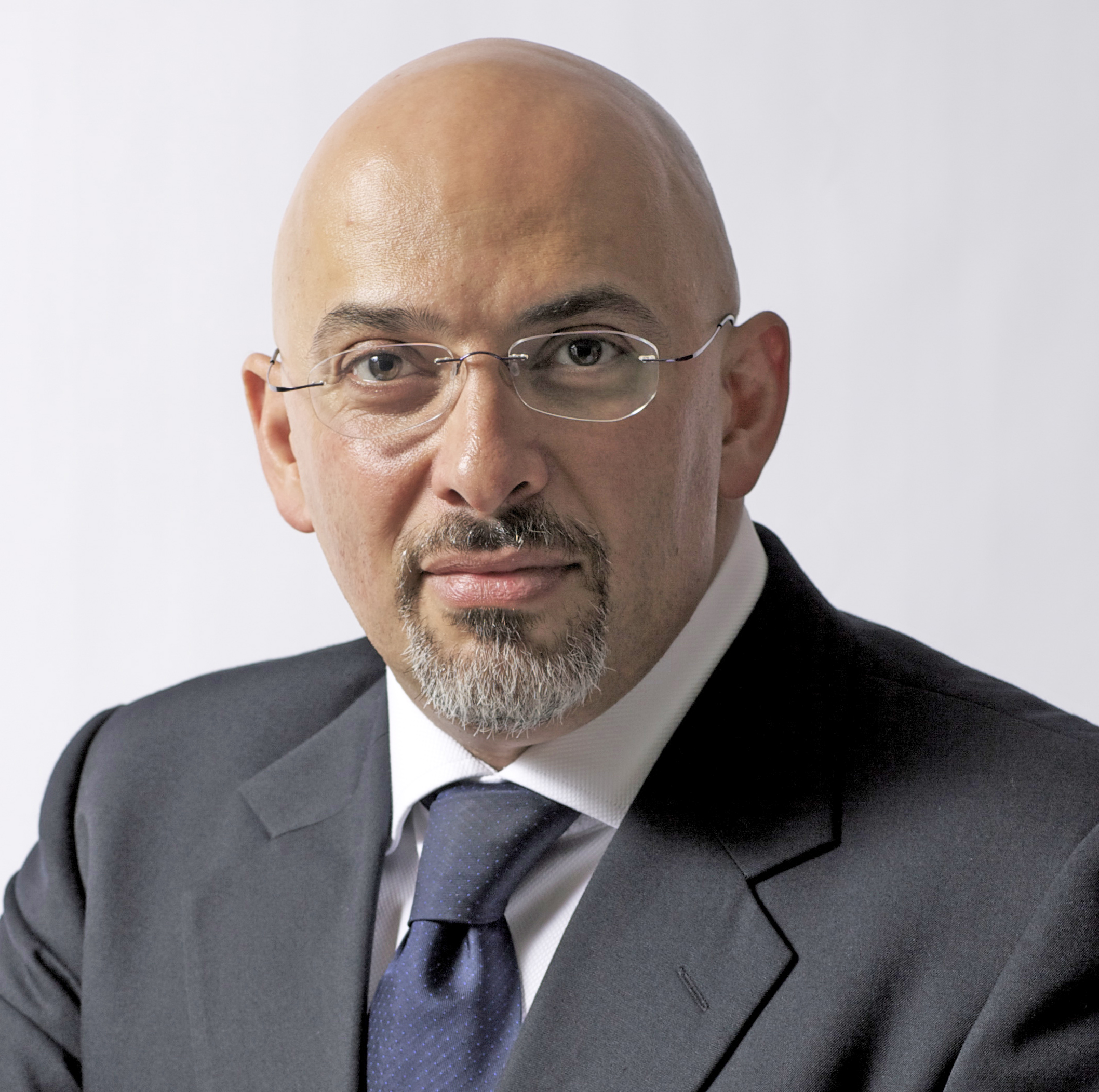
ناظم الزهاوي

- فارس الراوي (مواليد 2 مايو 1971)، سياسي ترينيدادي وعضو في الحركة الوطنية الشعبية، وعضو في البرلمان عن منطقة سان فرناندو الغربية والمدعي العام لترينيداد وتوباغو منذ عام 2015. ولد في سان فرناندو لأم ترينيدادية وأب عراقي.[14][15]
- السير فيليب ساسون، البارون الثالث (4 ديسمبر 1888 - 3 يونيو 1939)، سياسي بريطاني، وجامع أعمال فنية، ومضيف اجتماعي. كان ساسون عضوًا في عائلة ساسون اليهودية البارزة وعائلة روتشيلد. والده هو السير إدوارد ألبرت ساسون، البارون الثاني. شقيقته هي سيبيل ساسون، التي تزوجت من ماركيز تشولمونديلي. كان ابن عم الشاعر الحربي سيغفريد ساسون.
- موريس ساتشي، بارون ساتشي (ولد في 21 يونيو 1946)، سياسي عراقي بريطاني ومؤسس وكالات الإعلان ساتشي وساتشي وإم آند سي ساتشي.
- أندرو روهان، عضو البرلمان (مواليد 1948 في العراق)، سياسي أسترالي، عضو في الجمعية التشريعية لنيو ساوث ويلز ممثلاً عن سميثفيلد في الحزب الليبرالي الأسترالي منذ عام 2011 السير فيليب ساسون، البارون الثالثداليا إيتسيك

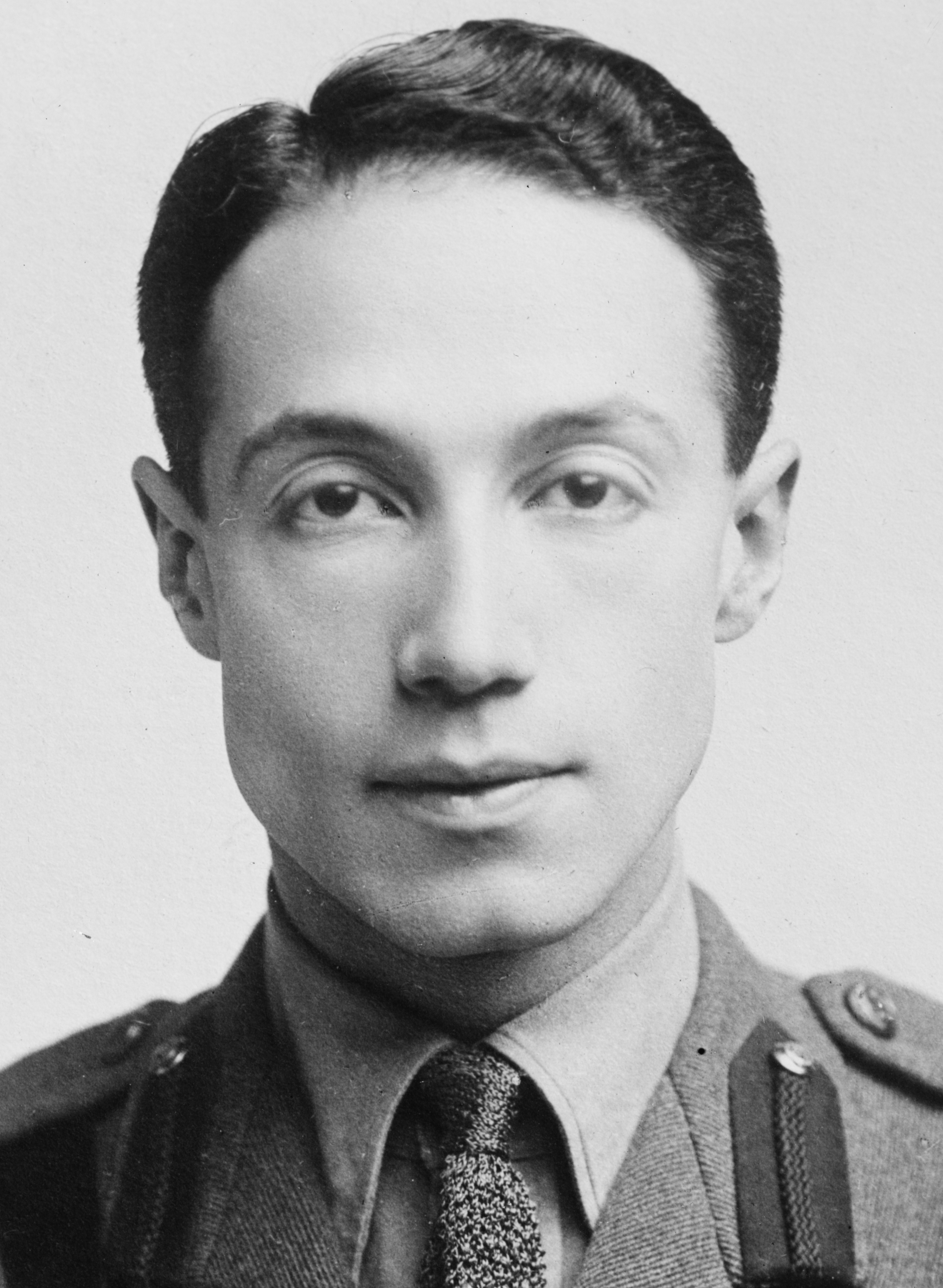
السير فيليب ساسون، البارون الثالث

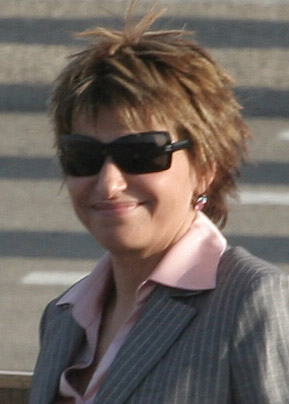
داليا إيتسيك

- ناظم الزهاوي، سياسي من حزب المحافظين البريطاني، وكان عضوًا في البرلمان عن منطقة ستراتفورد أبون آفون منذ عام 2010.
- أرييه بيبي (ولد في 28 أبريل 1943 في بغداد، العراق)، سياسي إسرائيلي شغل منصب عضو الكنيست عن حزب كاديما بين عامي 2009 و2013.
- عنود السامرائي  [لغات أخرى]‏، عضو مجلس مدينة ساوثوورك البريطانية عن الحزب الليبرالي الديمقراطي. (ولدت لأب عراقي وأم بريطانية).[16]
- بنيامين بن إليعازر، سياسي إسرائيلي وجندي سابق، وأول يهودي عراقي يتولى قيادة حزب العمل الإسرائيلي.
- خوسيه مراد كاساب  [لغات أخرى]‏، ولد لأبوين مهاجرين عراقيين، سياسي مكسيكي وعضو في الحزب الثوري المؤسسي وحاكم سابق لولاية أواكساكا  [لغات أخرى]‏.
- رعنان كوهين  [لغات أخرى]‏، سياسي إسرائيلي سابق شغل منصب وزير في الحكومة خلال أوائل العقد الأول من القرن الحادي والعشرين.
- ران كوهن، سياسي إسرائيلي وعضو كنيست عن حزب ميرتس-ياحد. (ولد في بغداد لأبوين عراقيين)
- سعد الحريري، نائب لبناني (2005–)، ابن رفيق الحريري وأم عراقية.
- داليا إيتسيك، سياسية إسرائيلية تابعة لحزب كاديما.[17] تولت منصبها كأول رئيسة للكنيست في 4 مايو 2006.
- ديفيد ساول مارشال، زعيم جبهة العمال  [لغات أخرى]‏ السنغافورية وأصبح أول رئيس وزراء لسنغافورة في عام 1955، ولد في عائلة يهودية أرثوذكسية من أصل عراقي في سنغافورة.
- إلياهو ناوي، رئيس بلدية بئر السبع، إسرائيل، من مواليد البصرة.
- إبراهيم داود نونو، عضو سابق في المجلس الوطني البحريني والرئيس التنفيذي الحالي لشركة بسمة.
- هدى نونو، سياسية وسفيرة البحرين الحالية لدى الولايات المتحدة، من أصل يهودي عراقي.
- آنا إيشو، ممثلة الولايات المتحدة عن الدائرة الكونغرسية الرابعة عشرة في كاليفورنيا، تشغل هذا المنصب منذ عام 1993، وهي عضو في الحزب الديمقراطي، وهي العضو الوحيد في الكونجرس من أصل آشوري.
- إيزابيل دينجيزيان (ولدت في بغداد عام 1962)، سياسية في الحزب الأخضر السويدي، وعضو في البرلمان منذ عام 2006.هدى نونو

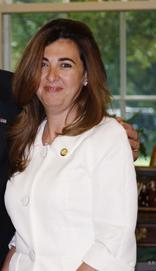
هدى نونو

- مراد أرتين (مواليد 6 يناير 1960 في العراق)، سياسي سويدي وعضو في الحزب اليساري الذي عمل في البرلمان السويدي من عام 1998 إلى عام 2002
- ليه غارا، عضو ديمقراطي في مجلس نواب ألاسكا، يمثل المنطقة الثالثة والعشرين منذ عام 2003.
- فرانسوا حريري (1937-18 فبراير 2001)، سياسي آشوري، عضو رفيع المستوى وعضو قديم في الحزب الديمقراطي الكردستاني العراقي ورئيس كتلة الحزب الديمقراطي الكردستاني في الجمعية الوطنية الكردستانية العراقية.
- فوزي حريري (1958 أربيل، العراق)، وزير الصناعة والمعادن العراقي، أدى اليمين القانونية في 20 مايو 2006.
- ديفيد مارشال (سياسي سنغافوري) (12 مارس 1908 - 12 ديسمبر 1995)، سياسي ومحامي من سنغافورة شغل منصب أول رئيس وزراء لسنغافورة من عام 1955 إلى عام 1956. ولد في عائلة يهودية أرثوذكسية تنحدر من يهود بغداد الهنود في سنغافورة.

## شخصيات رياضية
- أمير البازي، لاعب فنون قتالية مختلطة محترف، أول مقاتل عراقي المولد ينافس في بطولة UFC.
- أمين الدخيل، لاعب كرة قدم محترف، أول لاعب عراقي المولد يلعب ويسجل في الدوري الإنجليزي الممتاز.
- علي الحمادي، لاعب كرة قدم محترف، أول لاعب في تشكيلة المنتخب العراقي يلعب في الدوري الإنجليزي الممتاز.
- علي جاسم، لاعب كرة قدم محترف، أول موهبة عراقية محلية تنضم إلى أحد الدوريات الخمس الكبرى لكرة القدم، وتحديدًا نادي كومو الإيطالي.
- باسم عباس، لاعب كرة قدم.عمو بابا، ولد باسم إيمانويل بابا داود في إحدى مباريات كأس العسكرية عام 1979.

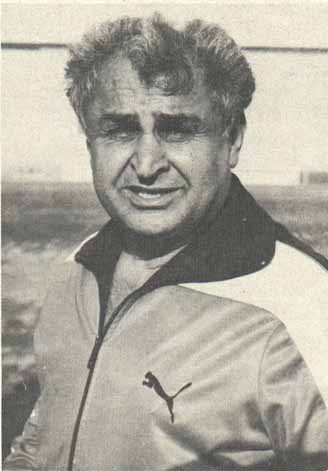
عمو بابا، ولد باسم إيمانويل بابا داود في إحدى مباريات كأس العسكرية عام 1979.

- جيزي كوهين (مواليد ١٩٣٨)، رافع أثقال أولمبي إسرائيلي.
- فريد لفتة (بالعربية: فريد لفتة)، طيار ورياضي عراقي، أول رائد فضاء مؤهل من العراق، ودخل موسوعة غينيس للأرقام القياسية لمشاركته في أول قفزة مظلية فوق جبل إيفرست.
- علي عدنان كاظم، لاعب كرة قدم عراقي يلعب كظهير أيسر لفريق فانكوفر وايتكابس في الدوري الأمريكي لكرة القدم. حاز عدنان على لقب أفضل لاعب شاب آسيوي لعام ٢٠١٣، ويُشار إليه غالبًا باسم "غاريث بيل آسيا".
- حيدر عبد الرزاق، لاعب كرة قدم.
- ياسر قاسم، وُلد في ١٠ مايو ١٩٩١ في بغداد. وهو لاعب كرة قدم عراقي يلعب كلاعب خط وسط مع نادي سويندون تاون في الدوري الإنجليزي الدرجة الأولى.
- أحمد ياسين غني، لاعب كرة قدم عراقي يلعب كلاعب خط وسط مع نادي أوريبرو.
- حيدر عبودي، لاعب كرة قدم
- نشأت أكرم (مواليد ١٢ سبتمبر ١٩٨٤ في الحلة، بابل، العراق)، لاعب كرة قدم عراقي محترف، يلعب مع نادي داليان إيربين في الدوري الصيني الممتاز.
- نجاح علي، ملاكم عراقي تأهل لأولمبياد أثينا ٢٠٠٤
- عدنان القيسي، مصارع محترف
- عبد الواحد عزيز، رافع أثقال عراقي، حائز على الميدالية البرونزية في وزن الخفيف في أولمبياد صيف ١٩٦٠.
- عمو بابا، لاعب كرة قدم عراقي دولي سابق ومدرب المنتخب الوطني العراقي.
- يورا إشعيا، لاعب كرة قدم
- فيصل فيصل، لاعب كرة قدم
- باسل جرجس، لاعب كرة قدم
- جاسم محمد حاجي، لاعب كرة قدم
- فلاح حسن، لاعب كرة قدم
- لؤي صلاح حسن، لاعب كرة قدم
- خلدون إبراهيم، لاعب كرة قدم
- صالح جابر، لاعب كرة قدم
- عباس عبيد جاسم، لاعب كرة قدم
- مهدي كريم، لاعب كرة قدم
- يونس محمود، مهاجم كرة قدم عراقي وقائد المنتخب الوطني العراقي. في عام ٢٠٠٧، قاد منتخب العراق إلى لقب كأس آسيا. يلعب حاليًا في نادي الغرافة الرياضي في قطر. جاستن ميرام، لاعب المنتخب العراقي لكرة القدم
- أحمد منجد، لاعب المنتخب العراقي لكرة القدم، يلعب مع نادي الأنصار اللبناني.
- عماد محمد، لاعب كرة قدم
- كرار جاسم محمد، لاعب كرة قدم
- هوار ملا محمد، لاعب كرة قدم عراقي، يُعرف بأنه من أفضل لاعبي المنتخب العراقي، يلعب حاليًا مع نادي أنورثوسيس في قبرص.
- سرهنك محسن، لاعب كرة قدم
- سامال سعيد مجبل، لاعب كرة قدم
- قصي منير، لاعب سابق في المنتخب العراقي لكرة القدم. يدير حاليًا نادي الديوانية.
- محمد ناصر، لاعب في المنتخب العراقي لكرة القدم. يلعب مع نادي استقلال الأهواز الإيراني.
- ياسر رعد، لاعب كرة قدم
- أحمد راضي (مواليد 21 أبريل/نيسان 1964، بغداد، العراق، أصله من البصرة)، لاعب كرة قدم عراقي سابق وسياسي حالي.
- علي رحيمة، لاعب كرة قدم
- نور صبري، لاعب كرة قدم
- صالح صدر، لاعب كرة قدم
- حسين سعيد، لاعب كرة قدم
- إديسون ديفيد، مواليد العراق، لاعب كرة قدم عراقي آشوري لعب للعراق والقوة الجوية في خمسينيات وستينيات القرن الماضي.
- كاظم شريف، مصارع ورباع أثقال عراقي عالمي المستوى.
- هنا شذيفي (مواليد ١٩٤٣)، عداءة أولمبية إسرائيلية.
- عبد الرزاق أحمد طه، لاعب شطرنج عراقي ورئيس سابق للاتحاد العراقي للشطرنج.
- ثامر يوسف، لاعب كرة قدم.
- سعدي توما (مواليد ٢٥ أبريل ١٩٥٥ في بغداد)، لاعب كرة قدم عراقي آشوري سابق ومدرب.
- بيتر مراد، لاعب كرة قدم سابق في نادي الميناء ومانشستر يونايتد والمنتخب الوطني العراقي.
- همام طارق، لاعب المنتخب الوطني العراقي.

### شخصيات رياضية من أصل عراقي
- حيدر حسن (ولد عام 1982 في فورت لودرديل، فلوريدا، الولايات المتحدة)، فنان قتال مختلط محترف، المتنافس الأول في بطولة UFC من أصل عراقي.
- جستن ميرام (مواليد 1988)، لاعب كرة قدم أمريكي/عراقي يلعب حاليًا مع نادي كولومبوس كرو في الدوري الأمريكي لكرة القدم.
- فرانس ضياء بطرس (من مواليد 14 يوليو 1993 في آرهوس، الدنمارك)، لاعب كرة قدم محترف دنماركي/عراقي يلعب في المقام الأول كظهير أيمن لفريق إف سي فريديريسيا.
- موشيه أغامي  [لغات أخرى]‏، لاعب كرة قدم إسرائيلي محترف سابق اشتهر بوقته مع نادي مكابي حيفا لكرة القدم
- أندرياس حداد (ولد باسم أندرياس دانيال غابرييل توراندر في 5 مايو 1982)، مهاجم كرة قدم سويدي آشوري من السويد، يلعب حاليًا مع نادي هاماربي السويدي. لم يُستدعَ بعد للانضمام إلى المنتخب السويدي، وبالتالي يُمكنه اللعب لتركيا أو العراق إذا اختار أحدهما.
- رياض العزاوي، لاعب كيك بوكسينغ عراقي بريطاني وبطل العالم في شبكة الكيك بوكسينغ العالمية لعام 2008.
- رابع الحسيني، لاعب كرة سلة عراقي-فلبيني لفريق أتينيو بلو إيجلز  [لغات أخرى]‏.
- فارس السلطان، لاعب ثلاثي ألماني محترف، والفائز ببطولة الرجل الحديدي للترياتلون  [لغات أخرى]‏ عام 2005. ولد في ميونيخ لأم ألمانية وأب عراقي.
- أفرام غرانت، المدير الفني السابق لنادي تشيلسي لكرة القدم، والدته يهودية عراقية.
- شوان جلال، حارس مرمى كرة القدم العراقي الإنجليزي.
- بوفار كريم، لاعب كرة قدم عراقي سويدي يلعب حاليًا مع نادي ترومسو في الدوري النرويجي الممتاز.
- كارو مورات، ملاكم عالمي من أصل أرمني عراقي
- شريستي يوسف (مواليد 1987)، لاعب كرة قدم سويدي من أصل آشوري يلعب في نادي آشوريسكا إف إف كلاعب خط وسط
- جوزيف جوداه  [لغات أخرى]‏ (من مواليد 13 ديسمبر 1984)، أمريكي كندي يقاتل في قسم الوزن المتوسط للناشئين.
- دانيال جوداه (ولد في بروكلين، نيويورك)، ملاكم أمريكي أعسر محترف في الوزن الثقيل والوزن الثقيل الخفيف.
- زاب جودا (ولد في 27 أكتوبر 1977)، ملاكم محترف أمريكي.
- زيدان إقبال لاعب كرة قدم محترف وأول عراقي يلعب في الدوري الإنجليزي الممتاز ومانشستر يونايتد وأول من لعب في دوري أبطال أوروبا
- يوشيا جودا  [لغات أخرى]‏ (مواليد 21 أغسطس 1978)، ملاكم محترف. لقبه في الحلبة هو "غوريلا".
- يوئيل جوداه  [لغات أخرى]‏ (من مواليد 1956؟)، هو العضو الأكبر سناً في عائلة جوداه للملاكمة التي تتخذ من بروكلين مقراً لها.

## شخصيات التلفزيون والإذاعة
- روسيل العزاوي (ولدت في 11 يناير 1987 في الشارقة، الإمارات العربية المتحدة)، مقدمة برامج تلفزيونية وعارضة أزياء عراقية مقيمة في الإمارات العربية المتحدة.
- جاسم العزاوي، مقدم برامج عراقي، يقدم برنامج "داخل العراق" على قناة الجزيرة الإنجليزية
- سهير القيسي (مواليد 1985 في بغداد، العراق)، مذيعة أخبار عراقية في قناة العربية التلفزيونية
- ليلى الشيخلي مذيعة بقناة الجزيرة الإنجليزية
- أنور الحمداني، مقدم برامج تلفزيونية
- رولا بهنام، مذيعة تلفزيونية لبنانية من أصل عراقي. اشتهرت بعملها في تلفزيون المستقبل. كانت عضوة سابقة في فرقة الفتيات اللبنانية "القطط الأربعة" عام 1998.
- شيماء الزبير  [لغات أخرى]‏، مذيعة تلفزيونية
- سما ديزايي (مواليد 2 حزيران 1988)، مذيعة إذاعية وتلفزيونية عراقية.
- سامي ياكو (ولد في 25 ديسمبر 1948 في كركوك، العراق)، يعيش في لندن، مغني وممثل كوميدي ومنتج وكاتب، يعمل في محطة تلفزيونية في الإمارات العربية المتحدة.

### كتاب وشعراء من أصل عراقي

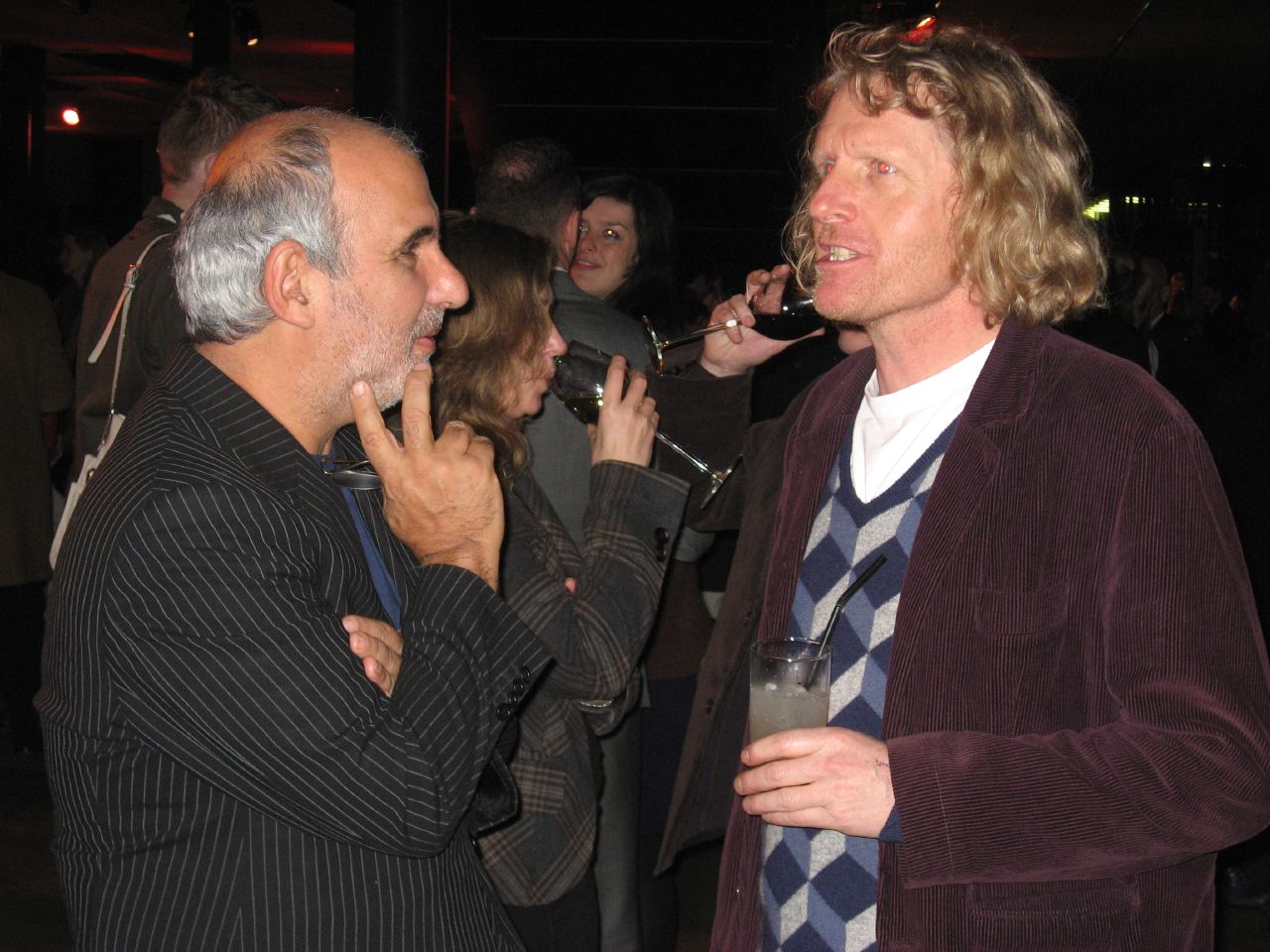

- آلان ينتوب  [لغات أخرى]‏ (مواليد 11 مارس 1947)، مُقدّم برامج تلفزيونية ومُدير تنفيذي بريطاني. قضى مسيرته المهنية كاملةً في هيئة الإذاعة البريطانية (بي بي سي). وُلد آلان ينتوب لعائلة يهودية عراقية في لندن.
- كنزة بريغا، نجمة أحد برامج الواقع التلفزيونية الفرنسية من أصل عراقي.
- بيري كوشان، مذيعة تلفزيونية (فرنسي من أصل لبناني/عراقي)
- إلياهو ياتزبان، مقدم برامج تلفزيونية وممثل كوميدي إسرائيلي

## الكتاب والشعراء

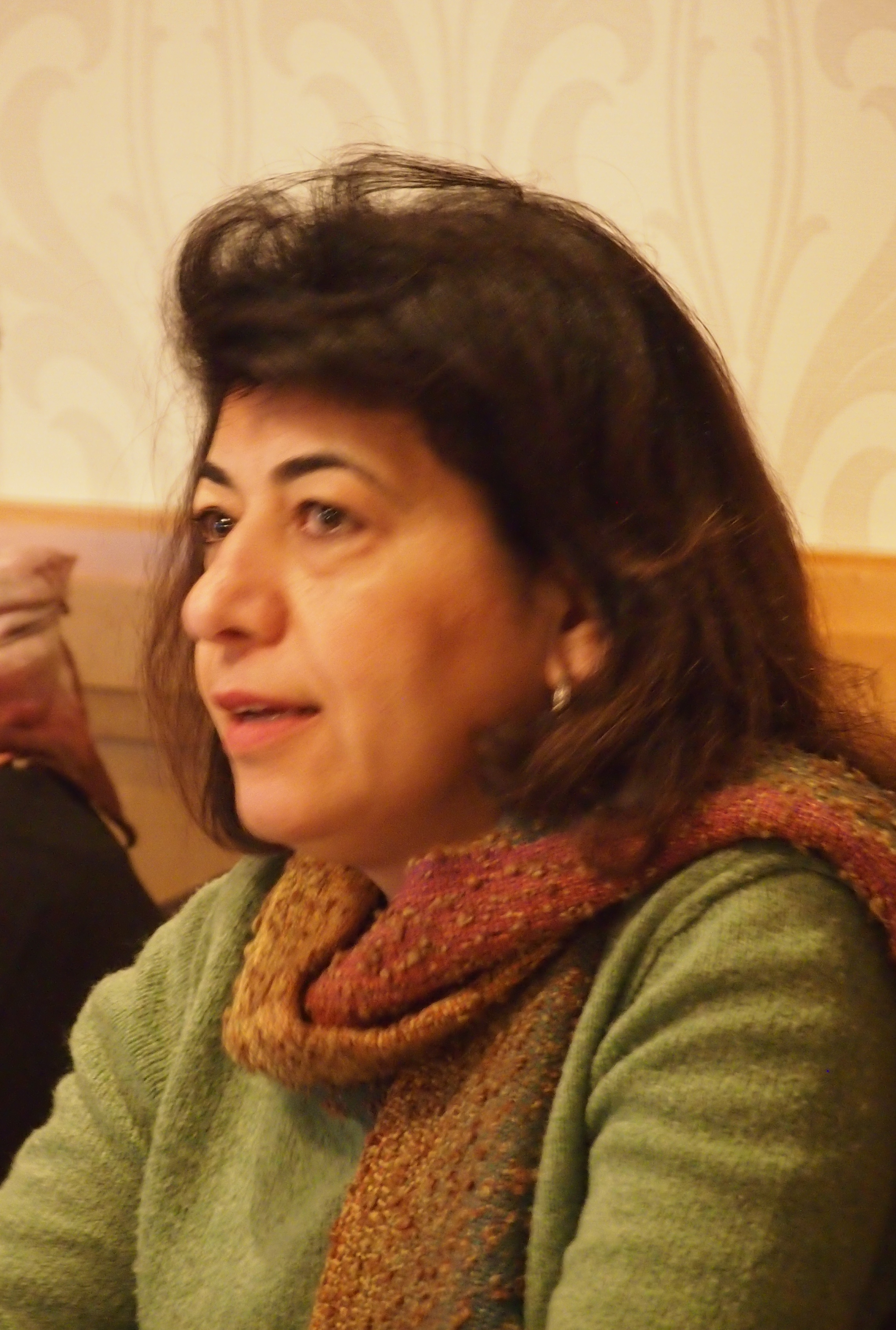
دنيا ميخائيل

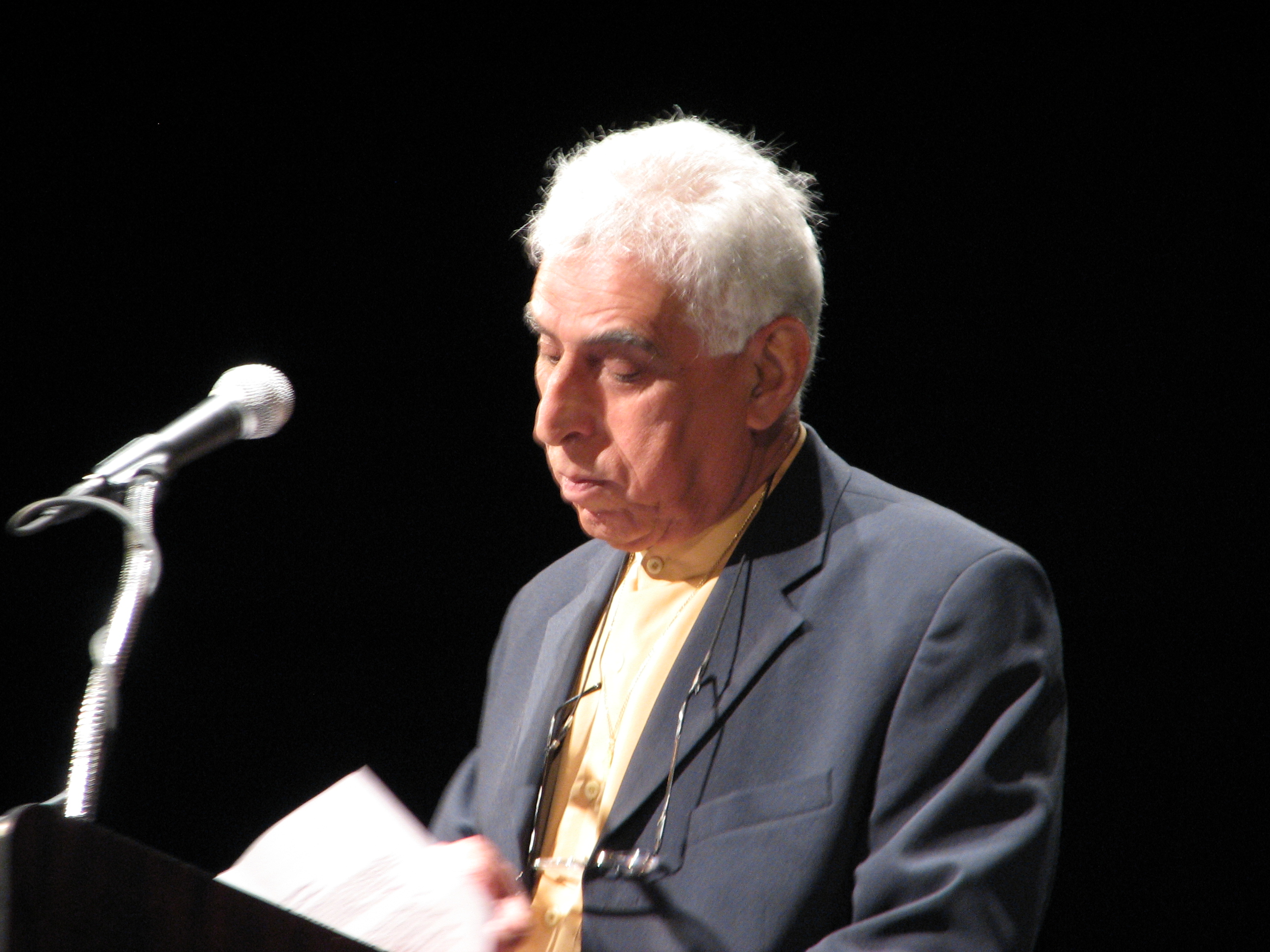
سعدي يوسف

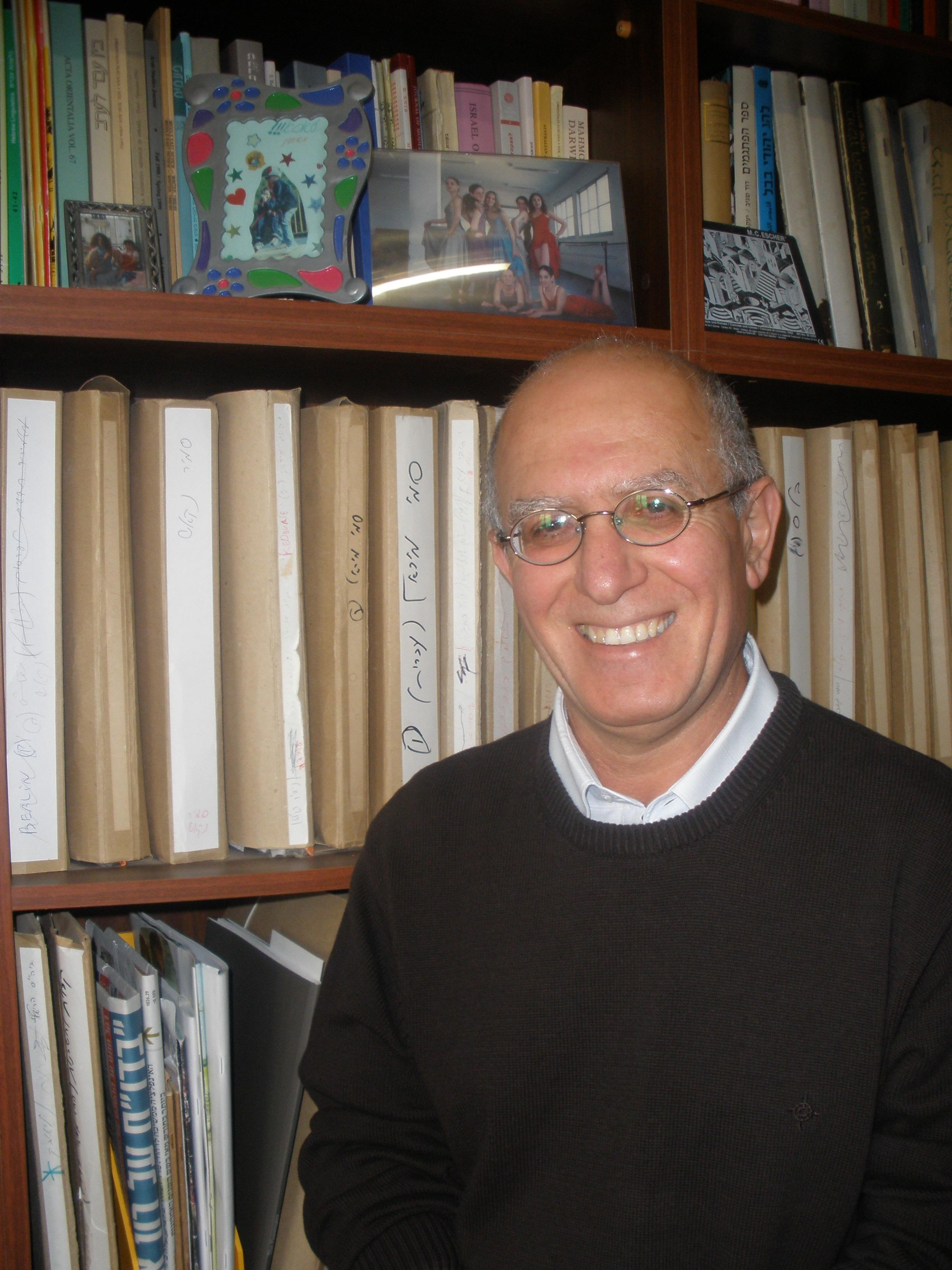
رؤوفين سنير

- بهيرة عبد اللطيف، كاتبة ومترجمة وأستاذة جامعية.
- قصي عبد الرؤوف عسكر، المعروف بقصي الشيخ عسكر (عربى: قصي الشيخ عسكر) (مواليد 1951)
- نازك الملائكة (23 أغسطس 1923، بغداد، العراق - 20 يونيو 2007)، شاعرة عراقية، ويعتبرها الكثيرون من أكثر الشاعرات العراقيات المعاصرات تأثيراً.
- عبد الوهاب البياتي (19 ديسمبر 1926 - 3 أغسطس 1999)، شاعر عراقي. لقد كان رائداً في مجاله وتحدى الشكل التقليدي للشعر الذي كان شائعاً لعدة قرون.
- عبد الرزاق عبد الواحد (1930–2015)، شاعر مندائي.
- سعدي يوسف (ولد عام 1934 بالقرب من البصرة، العراق)، كاتب وشاعر وصحفي وناشر وناشط سياسي عراقي.
- عبد الوهاب البياتي (١٩ ديسمبر ١٩٢٦ - ٣ أغسطس ١٩٩٩)، شاعر عراقي. كان رائدًا في مجاله، وتحدى الأشكال الشعرية التقليدية التي سادت لقرون.
- فرهاد شاكلي (مواليد ١٩٥١)، كاتب وشاعر وباحث كردي بارز. يُعدّ من رواد الشعر الكردي الحديث في فترة ما بعد حركة كوران. وُلد عام ١٩٥١ في محافظة كركوك بالعراق.
- محمد مهدي الجواهري (٢٦ يوليو ١٨٩٩ - ١ يناير ١٩٩٧)، شاعر عراقي شهير.
- بدر شاكر السياب (٢٤ ديسمبر ١٩٢٦ - ١٩٦٤)، شاعر عراقي وعربي، وُلد في جيكور، جنوب البصرة بالعراق. كان من أبرز شعراء الأدب العربي، وقد ساهمت تجاربه في تغيير مسار الشعر العربي الحديث.
- لميعة عباس عمارة (١٩٢٩-٢٠٢١)، شاعرة مندائية ورائدة في الشعر العربي الحديث.
- ربيعة البصري، ربيعة العدوية القيسية (عربى: الرابعة العدوية القيسية) أو ببساطة ربيعة البصري (عربى: الرابعة الشرقية) (717–801 م.) كانت قديسة مسلمة وصوفية.
- إنخيدوانا، الأميرة الأكادية وكذلك الكاهنة الكبرى لإله القمر نانا (سين). قامت إنخيدوانا بتأليف 42 ترنيمة موجهة إلى المعابد في جميع أنحاء سومر وأكاد بما في ذلك أريدو وسيبار وإسنونا.
- أميرة هس، شاعرة وفنانة إسرائيلية. وصلت إلى إسرائيل عام ١٩٥١ من بغداد، العراق.
- هيفاء زنكنة (مواليد ١٩٥٠ في بغداد، العراق)، روائية ومؤلفة وفنانة وناشطة سياسية عراقية، اشتهرت بكتابتها "نساء في رحلة: بين بغداد ولندن".
- ديزي الأمير، كاتبة وشاعرة وروائية عراقية. مؤلفة كتاب "قائمة الانتظار: حكايات غربة امرأة عراقية"، اشتهرت كواحدة من أبرز الكاتبات العراقيات. ولدت في البصرة عام 1935.
- سرجون بولص (1944–2007)، شاعر وكاتب قصة قصيرة عراقي آشوري
- وليد الكبيسي، كاتب
- ثريا الرياحاوي، مؤلفة
- جميل صدقي الزهاوي، شاعر وفيلسوف
- إنعام كجاشي (مواليد 1942)، صحفية وكاتبة عراقية
- الحريري البصري، شاعر عراقي، عالم باللغة العربية ومسؤول رفيع في الدولة السلجوقية.[18]
- حفصة بكري، شاعرة
- يعقوب بلبل، كاتب
- نعيم جلعادي، معادٍ للصهيونية، مؤلف مقال سيرة ذاتية وتحليل تاريخي بعنوان "يهود العراق".[19] شكّل المقال لاحقًا أساسًا لكتابه الذي نشره بنفسه بعنوان "فضائح بن غوريون: كيف قضت الهاغاناه والموساد على اليهود".
- جمال جمعة، شاعر وباحث
- بتول خضيري، مؤلفة
- فريدة خلف، هاربة من داعش ومؤلفة
- موشيه ليفي، مؤلف
- علياء ممدوح، مؤلفة
- سامي ميخائيل، مؤلف
- دنيا ميخائيل، شاعرة
- سمير نقاش، روائي وكاتب قصص قصيرة ومسرحي
- أبو نواس (٧٥٠-٨١٠)، وُلد في الأهواز، من أصول عربية وفارسية، وهو من أعظم الشعراء العرب والفارسيين القدماء.
- داود ربيعة (مواليد ١٩٣٨)، مؤلف وأستاذ في الدراسات العبرية واليهودية.
- محمود سعيد، روائي
- صموئيل شمعون، مؤلف وصحفي عراقي، وُلد لعائلة عراقية آشورية في الحبانية عام ١٩٥٦. وهو أحد مؤسسي مجلة بانيبال. نُشرت روايته السيرة الذاتية (عراقي في باريس) باللغة العربية عام ٢٠٠٥، ونُشرت طبعة أولى محدودة مترجمة إلى الإنجليزية في العام نفسه.
- رينا قيردار سندي، مؤلفة ومضيفة حفلات (مواليد بغداد).[20]
- رؤوفين سنير، كاتب
- المتنبي (٩١٥-٩٦٥)، شاعر شهير من العصر العباسي، وُلد في الكوفة، وذاع صيته من خلال بلاط سيف الدولة. وتحظى أشعاره بشهرة واسعة ولا تزال مقتبسة حتى اليوم في العديد من الدول العربية.

### ممثلون ومخرجون سينمائيون من أصل عراقي

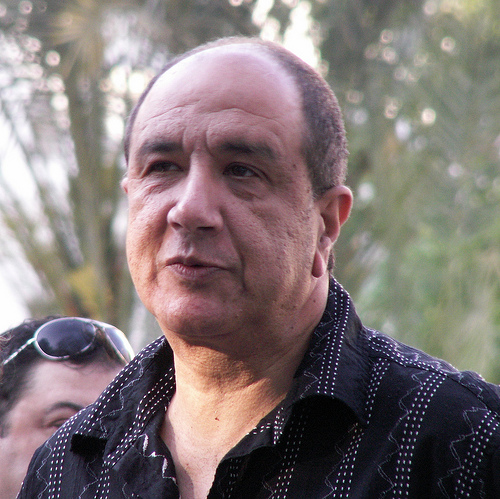
روني سوميك

- عاتكة وهبي الخزرجي (1924 - 1997) شاعرة.
- عبد الرحمن منيف (1933-2004)، أحد أهم الروائيين العرب في القرن العشرين، ولد في عمان لأم عراقية وأب سعودي.
- أبراهام يهودا (1877–1951)، كاتب ومعلم ولغوي يهودي، ولد في القدس لعائلة يهودية أصلها من بغداد.
- أحمد خماس  [لغات أخرى]‏، كاتب ألماني (تراث عراقي/ألماني)
- عالية ممدوح (مواليد 1944 في بغداد، العراق)، روائية وكاتبة وصحفية عراقية تعيش في المنفى بباريس، فرنسا. فازت بجائزة نجيب محفوظ للأدب عام 2004 عن روايتها "الأحباب".
- أليس الآلوسي، شاعرة عراقية أمريكية[21]
- ألون بن مئير، أستاذ وكاتب ومدير مشروع الشرق الأوسط في معهد السياسة العالمية
- أميرة هس، شاعرة وفنانة إسرائيلية
- آري بن ميناش، مؤلف إسرائيلي لكتاب "أرباح الحرب: داخل شبكة الأسلحة الأمريكية الإسرائيلية السرية"إيلي أمير
- أرماند ناصري  [لغات أخرى]‏، مؤلف ومخرج سينمائي.
- إيلي عمير، كاتب وناشط إسرائيلي.

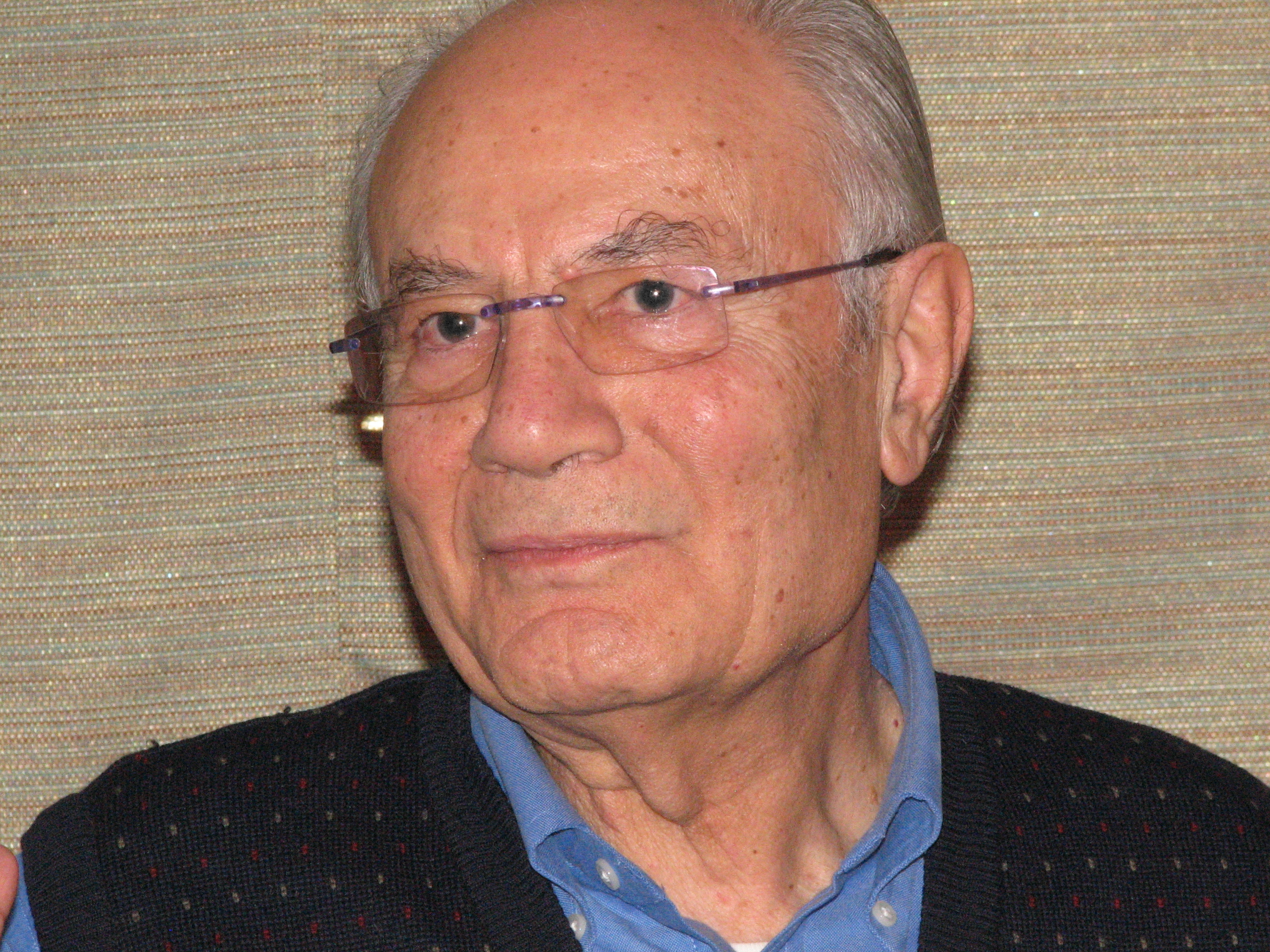
إيلي أمير

- إيلا حبيبة شوحط، أستاذة الدراسات الثقافية بجامعة نيويورك.
- جريج باتنت  [لغات أخرى]‏، مؤلف، ولد في هونغ كونغ لأب روسي وأم عراقية[22]
- جاك مارشال (مؤلف)، شاعر ومؤلف
- خالد المعالي، كاتب وشاعر وناشر ألماني عراقي
- حسن عبد الرزاق  [لغات أخرى]‏، كاتب مسرحي عراقي-بريطاني.
- ليلة نادر، كاتبة عراقية كندية نشأت في إنجلترا وكندا مع أب عراقي وأم إنجليزية.
- لولوة خزوم، كاتبة يهودية عراقية أمريكية تكتب عن التعددية الثقافية اليهودية والتقاليد الثقافية.[23]
- لورين علي، مراسلة أمريكية ومحررة وكاتبة ثقافية وناقدة موسيقية في مجلة نيوزويك.
- محمد تقي مهدي (1928-1999)، كاتب عراقي أمريكي وناشط مؤيد للفلسطينيين.
- ميشيل نوري، صحفية وكاتبة إيطالية. وُلدت في براغ، جمهورية التشيك، عام 1973 لأب عراقي وأم تشيكية.
- نعيم قطان، روائي وكاتب مقالات وناقد كندي.
- راشيل شابي  [لغات أخرى]‏، كاتبة ومساهمة في صحيفة الغارديان. ولدت شابي لأبوين يهوديين عراقيين.
- ريتشل وهبة، كاتبة
- رائد جرار، كاتب ومهندس معماري وناشط في مجال حقوق الإنسان
- روني سوميك، شاعر إسرائيلي
- سامي ميخائيل، كاتب إسرائيلي ورئيس جمعية الحقوق المدنية في إسرائيل.
- شانت كينديريان  [لغات أخرى]‏، معروف بأنه مواطن أمريكي من أصل عراقي أصبح أسير حرب أمريكي بعد إجباره على القتال ضد الولايات المتحدة في حرب الخليج الفارسية.
- سيغفريد لورين ساسون (8 سبتمبر 1886 - 1 سبتمبر 1967)، شاعر وكاتب وجندي إنجليزي بارز. حاز على وسام الشجاعة على الجبهة الغربية، وأصبح من أبرز شعراء الحرب العالمية الأولى. والده، ألفريد عزرا ساسون (1861-1895)، ابن ساسون ديفيد ساسون، كان من عائلة ساسون التجارية اليهودية البغدادية الثرية.
- سنان أنطون (مواليد 1967) شاعر وروائي وباحث عراقي، وأستاذ مشارك في كلية غالاتين للدراسات الفردية بجامعة نيويورك. ظهر في الفيلم الوثائقي "عن بغداد" عام 2003، والذي شارك في إخراجه أيضًا.
- سوزان عليوان، شاعرة وفنانة تشكيلية، ولدت في بيروت لأب لبناني وأم عراقية[24]
- زينب سلبي، كاتبة وناشطة ومؤسسة مشاركة ورئيسة منظمة نساء من أجل النساء الدولية
- زهور دكسن (1933–2021)، شاعرة

### القادة الدينيون والعلماء اللاهوتيون
- هرمزداس استيفان جبري (١٨٧٢-١٩٥٣) كان رئيس أساقفة الكنيسة الكلدانية الكاثوليكية من عام ١٩١٧ حتى وفاته عام ١٩٥٣. مما يجعله أطول رئيس أساقفة خدمة في الكنيسة الكلدانية، حيث أمضى ٤٦ عامًا في الخدمة.
- إغناطيوس بطرس الرابع (1798-1894) البطريرك السادس عشر عشر لكنيسة السريان الأرثوذكس في أنطاكية والرئيس الأعلى للكنيسة السريانية الأرثوذكسية في العالم.
- إغناطيوس أنطونيوس الأول السمهري (1801-1864) بطريرك الكنيسة السريانية الكاثوليكية من عام 1853 إلى عام 1864.
- إغناطيوس أفرام الأول برصوم (1887-1957) البطريرك العشرون عشر لكنيسة السريان الأرثوذكس في أنطاكية والرئيس الأعلى للكنيسة السريانية الأرثوذكسية في العالم.
- إغناطيوس يعقوب الثالث (1913-1980) البطريرك الحادي والعشرون عشر لكنيسة السريان الأرثوذكس في أنطاكية والرئيس الأعلى للكنيسة السريانية الأرثوذكسية في العالم.
- إغناطيوس زكا الأول (1931-1914) البطريرك الثاني والعشرون عشر لكنيسة السريان الأرثوذكس في أنطاكية والرئيس الأعلى للكنيسة السريانية الأرثوذكسية في العالم.
- أبو تفليس، شفيع تبليسي، جورجيا
- أندراوس أبونا (23 مارس 1943 - 27 يوليو 2010)، أسقف هرتا المساعد للروم الكاثوليك، والأسقف المساعد لبطريركية بابل للكلدان.
- شمعون أغاسي (١٨٥٢-١٩١٤)، حكيم وكابالي.
- محمد حسين الأنصاري (مواليد 1952)، زعيم ديني وعالم أسترالي عراقي.
- أسينات بارزاني (١٥٩٠-١٦٧٠)، امرأة يهودية كردية شهيرة، عاشت في الموصل بالعراق، ابنة الحاخام البارز صموئيل بارزاني، درست القبالة.
- روفائيل الأول بيداويد، بطريرك الكنيسة الكلدانية الكاثوليكية (١٩٨٩-٢٠٠٣)، عالم سرياني.
- لويس شيخو (١٨٥٩-١٩٢٧)، مستشرق وعالم لاهوتي آشوري، يُعتبر مساهمًا رئيسيًا ورائدًا في إعادة اكتشاف التراث المسيحي الشرقي.
- بولس الثاني شيخو، بطريرك الكنيسة الكلدانية الكاثوليكية من عام ١٩٥٨ إلى عام ١٩٨٩، وُلد في ١٩ نوفمبر ١٩٠٦ في ألقوش.
- عمانوئيل الثالث دلي، بطريرك بابل للكلدان ورئيس أساقفة الكنيسة الكلدانية الكاثوليكية.
- مار دنخا الرابع، البطريرك الحالي لكنيسة المشرق الآشورية.
- غنزيبرا دخيل عيدان (1881-1964)، بطريرك ورئيس الصابئة المندائيين عالميًا من عام 1917 حتى وفاته عام 1964.
- مردخاي إلياهو، الحاخام الأكبر السابق للسفارديم في إسرائيل.
- يوسف حاييم (1 سبتمبر 1835 - 30 أغسطس 1909)، حكيم بارز، وعالم في الشريعة اليهودية (الهلاخاه)، وعالم قبالي بارز. يُعرف بأنه مؤلف كتاب "هلاخاه بن إيش هاي". وُلد الحاخام يوسف حاييم في بغداد، حيث كان والده، الحاخام إلياهو حاييم، الزعيم الفاعل للجالية اليهودية.
- رشاما ستار جبار حلو، البطريرك الحالي ورئيس طائفة المندائيين في العراق.
- إبراهيم هليل، الحاخام الأكبر لبغداد
- جول ميخائيل الجميل، رئيس أساقفة (وُلد في بخديدا في ١٨ نوفمبر ١٩٣٨ - تُوفي في روما، إيطاليا في ٣ ديسمبر ٢٠١٢). كان رئيس أساقفة تاغريتوم السرياني الكاثوليكي، والأسقف المساعد.
- يتسحاق قدوري، حاخام وقبالي أرثوذكسي إسرائيلي مشهور
- أنسطاس ماري الكرملي (حرفياً: "أناستاسيوس-ماريا الكرملي"؛ 5 أغسطس 1866 - 7 يناير 1947)، كاهن كاثوليكي عراقي وراهب كرملي ديسكال، عالم معجم ومعجمي للغة العربية، عالم فقه اللغة، محرر دوريات
- ماني، النبي ومؤسس المانوية، وهي ديانة معرفية
- يتسحاق نسيم (1896–1981)، الحاخام الأكبر السابق لإسرائيل السفارديم.
- رابان بار سوما (حوالي 1220–1294) يُعرف أيضًا باسم رابان صوما أو رابان تشاوما، (الصينية: 拉賓掃務瑪)، راهب "نسطوري" تحول إلى دبلوماسي في كنيسة المشرق.
- كان يهبالاها الثالث (1245 - 13 نوفمبر 1317)، والمعروف في السنوات السابقة باسم رابان مرقس أو ماركوس، بطريرك كنيسة المشرق من عام 1281 إلى عام 1317.
- محمد باقر الحكيم (١٩٣٩-٢٠٠٣)، عالم دين وسياسي.
- فاضل الميلاني (مواليد ١٩٤٤)، زعيم ديني وعالم.
- علي السيستاني (مواليد ١٩٣٠)، آية الله العظمى ومرجع شيعي اثني عشري. يُوصف بأنه الزعيم الروحي للمسلمين الشيعة في جميع أنحاء العالم،[25] وأحد كبار علماء الشيعة.[26]
- علي الحسني البغدادي (مواليد ١٩٥٥)، مرجع شيعي اثني عشري.
- حسين الصدر (مواليد ١٩٥٢)، آية الله العظمى وعالم ديني مسلم رفيع المستوى.
- أبو حنيفة (٦٩٩-٧٦٧)، عالم دين مسلم، اشتهر بمذهبه الحنفي في الفقه الإسلامي السني.

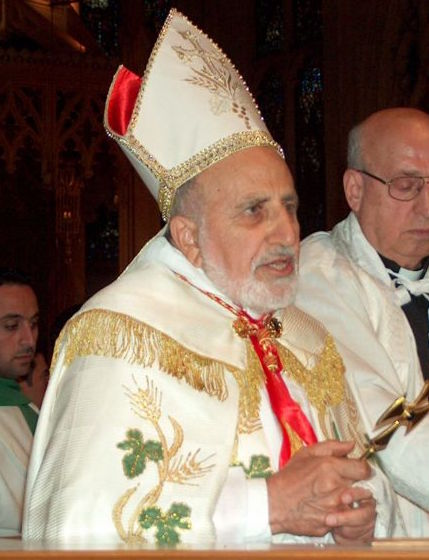
إيمانويل الثالث ديلي
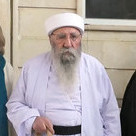
خورتو حاجي إسماعيل
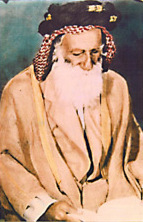
دخيل عيدان
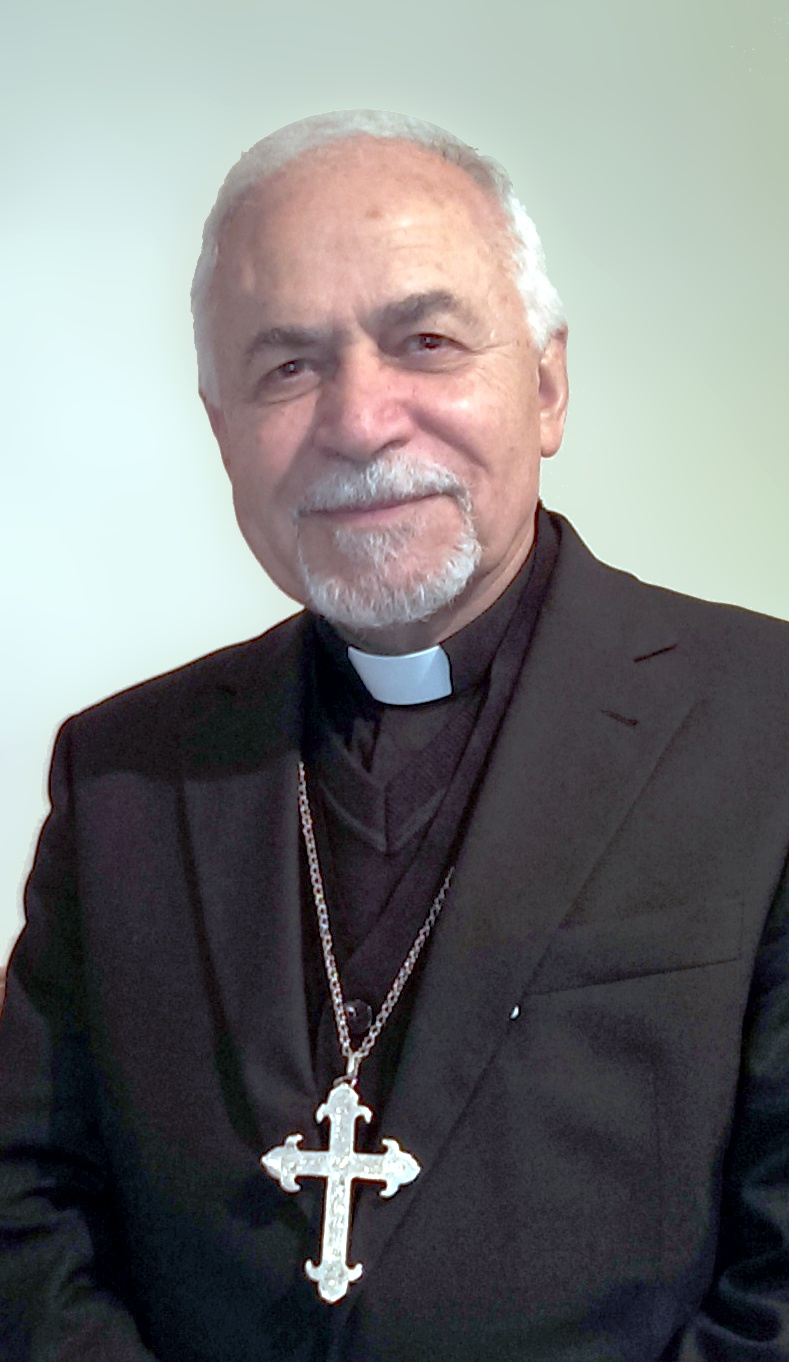
باسيل جورج كاسموسا
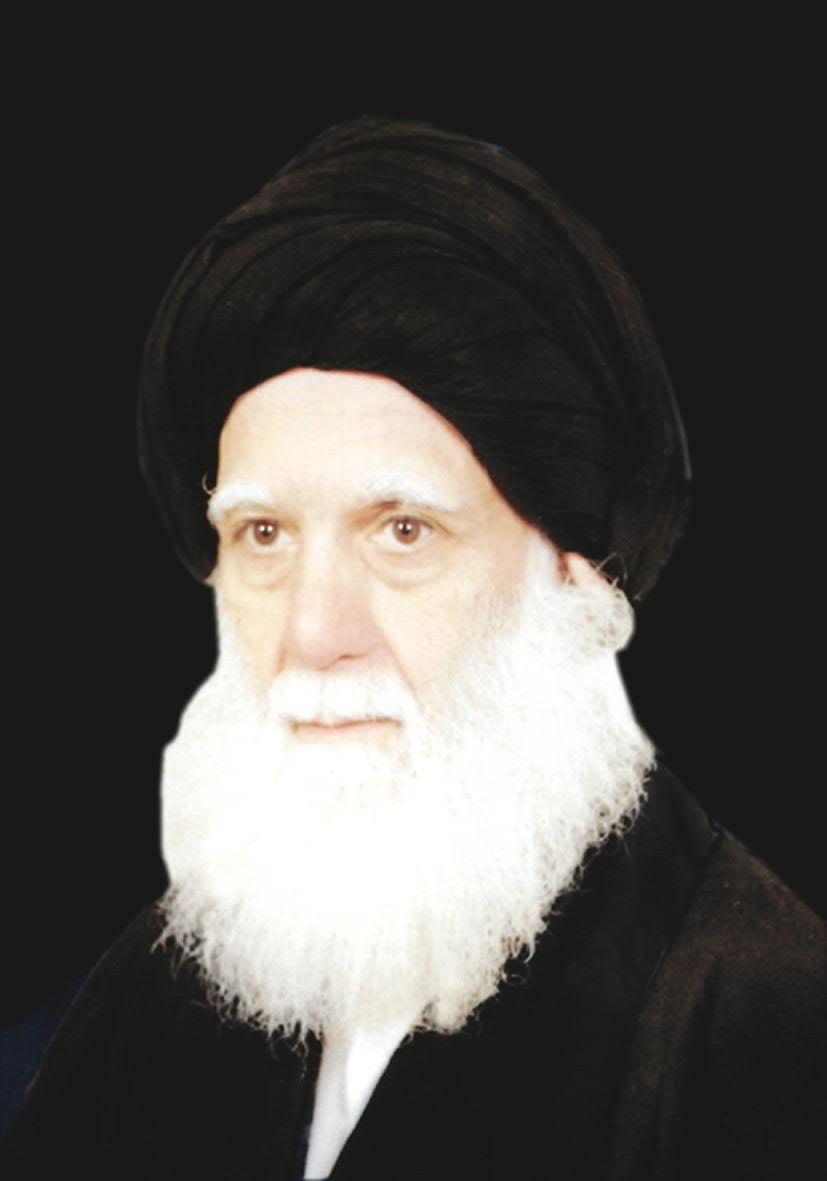
محمد الصدر
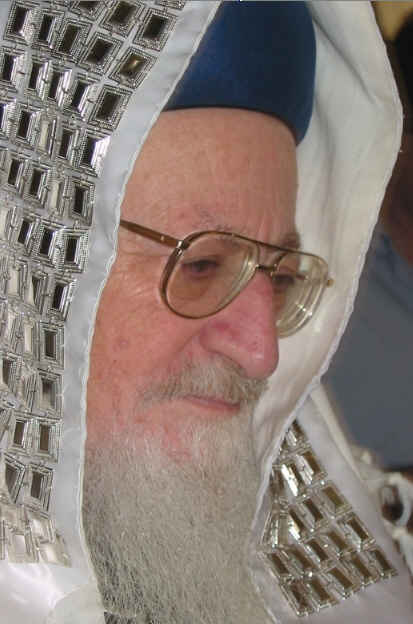
مردخاي إلياهو
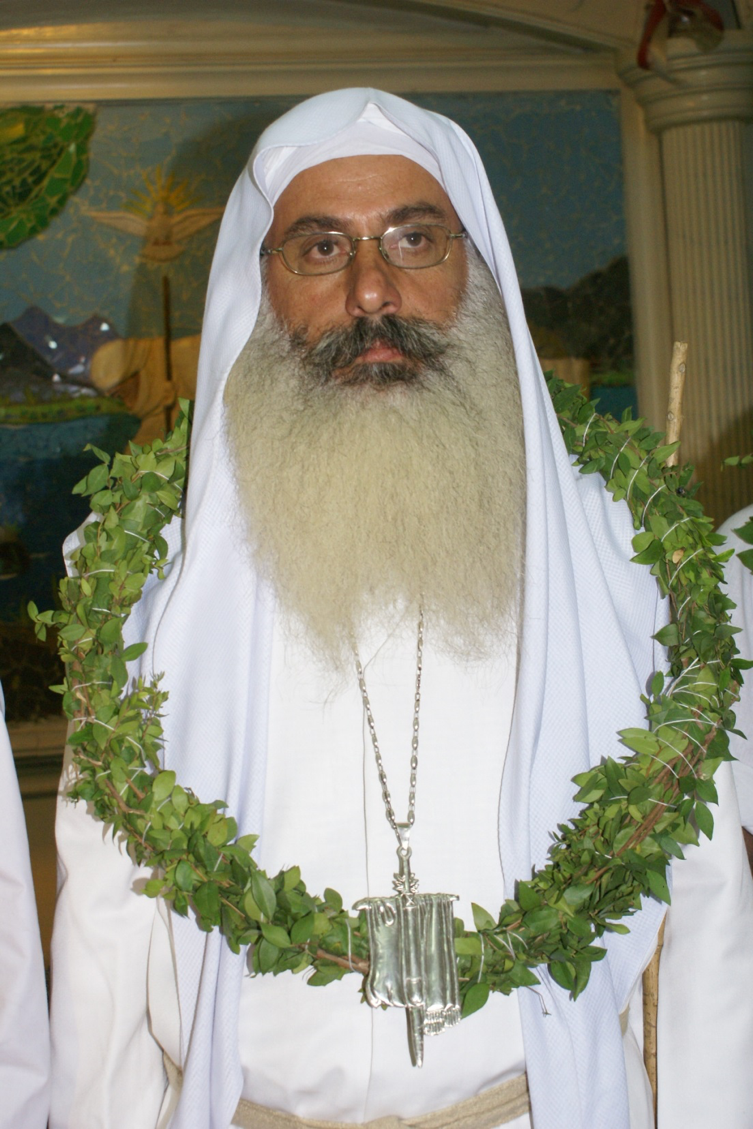
ستار جبار هيلو
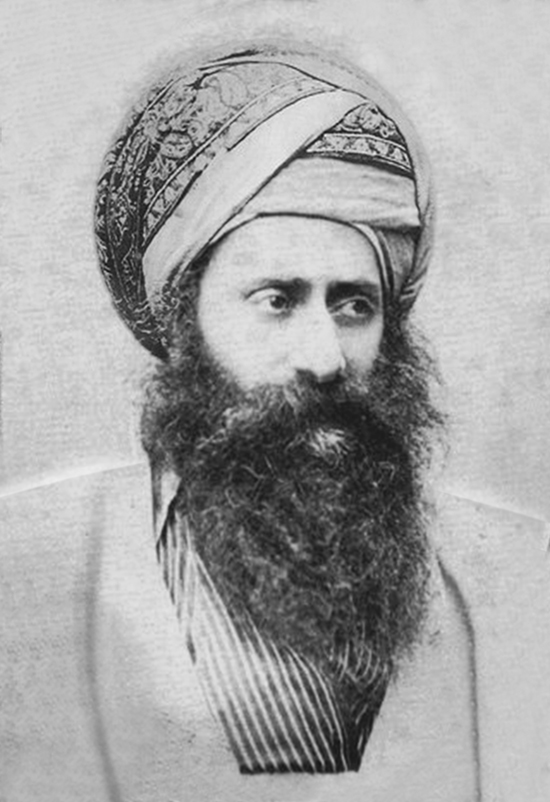
يوسف حاييم
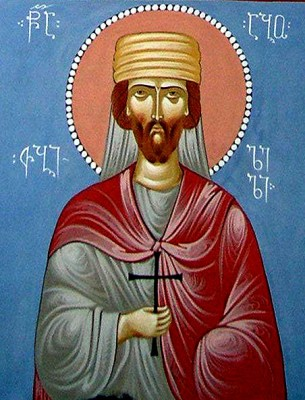
القديس أبو تبليسي
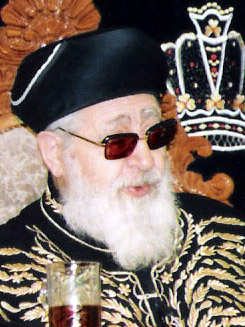
عوفاديا يوسف
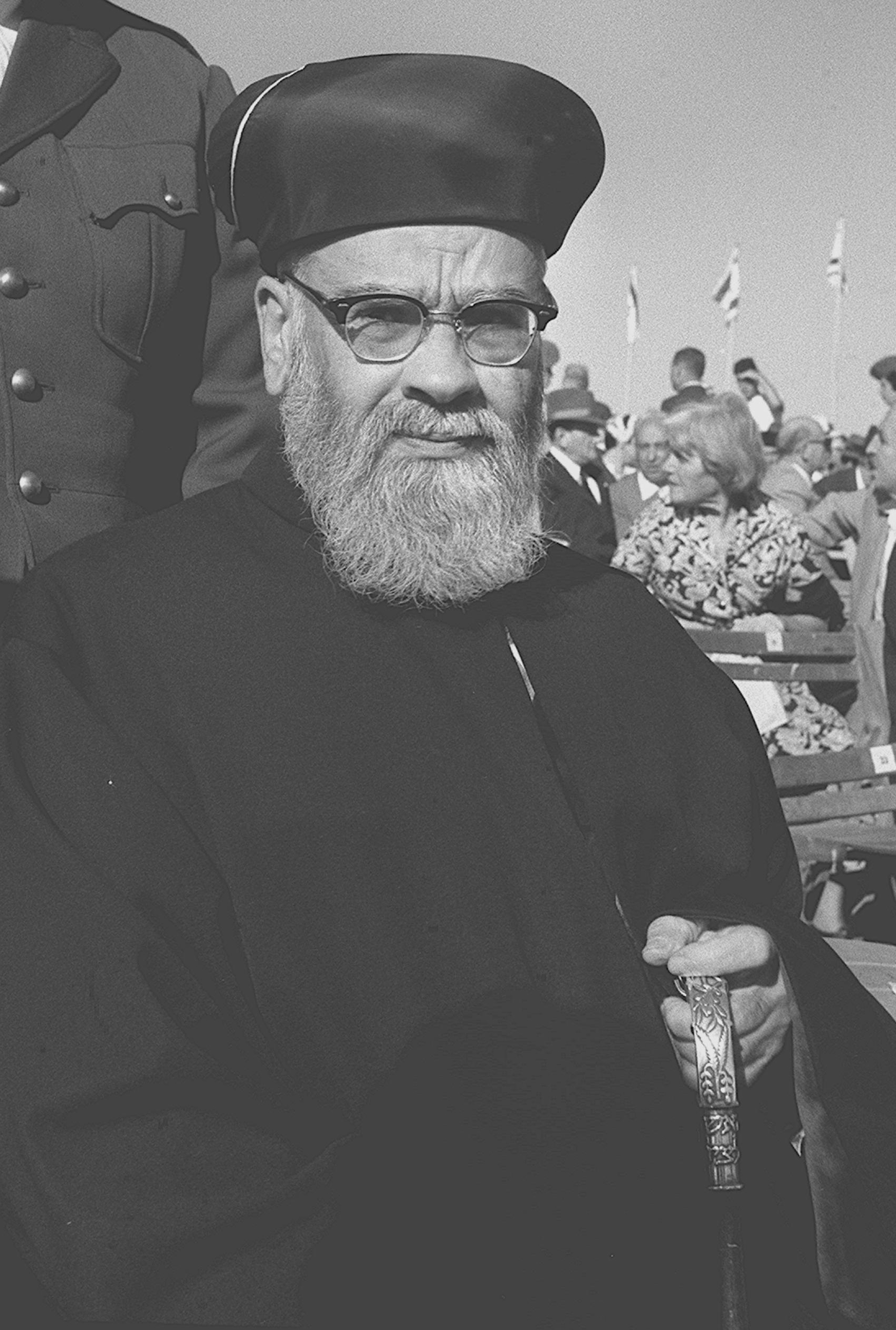
إسحاق نسيم
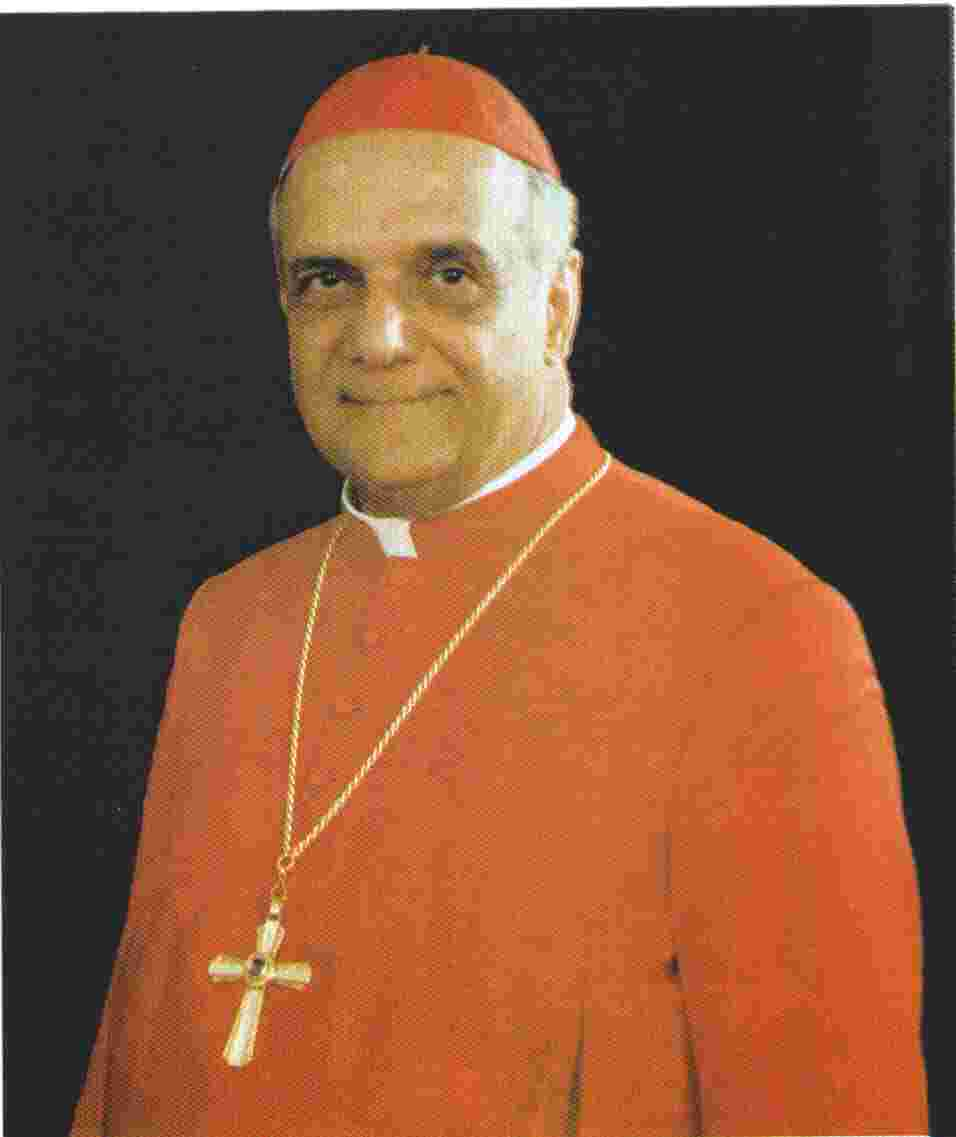
رافائيل الأول بيداويد
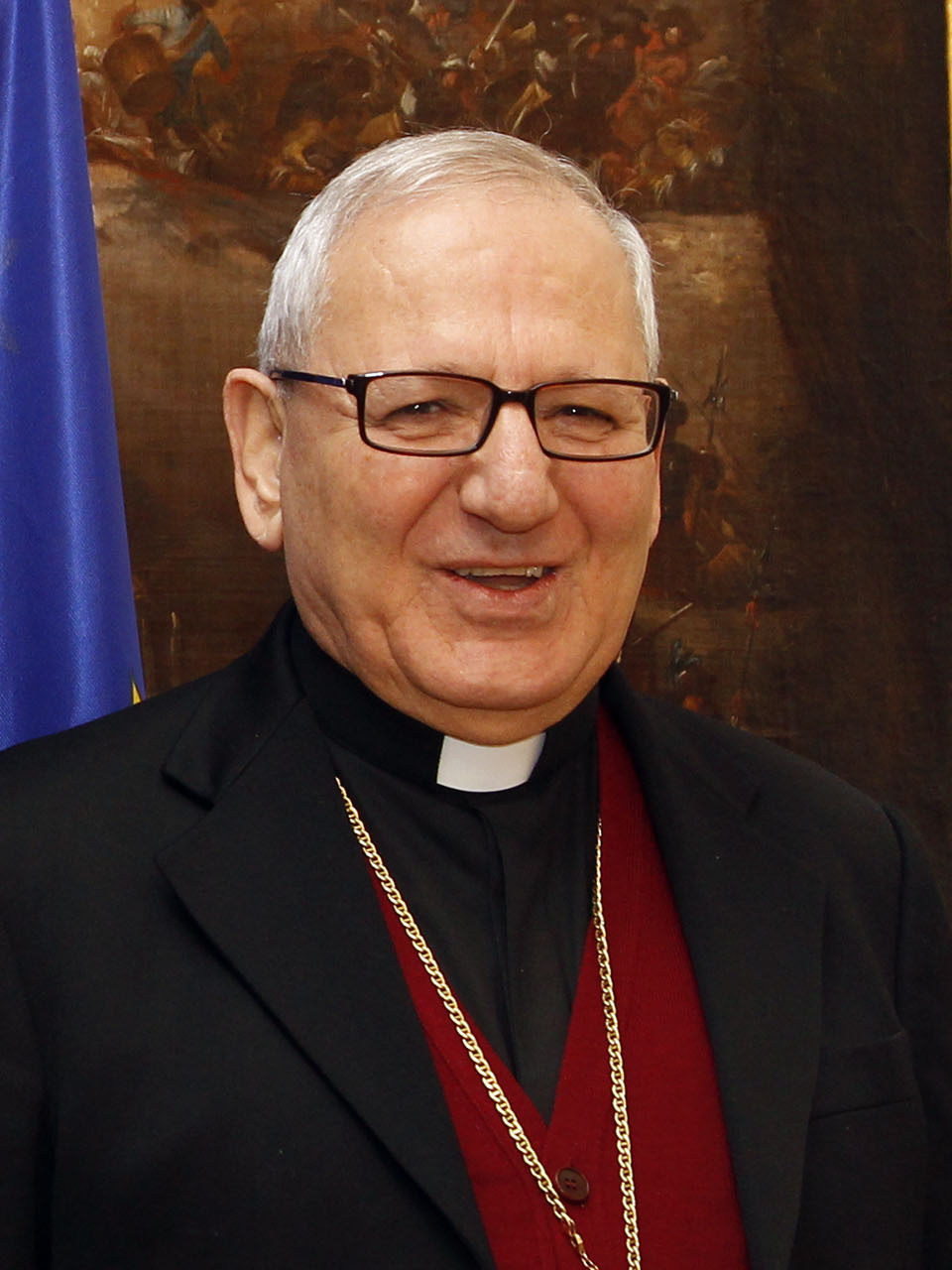
لويس رافائيل الأول ساكو
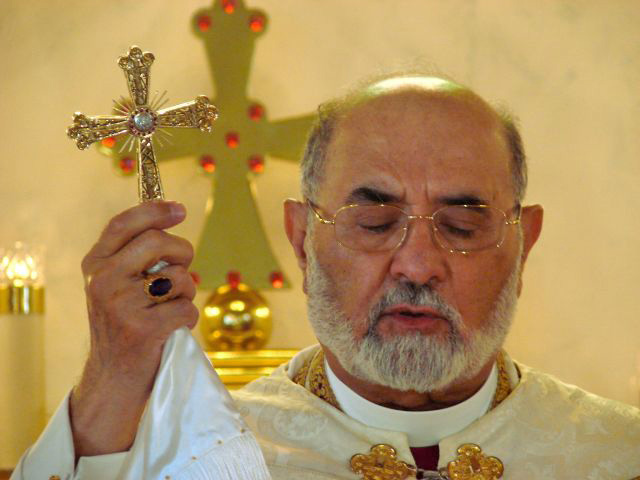
مار دنخا الرابع
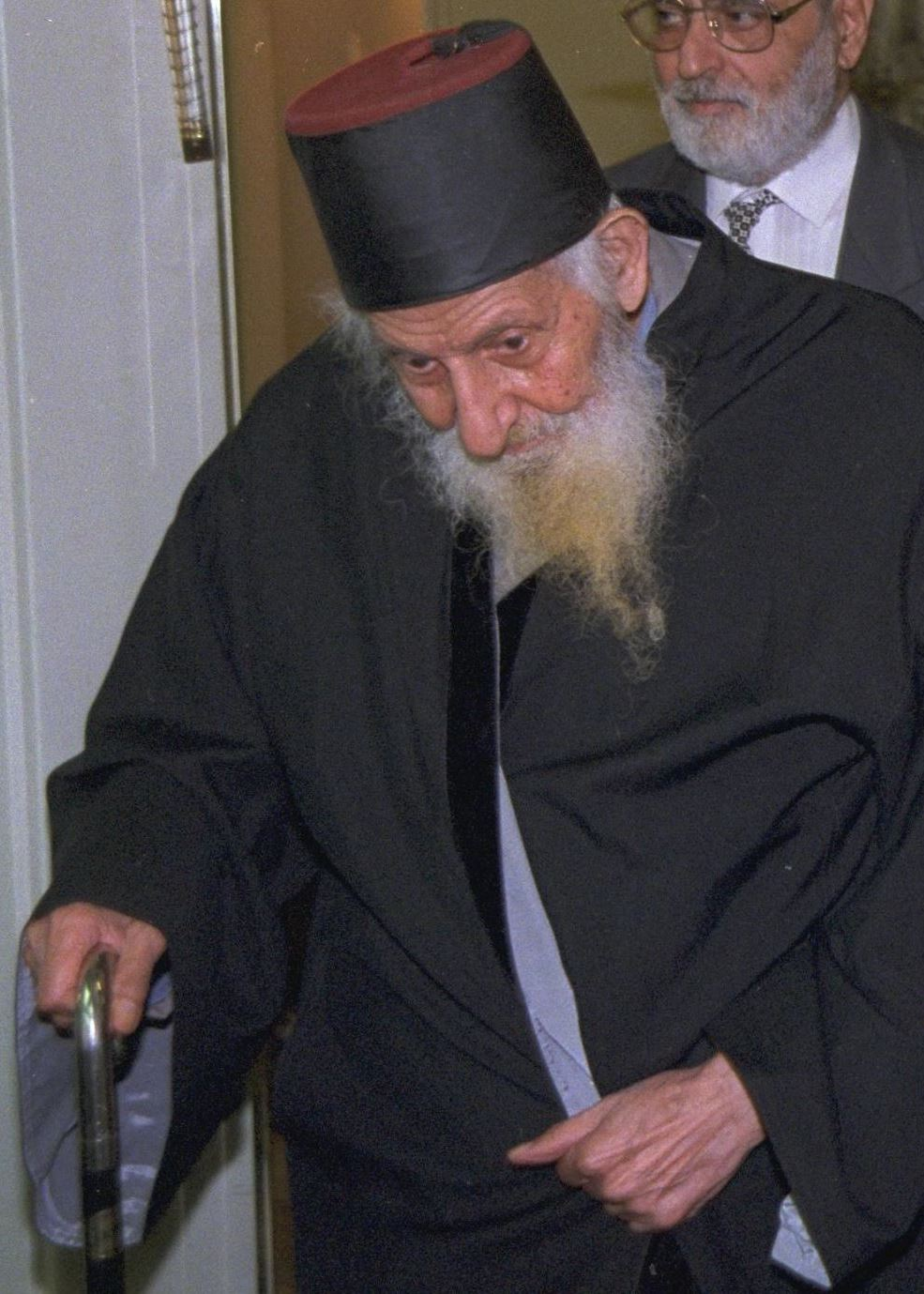
إسحاق كادوري